# Bivalvia
Pelecypoda, Lamellibranchia · Bivalves
«  Acephala (mollusques) » redirige ici. Pour les autres significations, voir Acephala.
« Bivalve » redirige ici. Pour les autres significations, voir Bivalve (homonymie).
Vous lisez un « article de qualité » labellisé en 2014.
Classe
Classification phylogénétique
- mollusques
  - solénogastres
  - caudofovéates
  - eumollusques
    - polyplacophores
    - conchifères
      - monoplacophores
      - ganglioneures
        - viscéroconques
          - gastéropodes
          - céphalopodes

        - diasomes
          - bivalves
          - scaphopodes

Les bivalves (Bivalvia, « à deux valves ») sont une classe de mollusques d'eau douce et d'eau de mer, nommée également Pelecypoda (les pélécypodes à « pied en forme de hache ») ou Lamellibranchia (les lamellibranches « à branchies en lamelles »). Cette classe comprend notamment les palourdes, les huîtres, les moules, les pétoncles et de nombreuses autres familles de coquillages.
Leur corps aplati latéralement est recouvert d'une coquille constituée de deux parties distinctes et plus ou moins symétriques. Elles sont reliées l'une à l'autre et peuvent s'ouvrir ou se refermer. La majorité se nourrissent en filtrant l'eau et n'ont pas de tête ni de radula. Les branchies, appelées cténidies, outre leur rôle dans la respiration, captent les substances nutritives contenues dans l'eau et ont ainsi un rôle important dans l'alimentation. La plupart des bivalves s'enfouissent dans les sédiments des fonds marins, où ils sont à l'abri des prédateurs. D'autres vivent sur le fond marin ou se fixent sur des rochers ou autres surfaces dures. Quelques-uns peuvent percer des éléments en bois, en argile ou en pierre pour vivre à l'intérieur de ces matériaux. Enfin, certains bivalves, comme les pétoncles, peuvent nager.
La coquille d'un bivalve est composée de carbonate de calcium et comprend deux parties, généralement similaires (coquille équivalve), que l'on appelle valves. Celles-ci sont jointes le long d'un de leur bord par un ligament souple qui, en reliant ensemble solidement des « dents » placées sur chacune des valves, constitue la charnière. Cette disposition permet à la coquille de s'ouvrir et se fermer sans que les deux moitiés ne se désarticulent. La coquille présente généralement une symétrie bilatérale, la charnière se trouvant dans le plan sagittal. La coquille des adultes a une taille qui varie de quelques fractions de millimètre à plus d'un mètre de longueur, mais la plupart des espèces ne dépassent pas 10 cm.
Les bivalves sont depuis longtemps un constituant de l'alimentation des populations humaines côtières. Les huîtres sont pêchées et consommées depuis la Préhistoire, et la mariculture est plus récemment devenue une source importante d'approvisionnement en bivalves pour l'alimentation humaine. La meilleure connaissance des cycles de reproduction des mollusques a conduit au développement d'écloseries et de nouvelles techniques d'élevage. Une meilleure compréhension des dangers potentiels de la consommation de fruits de mer crus ou pas assez cuits a permis d'améliorer le stockage et la transformation de ces animaux par l'industrie agroalimentaire. Outre leur utilisation comme nourriture, les huîtres sont la source la plus commune de perles naturelles. Les coquilles des bivalves sont utilisées dans l'artisanat pour la fabrication de bijoux et de boutons. Les bivalves sont également parfois utilisés pour contrôler les pollutions marines.
Les plus anciens fossiles de bivalves jamais retrouvés datent du début du Cambrien, il y a plus de 525 Ma. Le nombre total d'espèces vivantes est d'environ 9 200 aujourd'hui. Ces espèces sont classées dans 1 260 genres et 106 familles. Les bivalves marins (y compris ceux des eaux saumâtres et les espèces estuariennes) représentent environ 8 000 espèces, incluses dans quatre sous-classes et 99 familles comprenant 1 100 genres. Les plus grandes familles de bivalves marins modernes sont les Veneridae, avec plus de 680 espèces, les Tellinidae et les Lucinidae, chacune de ces deux dernières familles comprenant plus de 500 espèces. Les bivalves d'eau douce comprennent sept familles, dont la plus importante est celle des Unionidae qui comprend environ 700 espèces.

## Étymologie des termes taxonomiques de cette classe
Le terme taxonomique Bivalvia a été utilisé pour la première fois par Carl von Linné dans la 10e édition de son Systema Naturae en 1758, pour désigner les mollusques dont la coquille était composée de deux valves. La classe peut également être désignée sous le nom de Pelecypoda, signifiant « pied-hache » (nom apparu en 1820 dans le Handbuch der Zoologie de Georg August Goldfuss), en raison de la forme du pied de l'animal lorsqu'il l'étend. D'autres noms sont utilisés pour désigner cette classe comme Lamellibranchia (terme inventé par Henri-Marie Ducrotay de Blainville en 1814), faisant référence aux branchies en forme de lamelles (qui ne sont pas une généralité absolue dans le groupe, d'où l'abandon de cette dénomination), et Acephala (terme inventé par Georges Cuvier en 1798 dans son Tableau élémentaire de l'histoire naturelle des animaux), car à la différence des autres mollusques ces animaux n'ont pas de tête.
Le nom de « bivalve » est dérivé du latin bis, qui signifie « deux », et valvae, qui signifie « valve ». Tous les animaux avec des coquilles comportant deux parties articulées ne sont toutefois pas classés dans la classe des bivalves. Ainsi, d'autres animaux ont des coquilles appariées comme certains Gastropoda (des petits escargots de mer de la famille des Juliidae), les Brachiopoda et certains crustacés : les Ostracoda et les animaux de l'ordre des Laevicaudata. Le taxon Bivalva a cependant été conservé en application du principe de priorité de la Commission internationale de nomenclature zoologique, au détriment d'une définition extensionnelle. À l'inverse, Univalva qui était le pendant de ce taxon pour les mollusques à un seul élément de coquille, s'est avéré paraphylétique, aussi a-t-il été abandonné.

## Anatomie
Les bivalves présentent une grande variété de formes et de couleurs suivant les espèces. Certains, comme les coques, sont presque globuleux et peuvent « sauter » grâce à des mouvements de leur pied. D'autres, comme les couteaux, sont bien adaptés pour s'enfoncer dans le sol et creuser des galeries grâce à leur coquille allongée et leur puissant pied. Les tarets, de la famille des Teredinidae, ont un corps allongé, vermiforme, mais les valves de la coquille sont de taille réduite et sont placées à l'extrémité antérieure du corps où elles permettent à l'animal de creuser des tunnels dans le bois.

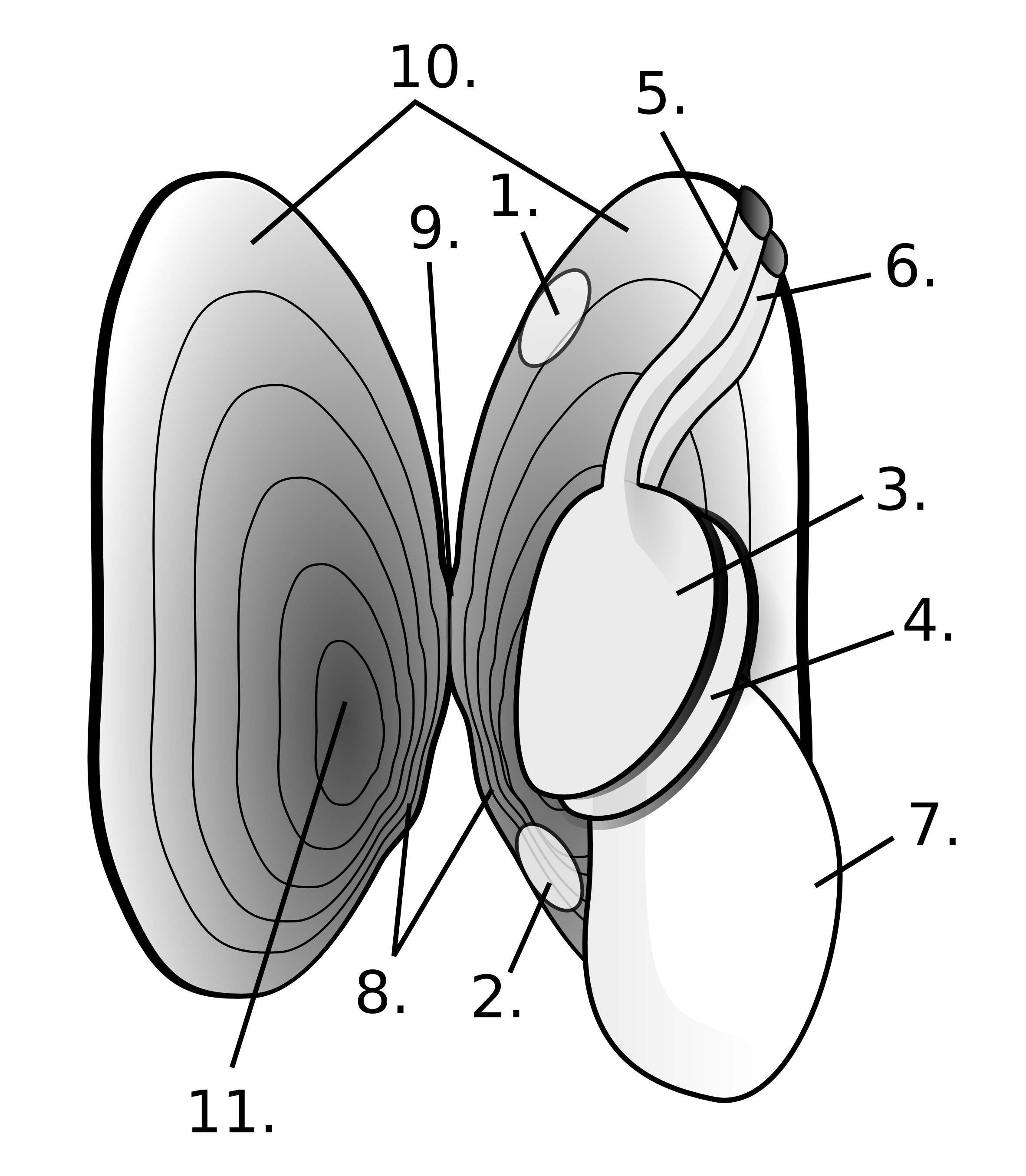
Schéma représentant l'anatomie d'une Moule perlière d'eau douce (Margaritifera margaritifera) : 1. adducteur postérieur, 2. adducteur antérieur, 3-4. branchies, 5. siphon exhalant, 6. siphon inhalant, 7. pied, 8. dent, 9. charnière, 10. manteau, 11. umbo.
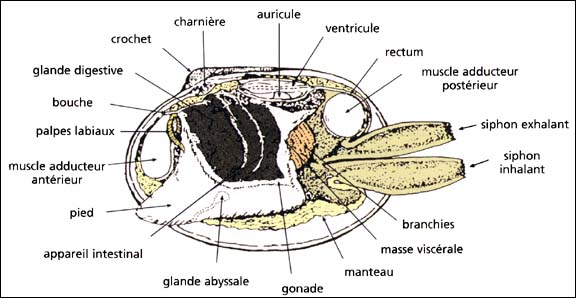
Schéma de l'anatomie d'une palourde du genre Tapes.
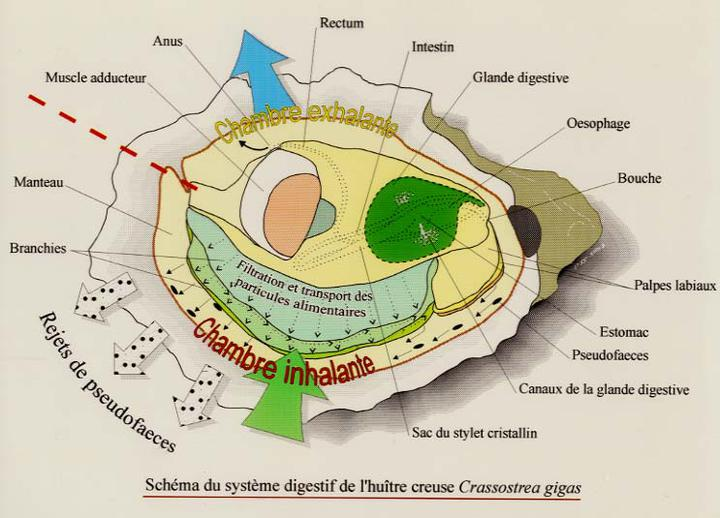
Schéma de l'anatomie de l'huître creuse.

### Coquille

Principaux constituants d'une coquille de bivalve : 1. plan sagittal, 2. lignes de croissance, 3. ligament, 4. umbo.

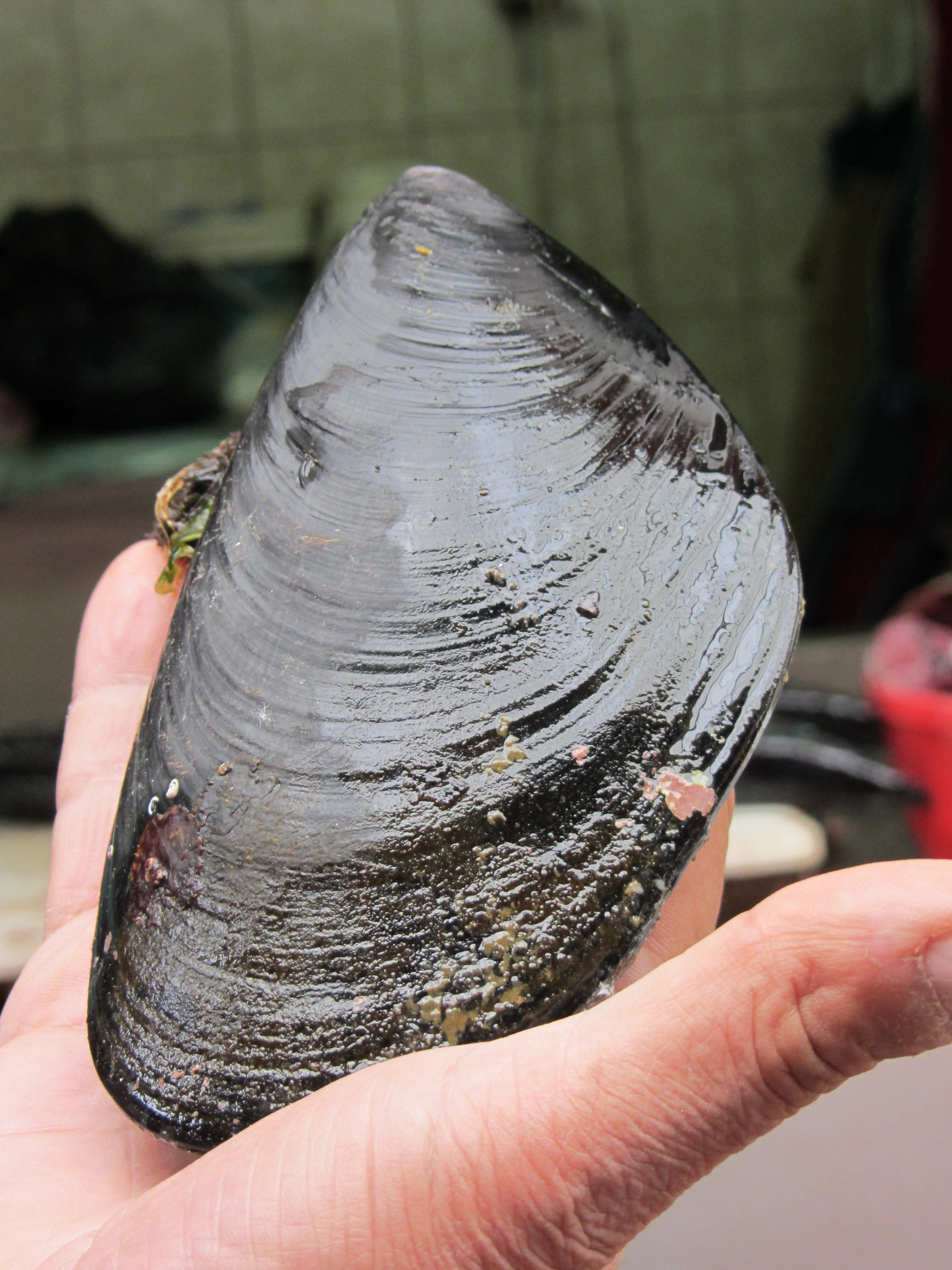
Aulacomya atra ou moule de Magellan (Chili) : moule de grande taille.

La coquille des bivalves est composée de deux valves calcaires maintenues ensemble par un ligament. Elle présente généralement une symétrie bilatérale, la charnière se trouvant dans le plan sagittal.
Sa formation résulte d'un processus biologique que l'on appelle la biominéralisation. La coquille des bivalves est composée d’une fraction minérale comptant pour plus de 95 % du poids de la coquille et d’une fraction organique (constituant la matrice) inférieure à 5 %. La fraction minérale est essentiellement constituée de carbonate de calcium. Ce composé se présente sous deux formes cristallines (on dit qu'il est polymorphe) : la calcite (cristaux rhomboédriques) et l’aragonite (cristaux orthorhombiques).
Certaines coquilles sont constituées exclusivement de calcite, comme celle de la coquille Saint-Jacques (Pecten maximus), d'autres d'aragonite, comme la coque commune, l'amande de mer (Glycymeris glycymeris), et d'autres comprennent ces deux éléments combinés, comme les moules. Parfois, l'aragonite forme une couche nacrée interne, comme c'est le cas pour les animaux de l'ordre des Pterioida. Dans d'autres taxons, on trouve des couches alternées de calcite et d'aragonite. Le ligament et les byssus, s'ils sont calcifiés, sont composés d'aragonite. La matrice organique est composée de protéines et de glucides.
La coquille s’organise en trois principales couches, le périostracum, l’ostracum et l’hypostracum élaborés à différentes régions du manteau. La couche la plus externe de la coquille est le périostracum, une couche semblable à de la peau constituée principalement de polysaccharides, de glycoprotéines et de protéines comme la conchyoline. Le périostracum est sécrété dans la rainure entre les couches extérieure et intermédiaire du manteau, et est habituellement de couleur olive ou brune. Il s'use avec le temps et les frottements de la coquille, et a souvent disparu chez les animaux âgés,. L’ostracum est une couche prismatique constituée de prismes aragonitiques hexagonaux empilés et enrobés par une matrice protéique de conchyoline. L’hypostracum, dite couche foliée, présente un enchevêtrement régulier de feuillets parallèles d’aragonite et de conchyoline.

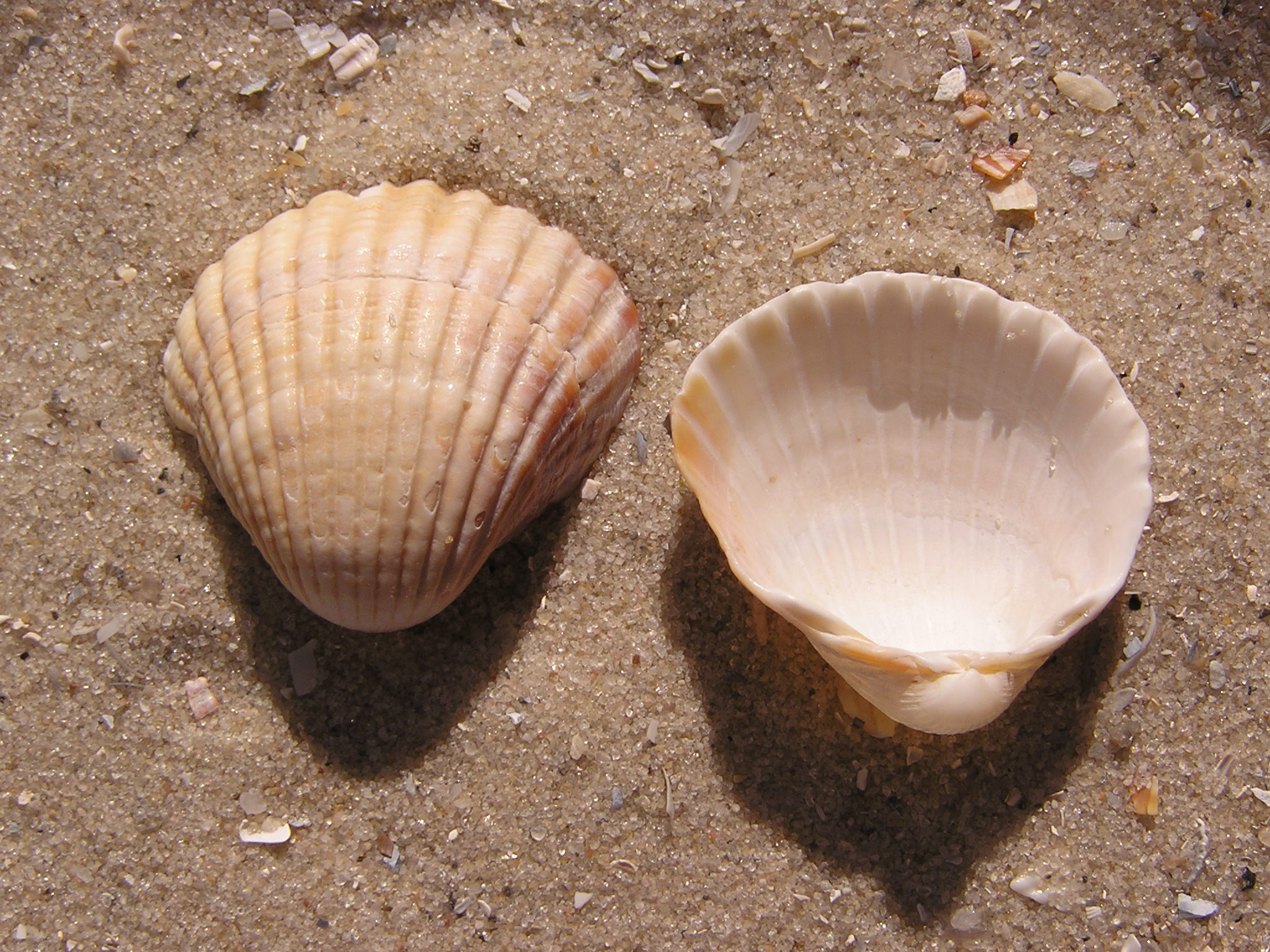
Coquille équivalve de Coque glauque (Cerastoderma glaucum), avec des valves inéquilatérales.

La coquille s'agrandit de deux façons : les valves croissent en longueur grâce aux sécrétions du manteau au niveau de son bord ventral, et elles s'épaississent graduellement tout au long de la vie de l'animal sur tout l'intérieur de la coquille. Cette croissance est rythmée par le métabolisme de l'animal, qui dépend lui-même des apports nutritifs ou de la période de reproduction et de paramètres environnementaux comme la température de l'eau ou les marées. Ainsi, l'animal croît en déposant successivement des couches de croissance, qui sont visibles au niveau de la coquille car séparées par des stries. En règle générale, la croissance est stoppée annuellement lors des mois les plus chauds ou des mois les plus froids, d'où la présence sur la coquille de stries concentriques correspondant aux arrêts de croissance hivernaux ou estivaux. Toutefois les stries peuvent avoir d'autres significations et indiquer des tempêtes ou autres accidents climatiques ayant perturbé l'environnement du bivalve, des attaques de prédateurs ou des épisodes de reproduction. Par ailleurs les stries sont parfois peu visibles à la surface de la coquille, du fait de l'usure par exemple, et on peut être plus précis pour déterminer l'âge d'un bivalve en le coupant transversalement et en examinant les stries de croissance au niveau de l'épaisseur de la coquille. L'utilisation de cette technique a modifié les connaissances sur la longévité de nombreux bivalves. Par exemple, la Mye commune (Mya arenaria), dont on pensait qu'elle avait une courte durée de vie, peut en fait atteindre l'âge de 28 ans. En observant au microscope une coupe transversale, des stries de croissance journalières sont même visibles chez des bivalves subtidaux qui sont émergés une fois par jour à marée basse. Les incréments journaliers observables sont similaires à ceux observés chez les otolithes et seraient plutôt dus à la marée (stress d'émersion irrégulière) qu'à l'alternance jour/nuit.

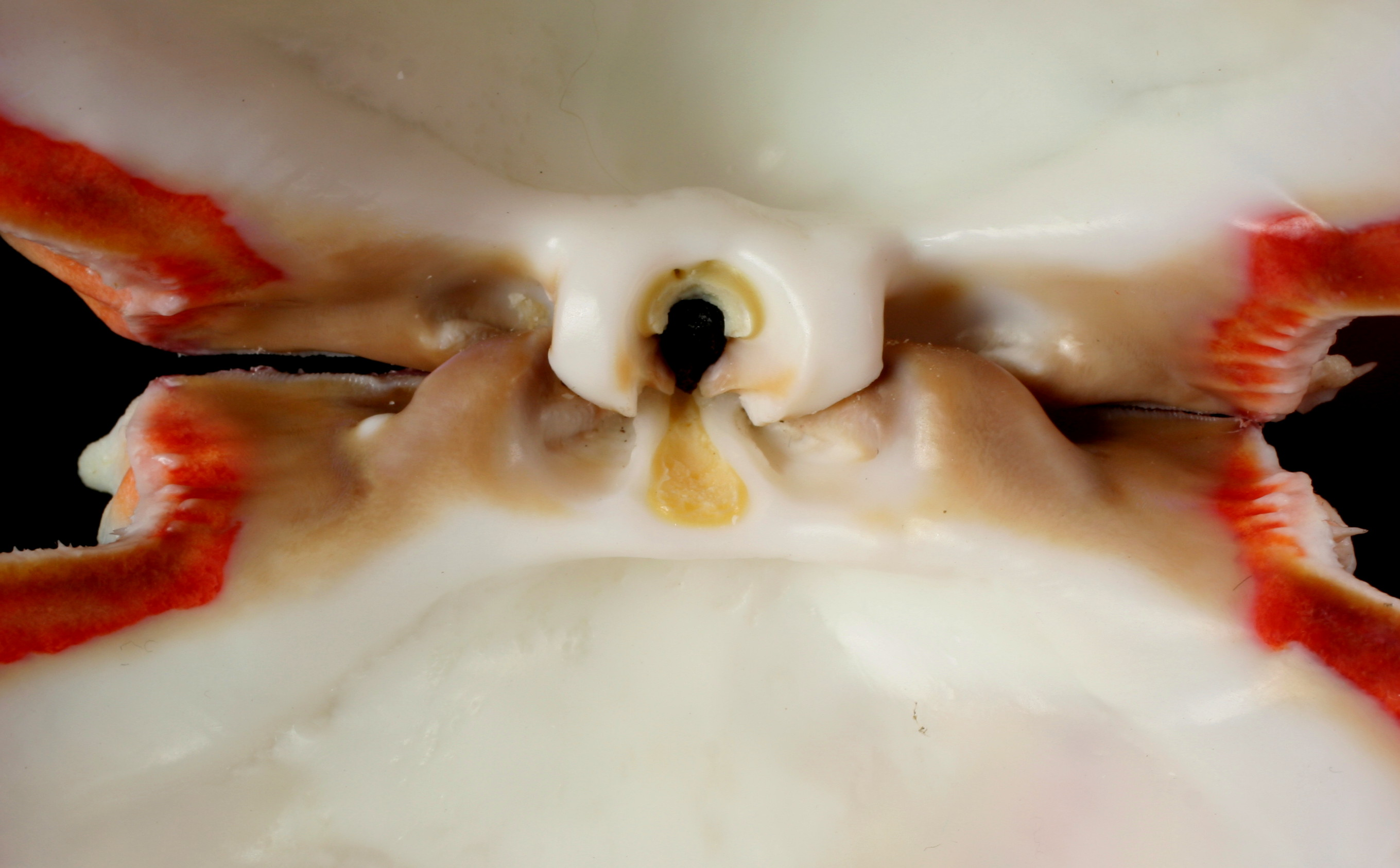
Gros plan sur une charnière d'un bivalve de la famille des Spondylidae.

L'ornementation des valves est variée. La coquille peut être lisse, striée, costulée, tuberculée, épineuse, carénée, etc. Ainsi les palourdes présentant des stries concentriques, les pétoncles des côtes radiales et les huîtres un treillis de marques irrégulières.
Les deux valves sont normalement également convexes (coquille équivalve), mais peuvent différer l’une de l’autre en taille et en forme (coquille inéquivalve) par altération de la symétrie bilatérale. Chaque valve peut être symétrique par rapport à un axe passant par le sommet de la valve et le milieu du bord opposé (valve équilatérale dont la croissance est symétrique de part et d’autre du crochet) ou dissymétrique (valve inéquilatérale). Elle est libre ou fixée, soit par un byssus qui passe dans une échancrure de l'oreillette de la valve, soit par soudure directe de la région umbonale de la valve.
Les deux valves s’articulent dorsalement autour d’un dispositif marginal formé d'une charnière (constituée d'un certain nombre de dents) et d’une structure élastique très imparfaitement calcifiée, le ligament qui tend à ouvrir la coquille le long de ses marges antérieure, postérieure et surtout ventrale. Ce ligament agit dans ce sens de manière antagoniste aux muscles adducteurs fixés à la surface interne des deux valves qui ferment activement la coquille par contraction,. Le ligament peut être placé en position interne ou externe suivant l'espèce. La position du ou des muscles est souvent clairement visible à l'intérieur des valves vides, car ils laissent des cicatrices circulaires ou ovales. Près de la charnière de la coquille, on trouve l'umbo une protubérance noueuse et arrondie. Il s'agit de la partie la plus ancienne de la coquille, qui s'agrandit ensuite au niveau des bords du côté opposé. L'umbo présente le plus souvent un crochet qui détermine le bord dorsal de la coquille. La zone d'articulation correspond à la région dorsale de la coquille et le bord inférieur à la région ventrale. Les dents, dont le rôle est d'empêcher les valves de se décaler latéralement l'une par rapport à l'autre, peuvent avoir différentes dispositions. Elles font face à des fossettes au niveau de la valve opposée, dans lesquelles elles s'insèrent. On peut trouver deux types de dents, les dents cardinales placées le plus près du crochet et les dents latérales situées en avant des dents cardinales, plus éloignées du crochet. Le nombre et l'agencement des dents est une clé importante dans l'identification des bivalves,.
Lorsque le crochet est situé vers le haut, la valve dont la marge antérieure est située vers la gauche est considérée comme la valve gauche, tandis que celle dont la marge antérieure est située vers la droite est la valve droite. Le byssus et le pied sont situés dans la partie antérieure de la coquille, tandis que les siphons sont placés dans la partie postérieure,.

### Manteau

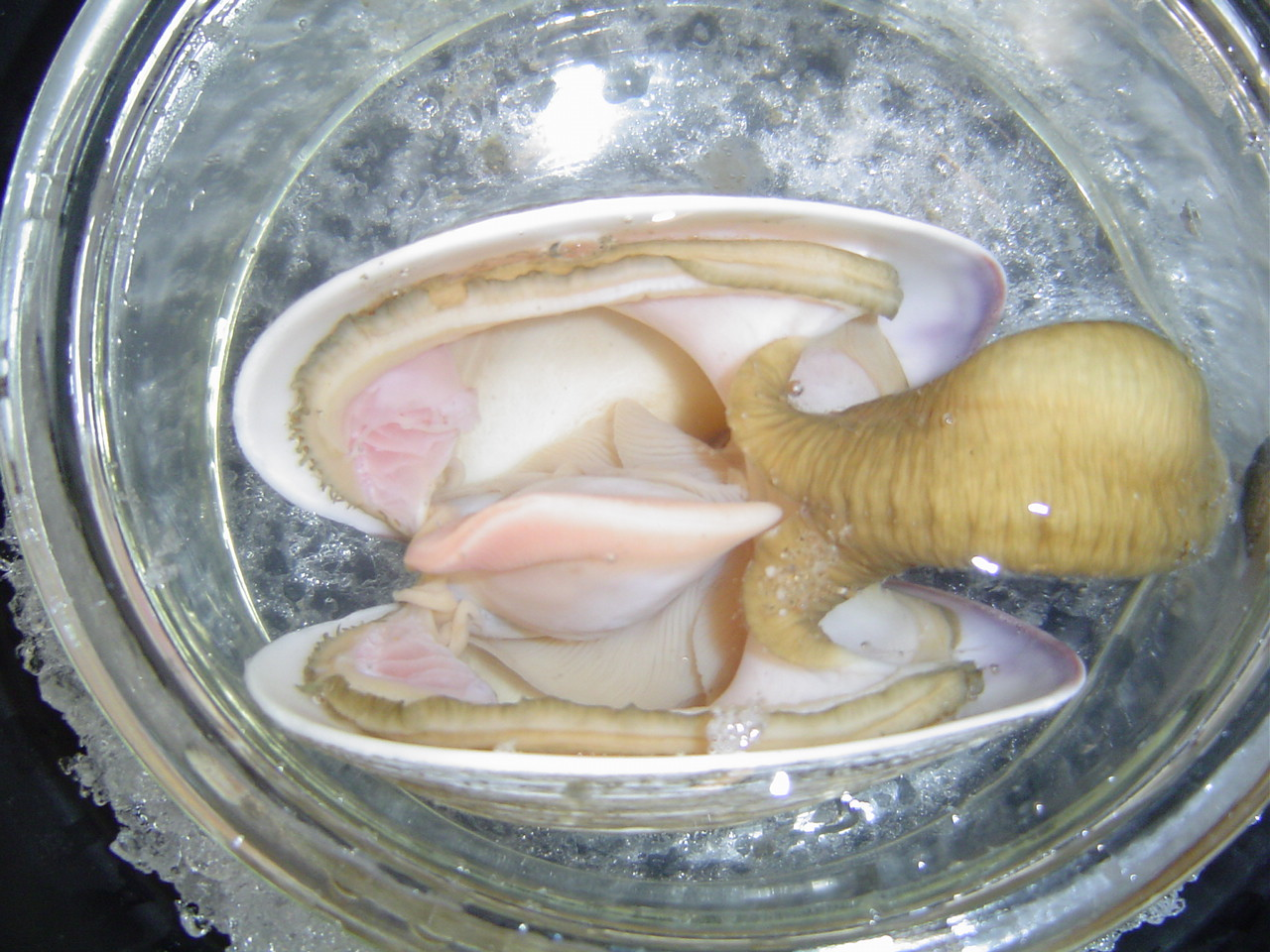
Intérieur d'un bivalve (ici un membre de la famille des Veneridae).

Chez tous les mollusques, le manteau forme une fine membrane couvrant le corps de l'animal et formant des lobes. Chez les bivalves, les lobes du manteau sécrètent les valves, et sa crête sécrète l'ensemble de la charnière, qui est composée d'un ligament, de byssus et de dents. Ces deux lobes, fusionnés avec les viscères dans la région dorsale, délimitent la cavité palléale dans la partie ventrale de l'animal.

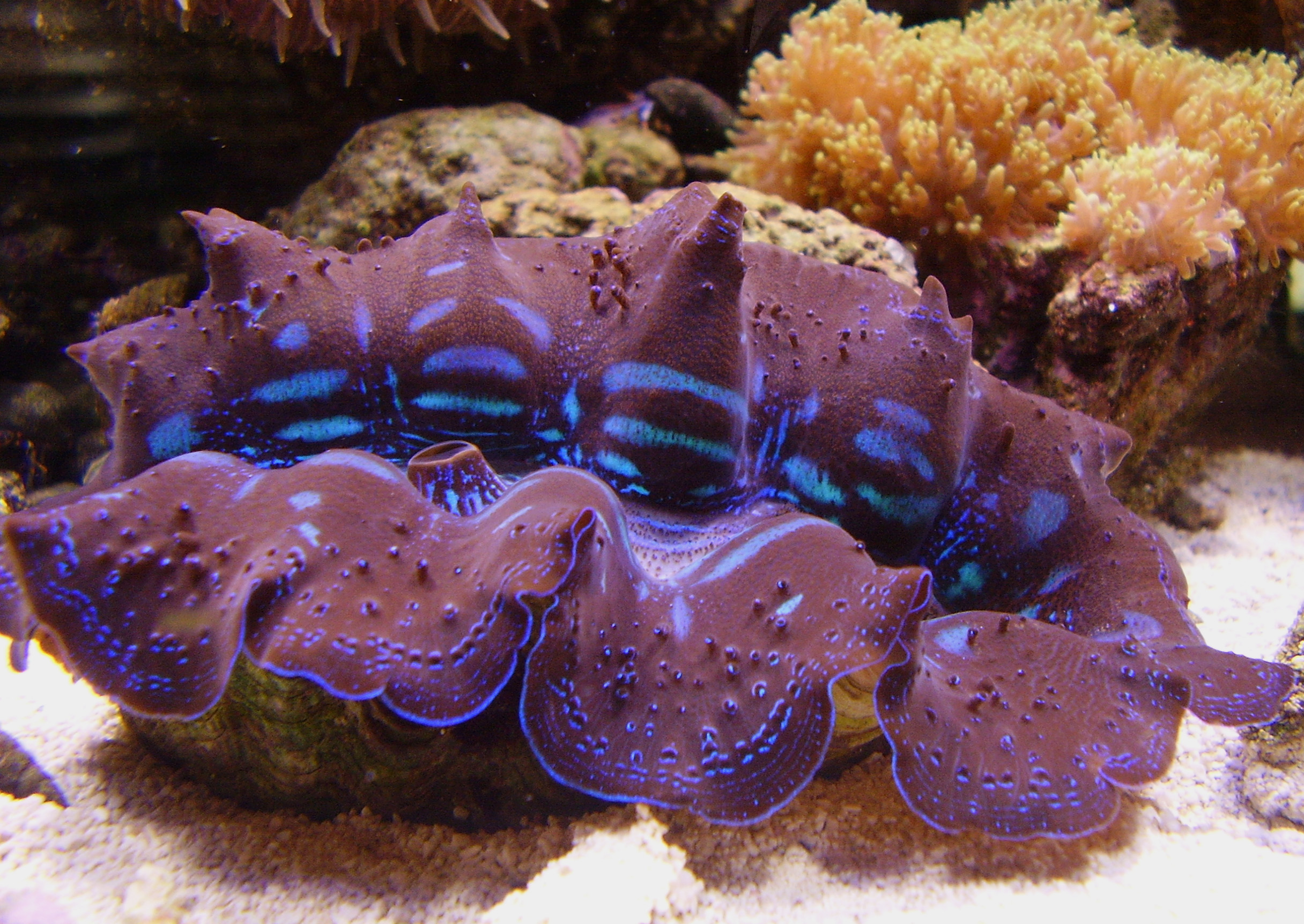
Le bénitier géant Tridacna maxima dans un aquarium : le manteau dépasse à l'extérieur de la coquille et est bien visible car très coloré.

À l'intérieur des valves vides, on peut voir une ligne brillante parallèle au bord extérieur de la coquille et qui relie souvent les muscles adducteurs. Cette ligne (appelée ligne palléale) doit sa présence à l'existence, parallèlement au bord de la coquille du bivalve, d'une rangée étroite et continue de minuscules muscles rétracteurs du manteau qui relient celui-ci à la coquille. La fonction de ces petits muscles est de retirer le bord libre du manteau pour le mettre hors de danger lorsque cela est nécessaire, en cas de tentatives de prédation mineures. En revanche, le bord est laissé libre. Il est plus épais que le reste du manteau et composé de trois bourrelets. Suivant les espèces le bord du manteau peut être pigmenté ou porter des tentacules ou des yeux comme chez les Pectinidae,. Ce bord est fortement innervé, tout comme la partie palléale du manteau, et ce dernier a donc un rôle sensoriel important. Il déclenche la fermeture de la coquille lorsque les conditions de milieu ne sont pas favorables où lorsqu'un danger est présent. Il a aussi un rôle dans la respiration de l'animal, le stockage des réserves de l'animal sous forme de glycogène et de lipides, la dissémination des gamètes ou l'alimentation en effectuant un premier tri des particules entrant en son sein,.
Chez certains bivalves, notamment ceux qui vivent enterrés dans les sédiments des fonds marins, le manteau forme deux siphons à l'extrémité postérieure de la coquille, par lesquels l'eau est inhalée et expulsée. Cela permet à l'animal de respirer et de s'alimenter de particules en suspension, mais également d'excréter les déchets de son métabolisme et de se reproduire,,. La plupart des bivalves munis de siphons sont capables de les rétracter à l'intérieur de la coquille. Ils sont alors dotés d'un espace en forme de poche dans lequel les siphons s'insèrent quand ils sont rétractés, qui est visible à l'intérieur de la valve sous la forme d'une échancrure située au niveau de la ligne palléale et appelée sinus palléal.

### Muscles

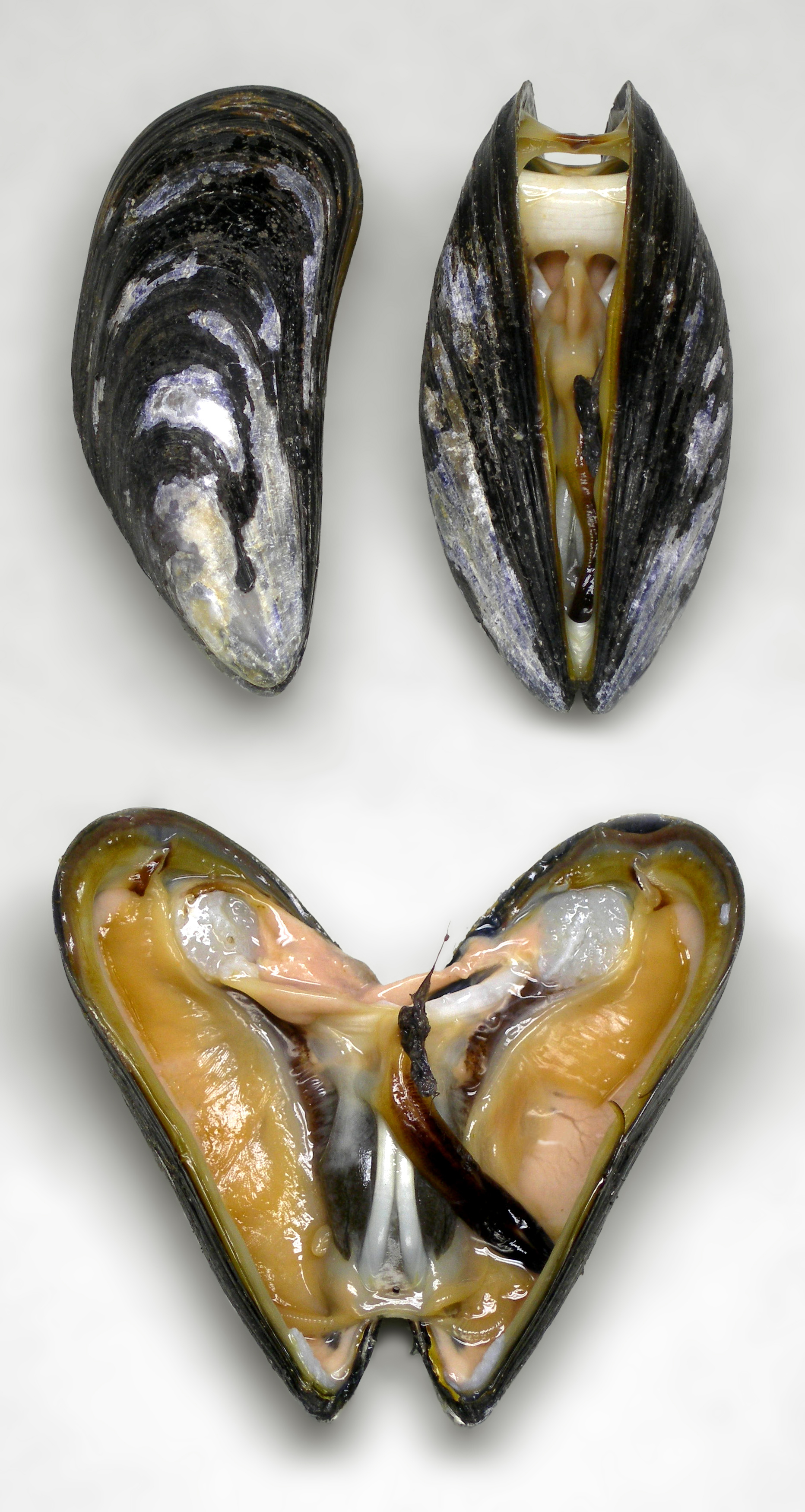
Le muscle adducteur postérieur est bien visible sur cette coquille entrouverte de Moule commune (Mytilus edulis).

Les principaux muscles des bivalves sont les muscles adducteurs, qui sont généralement au nombre de deux, comme chez les moules et les palourdes qui ont un muscle antérieur et un muscle postérieur, même si les muscles antérieurs peuvent être de taille réduite ou même avoir disparu chez certaines espèces. D'autres espèces encore présentent trois muscles adducteurs. Chez les bivalves sédentaires qui sont posés sur une de leurs valves, comme les huîtres et les pétoncles, le muscle adducteur antérieur a disparu et le muscle postérieur est placé au centre. Chez les Limoida qui peuvent nager en ouvrant et fermant successivement leurs valves, il y a également un seul muscle adducteur placé en position centrale. Ces muscles puissants relient les deux valves afin de fermer la coquille. Ils travaillent en opposition au ligament qui tend à écarter les valves. Les muscles adducteurs sont composés de deux types de fibres musculaires, des fibres musculaires striées pour des mouvements rapides (fuite lors de la menace d'un prédateur) et des fibres musculaires lisses pour exercer une force prolongée dans le temps et garder par exemple la coquille close, ces deux types de fibres laissant parfois une couleur différente au niveau de l'empreinte de l'adducteur sur l'intérieur de la coquille.

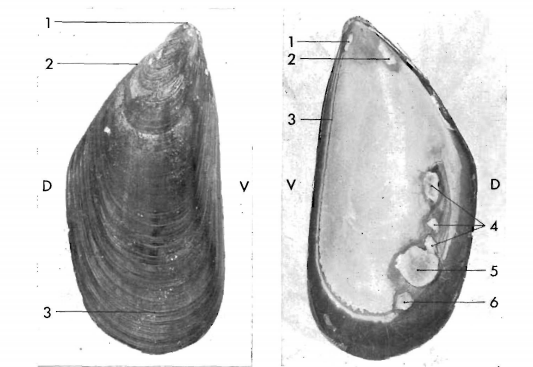
Les différentes empreintes musculaires sur la valve de Mytilus galloprovincialis (à droite) : 1 : muscle adducteur antérieur, 2 : muscle rétracteur antérieur du pied, 3 : impression palléale, 4 : muscles rétracteurs postérieurs du pied et du byssus, 5 : muscle adducteur postérieur, 6 : muscle du siphon anal.

La fermeture de la coquille est un phénomène actif assuré par un muscle adducteur (espèces monomyaires) ou deux (espèces dimyaires telles que palourdes et moules). L'impression du manteau sur l'intérieur de l'une des deux valves est dite impression palléale. Quand les impressions musculaires sur la coquille sont égales, le bivalve est dit homomyaire ou isomyaire ; quand elles sont inégales, il est dit hétéromyaire ou anisomyaire.
L'impression musculaire antérieure, souvent plus réduite, est située au-dessous de la bouche. L'impression musculaire postérieure, souvent plus développée, est située au-dessous de l'anus.
Parmi les autres muscles des bivalves, certains soutiennent le manteau et le relient à la coquille. Ceux-ci laissent une cicatrice en forme d'arc à l'intérieur de la valve vide, la ligne palléale. Un couple de muscles protracteur et rétracteur du pied permet le mouvement de cet organe. Chez certains bivalves, comme les huîtres et les coquilles Saint-Jacques, ces muscles sont absents et ces animaux sont incapables d'étendre leur pied. Enfin, d'autres couples de muscles contrôlent les siphons et les byssus,.

### Pied et byssus

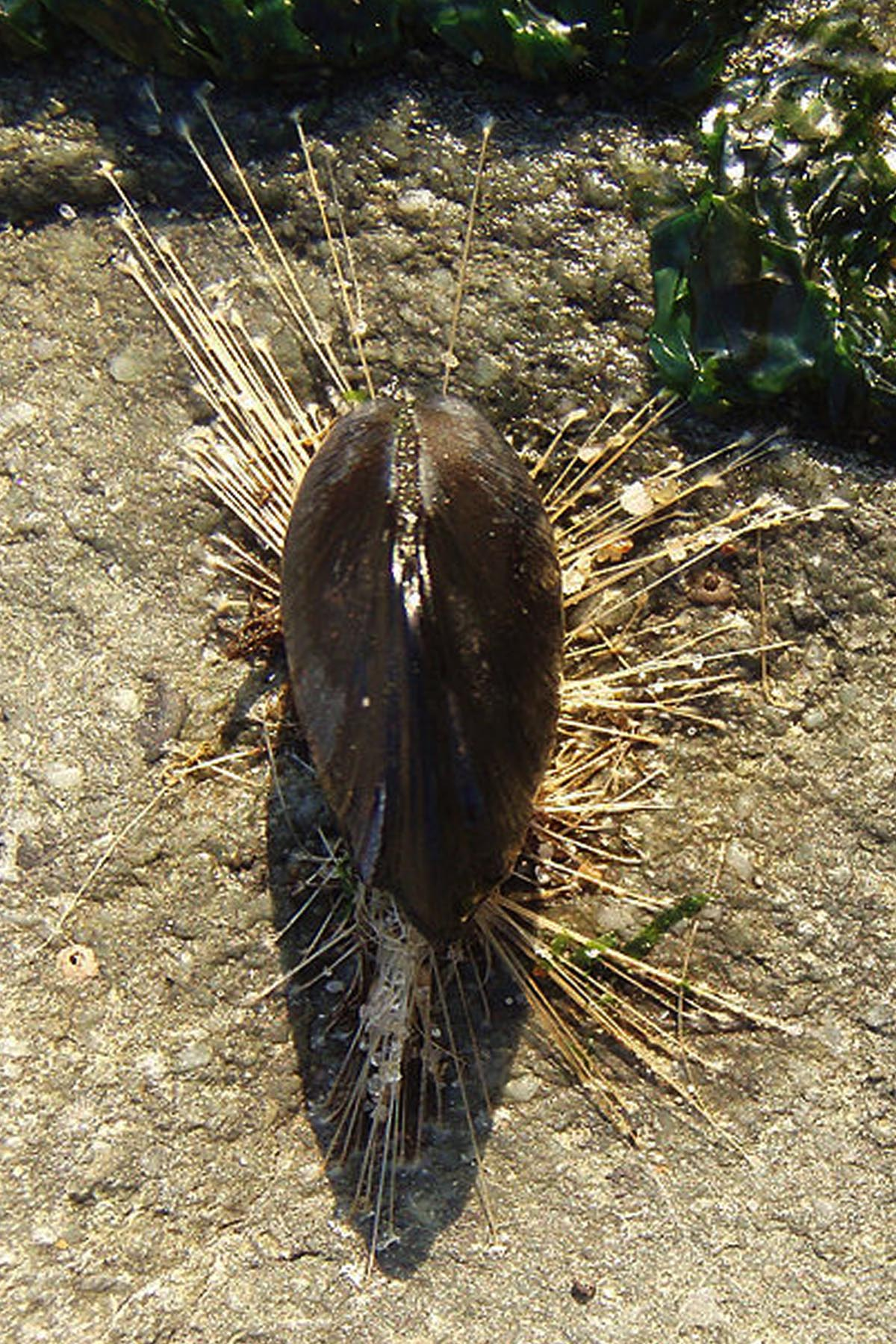
Moule attachée à son support par son byssus.

Le pied est un organe musculeux situé à la base de la masse viscérale des bivalves. Il peut servir au déplacement chez le jeune, et plus rarement chez l'adulte. Il sert le plus souvent à enfouir l'animal et est particulièrement puissant et bien développé chez les bivalves qui vivent enfouis dans le substrat. Pour cela, le pied sort de l'animal en passant entre les deux moitiés du manteau et s'enfonce légèrement dans le sable. Les muscles rétracteurs du sable permettent ensuite au bivalve de s'enfoncer dans le fond marin à la suite du pied. Il est très rudimentaire chez des espèces qui vivent en eau libre comme les huîtres ou les moules.
En position médiane du pied, on trouve la glande byssogène, qui sécrète les byssus. Ces filaments élastiques permettent à l'animal de se fixer sur le substrat et sont donc très important chez des espèces comme les moules ou certains pectinidés qui vont pouvoir s'ancrer solidement sur un support. Ces fibres, à base de protéines quinone et de kératine ont une cuticule extérieure riche en tyrosine (appelé aussi dopa, un acide aminé particulier très adhésif) qui s'associent avec des ions ferriques pour donner un complexe très résistant à l'usure et ayant une grande capacité d'extension.

### Système nerveux et organes des sens
Les habitudes sédentaires des bivalves ont conduit à l'élaboration d'un système nerveux qui est moins complexe que pour la plupart des autres mollusques. Ces animaux n'ont pas de cerveau et le système nerveux est constitué d'un réseau de nerfs et de paires de ganglions. Chez presque tous les bivalves les plus primitifs, il y a deux ganglions cérébro-pleuraux de chaque côté de l'œsophage. Les ganglions cérébraux contrôlent les organes sensoriels tandis que les ganglions pleuraux sont reliés aux nerfs de la cavité du manteau. Les ganglions pédaux, qui contrôlent le pied, sont situés à sa base, et les ganglions viscéraux, qui peuvent être assez important chez les bivalves qui se déplacent en nageant, sont situés sous le muscle adducteur postérieur. Ces ganglions sont tous deux connectés aux ganglions cérébro-pleuraux par des axones. Les bivalves dotés de longs siphons peuvent aussi avoir des ganglions dédiés pour les contrôler.

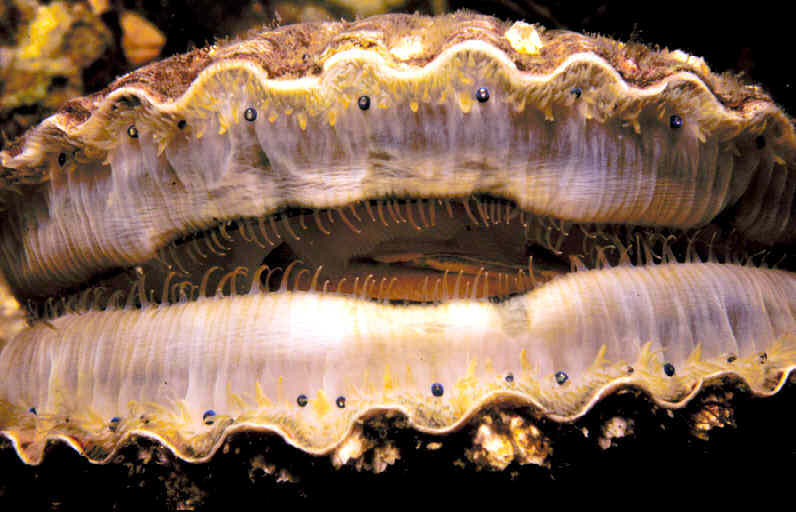
Les coquilles Saint-Jacques présentent de petits yeux sur la bordure de leur manteau.

Les organes sensoriels des bivalves ne sont pas bien développés et sont en grande partie situés en marge de la partie postérieure du manteau. Il s'agit généralement de mécanorécepteurs ou de chémorécepteurs situés dans de courts tentacules. Les cellules chémoréceptrices analysent l'eau et sont sensibles au toucher. Elles se trouvent généralement près des siphons, mais chez certaines espèces elles bordent toute la cavité du manteau. L'osphradium est un amas de cellules sensorielles situé en dessous du muscle adducteur postérieur et qui permet à l'animal d'analyser l'eau et de mesurer sa turbidité, mais il n'est probablement pas homologue avec la structure du même nom que l'on rencontre chez les escargots et les limaces. Les statocystes permettent au bivalve de détecter et de corriger son orientation. Chaque statocyste comporte un petit sac bordé de cils sensoriels qui détecte le mouvement d'une masse minérale, un statolithe, par gravité,. Dans l'ordre des Anomalodesmata, le siphon inhalant est entouré de tentacules sensibles aux vibrations qui permettent à ces animaux de détecter leurs proies.
Beaucoup de bivalves n'ont pas d'yeux, mais quelques membres des super-familles des Arcoidea, Limopsoidea, Mytiloidea, Anomioidea, Ostreoidea et Limoidea ont des yeux simples sur la bordure du manteau. Ils sont composés d'un amas de cellules photo-sensorielles et d'une lentille. Les pétoncles ont des yeux plus complexes munis d'une lentille, d'une rétine à deux couches et d'un miroir concave. Tous les bivalves ont des cellules sensibles à la lumière qui leur permettent de détecter une ombre tombant sur l'animal.

### Circulation et respiration

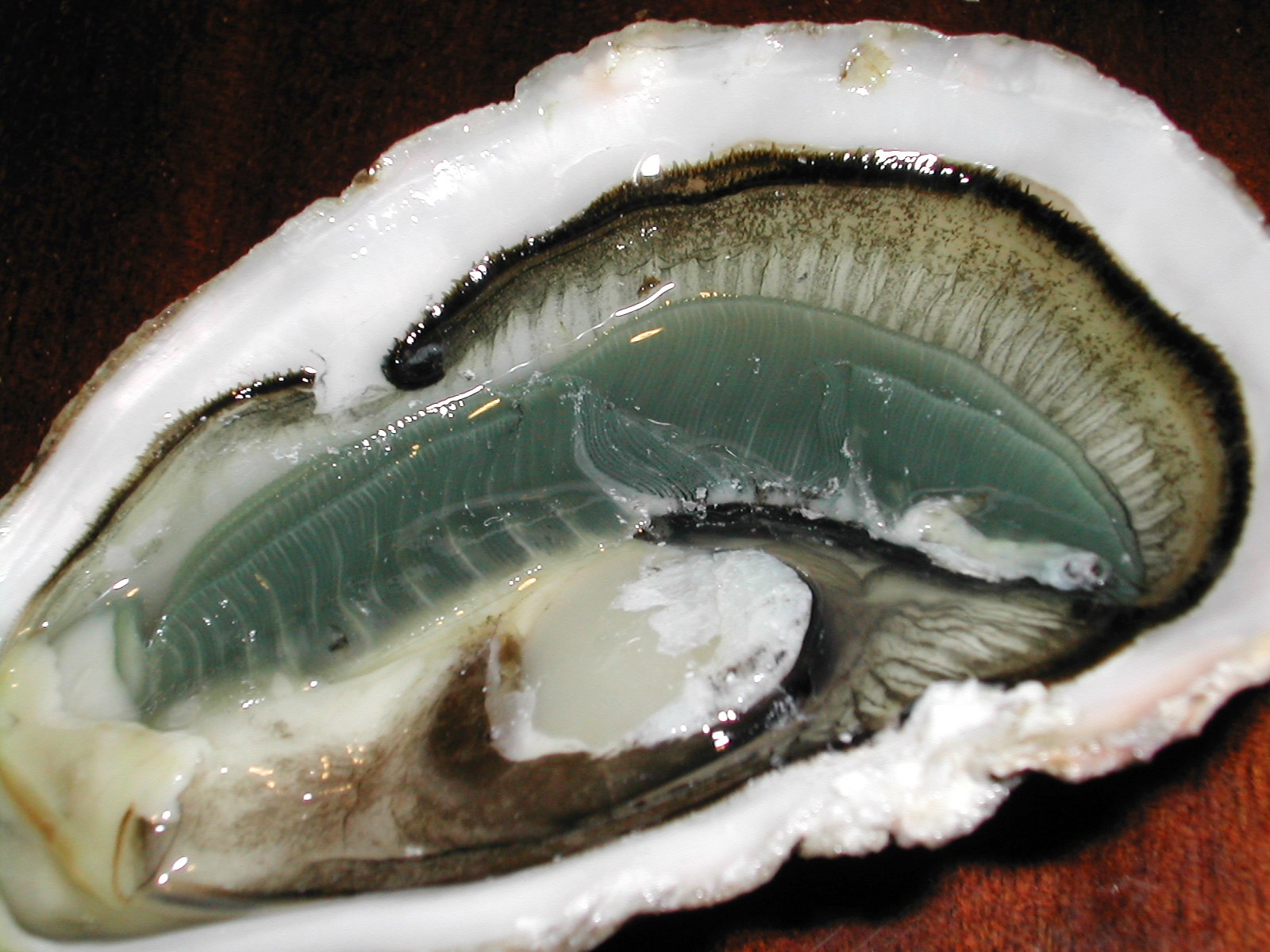
Huître avec les branchies bien visibles, en bleu gris.

Les bivalves ont un système circulatoire ouvert et les organes baignent dans l'hémolymphe. Le cœur a trois chambres : deux oreillettes qui reçoivent le sang des branchies et un ventricule unique. Le ventricule est musculaire et pompe l'hémolymphe vers l'aorte et ensuite vers le reste du corps. Il pompe lentement, d'un rythme allant de 0,2 à 30 battements par minute. Certains bivalves ont une seule aorte, mais la plupart en ont une seconde, généralement plus petite, desservant les régions postérieures de l'animal.
L'oxygène est absorbé dans l'hémolymphe au niveau des branchies qui constituent la surface primaire de l'appareil respiratoire. Les branchies pendent dans la cavité du manteau, dont la paroi constitue une surface respiratoire secondaire avec ses vaisseaux capillaires. Chez les espèces qui n'ont pas de branchies, telles que les espèces de la sous-classe des Anomalodesmata, la paroi de la cavité du manteau est le seul organe intervenant dans la respiration. Les bivalves sont adaptés aux environnements soumis aux marées et peuvent survivre pendant plusieurs heures hors de l'eau en fermant hermétiquement leurs coquilles. Certaines espèces d'eau douce, lorsqu'elles sont exposées à l'air, peuvent laisser leur coquille légèrement ouverte et permettre aux échanges gazeux d'avoir lieu.
L'hémolymphe n'a généralement aucun pigment respiratoire, bien que les membres de la famille des Arcidae et des Limidae soient connus pour posséder de l'hémoglobine dissoute directement dans le sérum. Chez le genre carnivore Poromya, l'hémolymphe a des amibocytes rouges contenant de l'hémoglobine.

### Appareil digestif

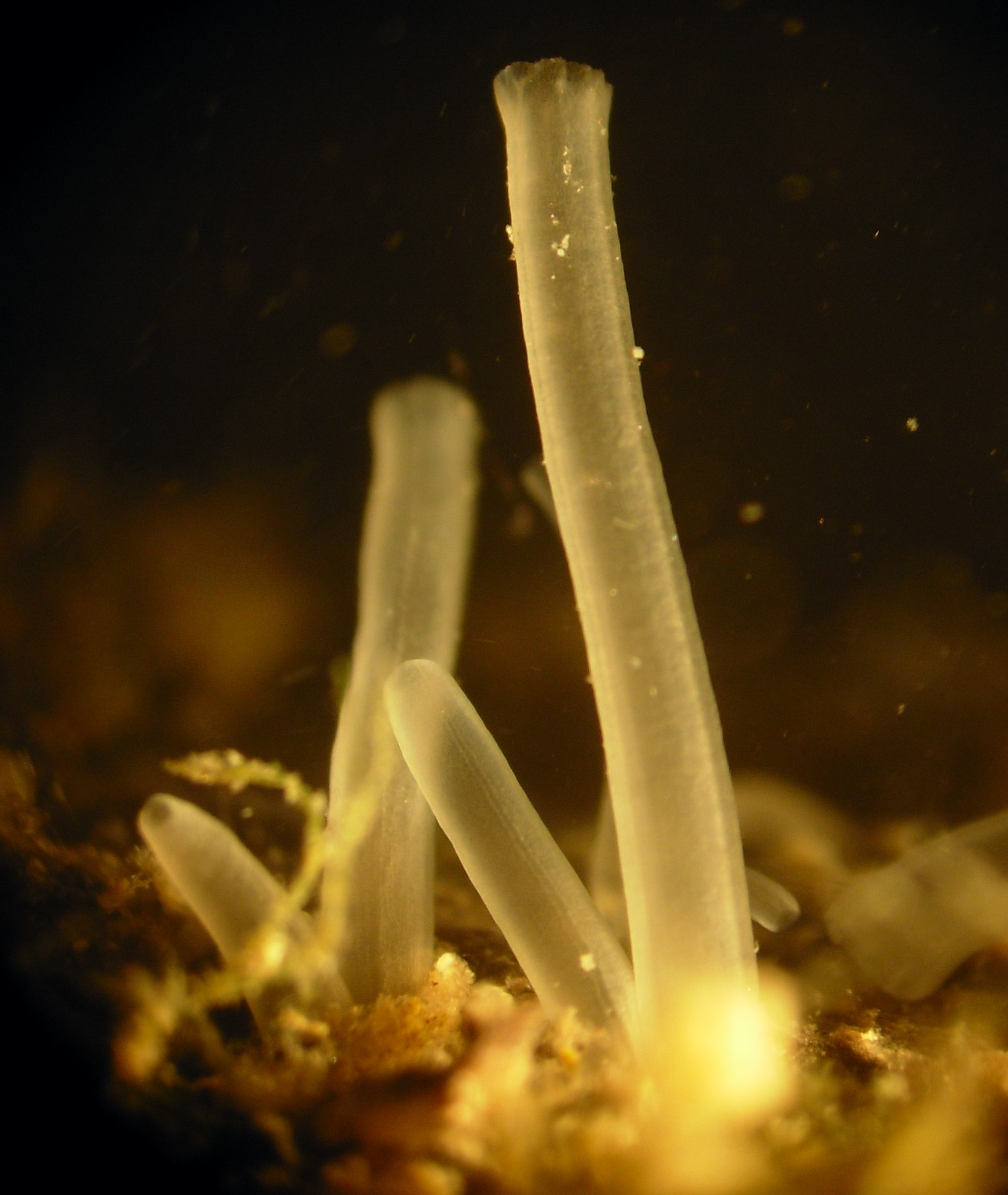
Les siphons jouent un rôle majeur dans l'alimentation des espèces fouisseuses. On différencie bien ici le siphon inhalant largement ouvert et le siphon exhalant partiellement fermé (ici un Lyrodus pedicellatus).

Chez la plupart des bivalves non fouisseurs, l'eau est aspirée dans la coquille via la surface ventrale postérieure de l'animal, passe à travers les branchies et se replie pour être expulsée juste au-dessus du lieu d'admission. Chez les espèces fouisseuses, il peut y avoir deux siphons rétractables allongés pouvant atteindre la surface du fond marin, un pour inhaler l'eau de mer et l'autre pour l'exhaler. Les branchies des bivalves filtreurs sont connues comme des cténidies et se sont spécialisées pour augmenter leur capacité à capturer la nourriture. Par exemple, les cils sur les branchies, qui servaient à l'origine à éliminer les sédiments indésirables, se sont adaptés pour capturer les particules de nourriture et les transporter dans un flux constant de mucus vers les palpes labiaux qui entourent la bouche et lui transmettent les aliments. Les filaments des branchies sont aussi beaucoup plus longs que ceux des bivalves plus primitifs et sont repliés pour créer une rainure à travers laquelle les aliments peuvent être transportés. La structure des branchies varie considérablement et peut être utilisée pour la classification des bivalves.
Le tube digestif des bivalves se compose typiquement d'un minuscule œsophage, de l'estomac et de l'intestin. L'hépatopancréas entoure l'estomac et sécrète des enzymes pour digérer les aliments, mais comprend également des cellules capables de phagocyter des particules de nourriture et de les digérer par voie intracellulaire. Dans le cas des bivalves filtreurs, l'estomac est relié à une poche tubulaire de laquelle une tige de mucus solidifié connue comme le « stylet cristallin » émerge et se projette dans l'estomac. Les cils du sac permettent au stylet de tourner, faisant circuler le flux de mucus contenant les aliments ingérés par la bouche et permettant de mélanger le contenu de l'estomac. Ce mouvement de rotation constante propulse les particules de nourriture à l'arrière de l'estomac où elles sont triées, et où les plus petites particules sont dirigées vers les glandes digestives et les particules les plus lourdes vers l'intestin. L'intestin très sinueux dirige les déchets vers le rectum, puis ils sont évacués sous forme d'excréments solides par le jet d'eau exhalant via l'anus. L'alimentation et la digestion sont calées sur le cycle des marées.
Les bivalves carnivores ont un stylet très réduit et un gésier chitineux qui les aide à broyer les aliments en amont de l'estomac, pour favoriser la digestion. Autrement leur intestin est similaire à celui des bivalves filtreurs.

### Système urogénital
Les bivalves sont en règle générale gonochoriques, avec des individus mâles et des individus femelles (les sexes pouvant parfois être reconnus par la coloration des glandes génitales, les gonades). Chez certaines espèces, des lignées mâles et femelles coexistent dans la gonade (hermaphrodisme simultané ou synchrone) ou s'y succèdent (hermaphrodisme successif à maturation asynchrone des gamètes). En général, l'organe de reproduction des bivalves est constitué de glandes génitales acineuses, paires. La gonade constitue un organe bien distinct chez certaines espèces comme les pectinidés, mais n'est pas différenciée et enveloppe la glande digestive chez d'autres comme les Ostreidae et les Mytilidae. Elle est alors localisée sous l'épithélium du manteau, enveloppée dans du tissu conjonctif. Chez les premiers cités, on peut même facilement identifier les mâles et les femelles, car les gonades des premiers sont blanches tandis que celles des secondes sont rouges. Chez l'huître, la gonade n'est visible qu'en période de reproduction, où elle occupe 50 % de la masse corporelle.
Comme pour la plupart des autres mollusques, les organes excréteurs des bivalves sont une paire de néphridies. Chacune est constituée d'un long tube glandulaire qui débouche dans la cavité du corps juste au-dessous du cœur et d'une vessie qui stocke l'urine. Il y a aussi des glandes péricardiques, soit en prolongement des oreillettes du cœur, soit attachées au péricarde, qui sont des organes de filtration supplémentaires. Les déchets métaboliques sont évacués par les vessies, à travers une paire d'ouvertures près de l'avant de la partie supérieure de la cavité du manteau, d'où elles rejoignent le courant d'eau exhalant.

### Taxa ressemblants

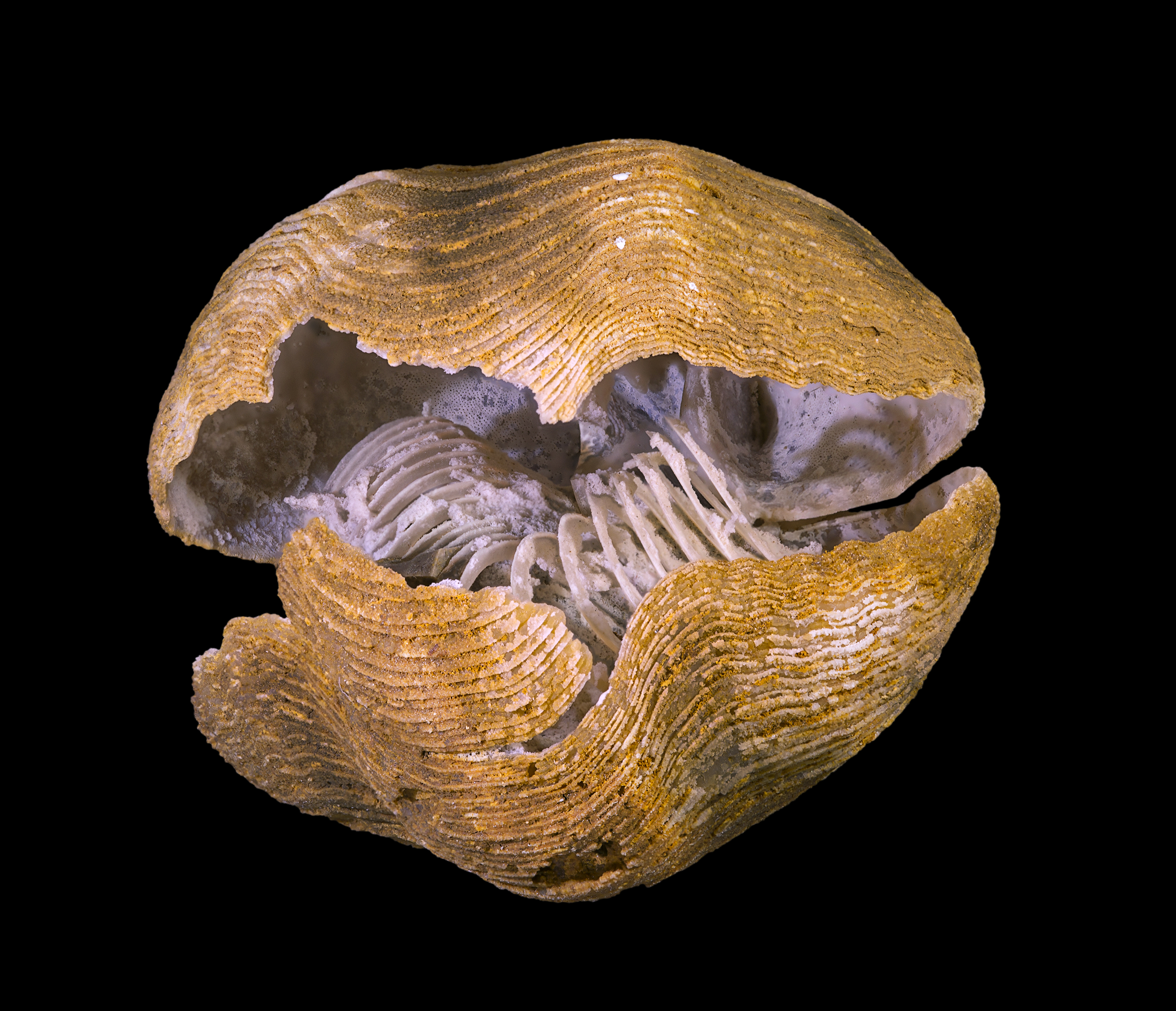
Fossile de brachiopode datant du Jurassique avec son lophophore intact (ici un Liospiriferina rostrata).

Les brachiopodes sont des organismes marins recouverts d'une coquille et qui ressemblent aux bivalves dans le sens qu'ils sont de taille similaire et possèdent une coquille composée de deux valves. Toutefois, les brachiopodes ont évolué il y a très longtemps de la lignée qui a donné les bivalves, et la ressemblance entre ces animaux vient seulement de leurs modes de vie proches. La différence entre ces deux groupes est liée à leurs ancêtres différents. En fait, il s'agit d'un cas de convergence évolutive, ces deux groupes ayant développé des structures similaires en réponse aux mêmes problématiques. Les brachiopodes sont aujourd'hui nettement moins courants que les bivalves.
Ces deux groupes ont une coquille composée de deux valves, mais organisée de manière différente. Ainsi, chez les brachiopodes, les deux valves sont positionnées sur les faces ventrales et dorsales, tandis qu'elles sont placées d'un côté et de l'autre chez les bivalves et sont généralement symétriques. Les brachiopodes ont par ailleurs un lophophore, un organe rigide cartilagineux enroulé particulièrement bien adapté à l'alimentation par filtration de l'eau, qu'il partage avec deux autres groupes d'invertébrés marins, les ectoproctes et les phoronidiens. La coquille des brachiopodes est souvent composée de phosphate de calcium et de carbonate de calcium, tandis que celle des bivalves est uniquement composée de carbonate de calcium.

## Écologie et comportement

### Comportement

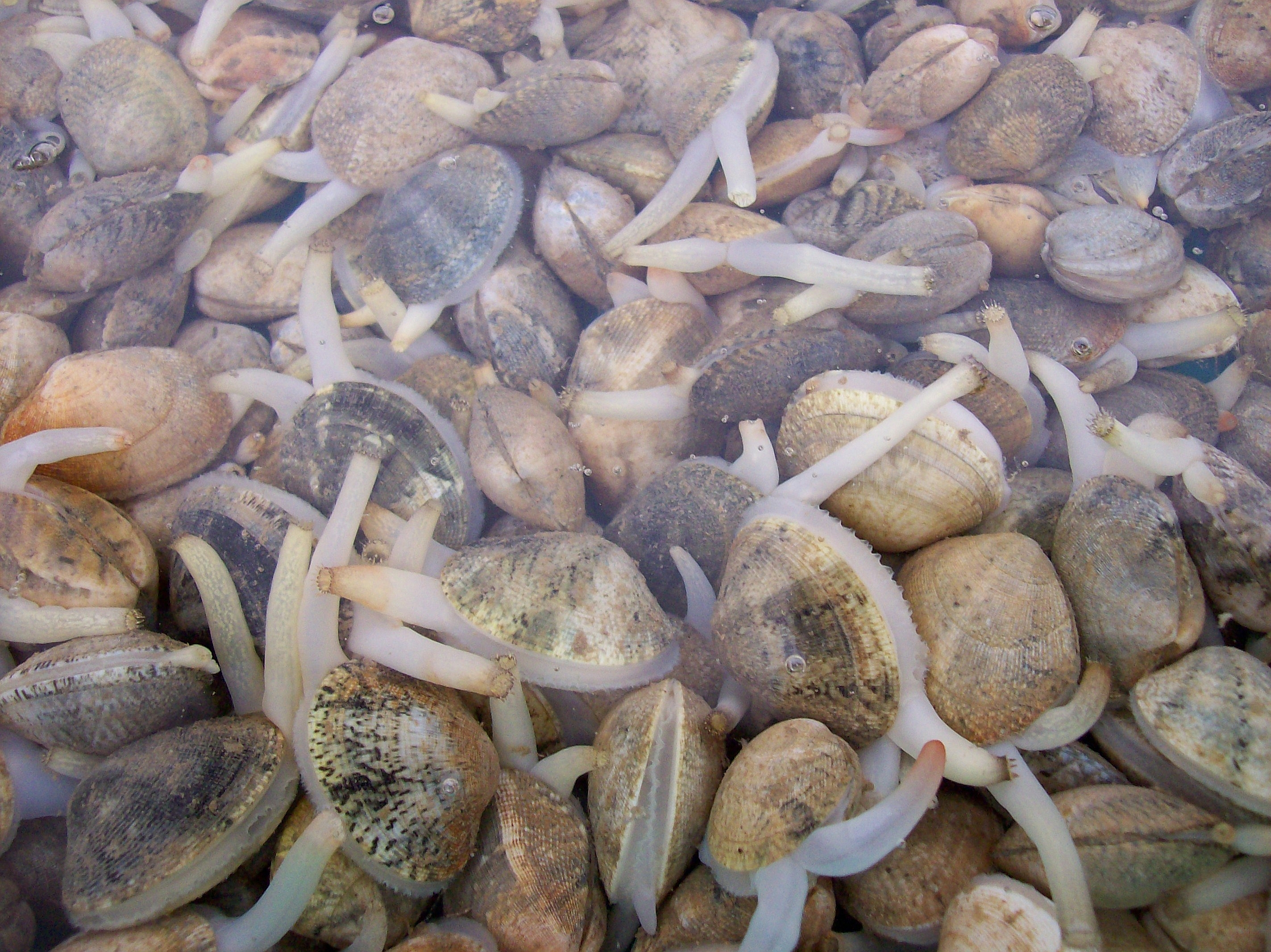
Des Veneridae sous l'eau avec leurs siphons visibles.

La plupart des bivalves ont adopté un mode de vie sédentaire, voire sessile, passant souvent l'intégralité de leur vie dans la zone où ils sont arrivés lorsqu'ils étaient au stade larvaire. La majorité des bivalves composent la faune benthique, vivant enterrés au fond de l'eau dans des substrats comme le sable, la boue, les limons, les graviers ou les fragments de coraux. De nombreux bivalves vivent dans l'estran où les sédiments demeurent humides même lorsque la marée est basse. Quand ils sont enterrés dans des sédiments, les bivalves sont protégés des vagues, de la dessiccation, des températures excessives lorsque la marée est basse et des variations de salinité causées par les précipitations. Ils sont également hors de portée de la plupart des prédateurs. Leur stratégie générale consiste à étendre leurs siphons vers la surface pour se nourrir et respirer lorsque la marée est haute, et à descendre plus profondément dans le sable ou à tenir leur coquille fermement close lorsque la marée est basse. Ils utilisent leur pied musculeux pour creuser dans le substrat. Pour cela, les bivalves relâchent leurs muscles adducteurs et ouvrent leur coquille de manière à rester en position stable tandis que le pied creuse le sol en dessous. Puis ils dilatent l'extrémité de leur pied, rétractent leurs muscles pour fermer la coquille et raccourcissent leur pied pour s'enfoncer dans le sol. Ils répètent ensuite ce procédé autant de fois qu'il est nécessaire pour s'enfoncer suffisamment profond.
D'autres bivalves, comme les moules, sont ancrés à des surfaces dures grâce à de solides byssus faits de kératine et de quinones. Ils sont plus exposés aux prédateurs que les bivalves qui vivent sous la surface du fond marin. Certains bivalves, tels que les Ostreidae, les Chamidae, les Anomiidae, les Spondylus et les Plicatulidae, se fixent solidement à des rochers, des racines comme dans les mangroves ou de plus grands coquillages morts. Chez les huîtres la valve inférieure est presque plate tandis que la valve supérieure développe couche après couche des formes cornues renforcées par du carbonate de calcium. On les rencontre parfois dans des lits denses dans la zone néritique et, comme plupart des bivalves, elles se nourrissent en filtrant l'eau de mer.
Bien que certaines bivalves non sessiles utilisent leur pied pour se déplacer, ou pour creuser, les membres de la famille des Sphaeriidae que l'on trouve en eau douce se caractérisent par leur capacité à grimper assez facilement le long des plantes aquatiques grâce à leur long pied flexible. Sphaerium corneum, par exemple, grimpe en haut des élodées situées au bord des lacs et étangs. L'animal peut ainsi trouver la meilleure position pour filtrer l'eau. Autrefois, comme durant le Dévonien, certains bivalves (Deltacardium par exemple) vivaient en eau libre.

### Alimentation

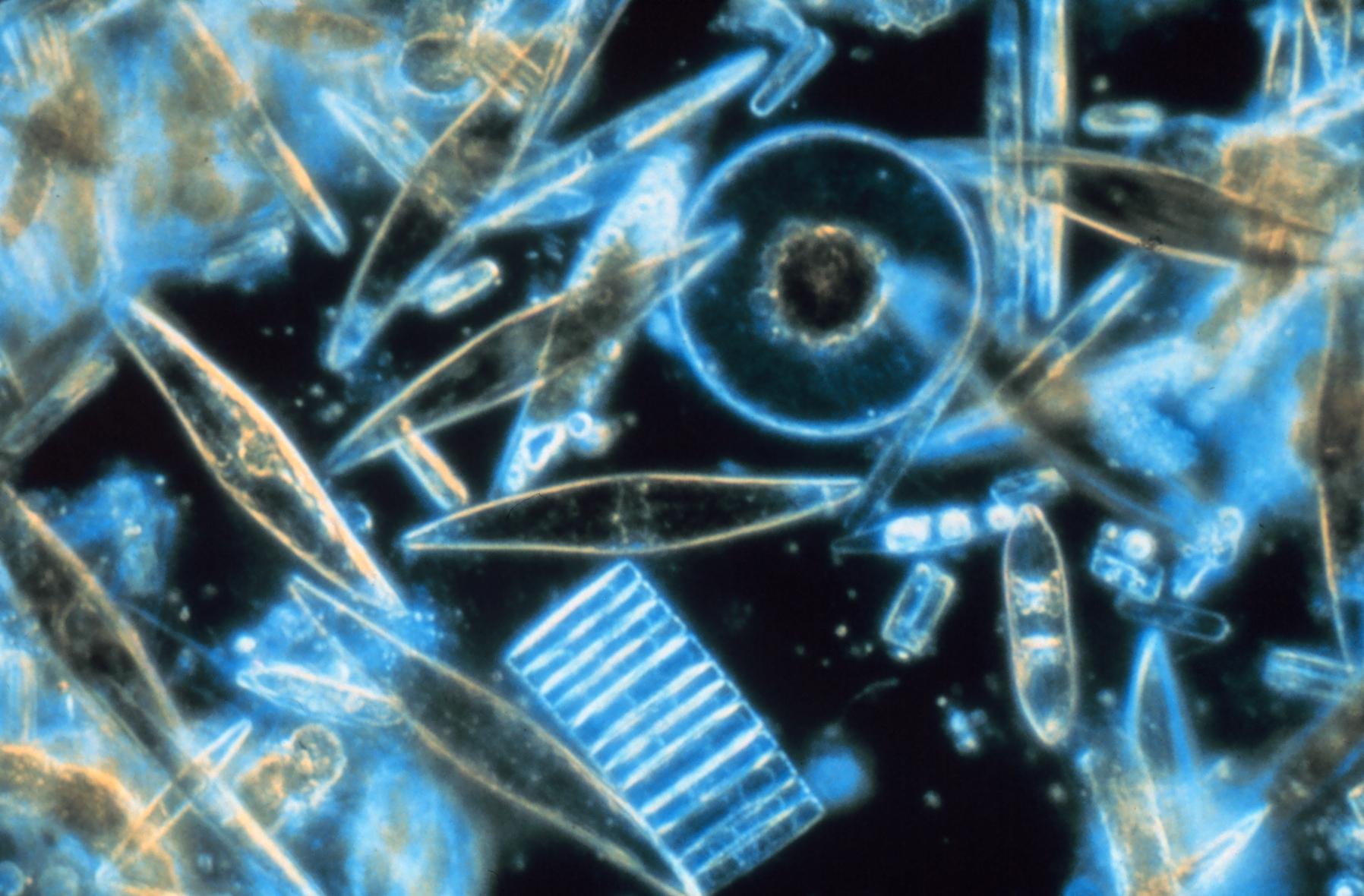
La plupart des bivalves se nourrissent de phytoplancton comme ces diatomées.

La plupart des bivalves sont des animaux microphages, qui se nourrissent d'aliments réduits à l'état de particules, principalement du phytoplancton mais aussi des particules organiques comme des fragments d'animaux morts ou des micro-organismes vivants (bactéries et micro-hétérotrophes),. Ils ont deux stratégies différentes pour collecter ces aliments. Les bivalves sont majoritairement des animaux filtreurs suspensivores (pouvant filtrer plusieurs litres d'eau par heure en régime normal). N'ayant ni radula, ni masse buccale, ni glandes salivaires, ils utilisent leurs branchies pour capturer des particules de nourriture comme le phytoplancton dans l'eau : avec les palpes labiaux (organes lamellaires parfois très développés de part et d'autre de la bouche), ils collectent les particules alimentaires qui pénètrent dans la cavité palléale grâce à un courant d’eau assez faible (de l’ordre de quelques cm/min) créé par les cils de cette cavité palléale, puis qui passent sur leurs branchies. Les particules contenues dans l’eau sont alors triées selon leur taille, le tissu branchial recouvert de mucus constituant un véritable système de grilles. Les particules les plus grossières sont rejetées d'emblée sont englobées de mucus et rejetées sous forme de pseudo-fèces. Le tri se poursuit dans l'estomac qui est d'une extrême complexité. L'essentiel de la digestion proprement dite se déroule dans la volumineuse glande digestive qui communique avec l'estomac puis se termine dans l'intestin relativement simple. Leurs siphons leur permettent alors de pomper l'eau et les particules qui seront filtrées à travers les branchies. Les Protobranchia se nourrissent d'une manière différente, en raclant les détritus du fond marin, et il s'agissait peut-être du mode originel d'alimentation utilisé par tous les bivalves avant que les branchies ne deviennent adaptées à l'alimentation par filtration. Ces bivalves primitifs s'accrochent sur le substrat avec une paire de tentacules situés au bord de la bouche, dont chacun possède un seul palpe. Les tentacules sont couverts de mucus qui retient la nourriture et de cils qui transportent les particules vers les palpes. Ces dernières trient ensuite les particules, en rejetant celles qui ne sont pas comestibles ou sont trop grandes pour être digérées, et amènent les autres vers la bouche.
Quelques bivalves du type Septibranches (ancienne classification de bivalves vivant dans la vase), tels que Poromya granulata, sont carnivores et mangent des proies beaucoup plus grosses que les micro-algues consommées par les autres bivalves. Chez ces animaux, les branchies sont relativement petites et forment une barrière perforée (d'où le terme de septum, branchie modifiée) séparant la cavité principale du manteau d'une petite chambre à travers laquelle l'eau est expirée. Les muscles puisent de l'eau par le siphon, qui est modifié en un organe en forme de capuchon et peut être utilisé pour aspirer de petits crustacés et des vers. Le siphon peut être rétracté rapidement et retourné à l'intérieur du bivalve, ce qui porte la proie dans l'extension de la bouche. L'estomac est transformé en une poche à paroi fortement musclée, renforcée par une épaisse cuticule, qui est capable d'écraser l'exosquelette des petits invertébrés. L'intestin est modifié de sorte que les particules de nourriture peuvent être digérées.
Il existe quelques particularités. Le genre Entovalva est endosymbiotique, et on le trouve seulement dans l'œsophage des concombres de mer. Il a un manteau qui recouvre complètement ses petites valves. Quand le concombre de mer aspire des sédiments, le bivalve fait passer l'eau à l'intérieur de ses branchies et en extrait de fines particules organiques. Pour éviter d'être emporté dans le tractus digestif, il est attaché à la gorge de son hôte par son byssus. Le concombre de mer n'est pas mis en danger par le bivalve.

Le Protobranche Solemya (en), dépourvu d'appareil digestif, est chimiotrophe. Les bénitiers qui vivent dans des eaux indo-pacifiques pauvres en ressources nutritives, tirent un complément de nourriture d'une symbiose avec des zooxanthelles qu'ils hébergent dans leur manteau.

### Prédateurs

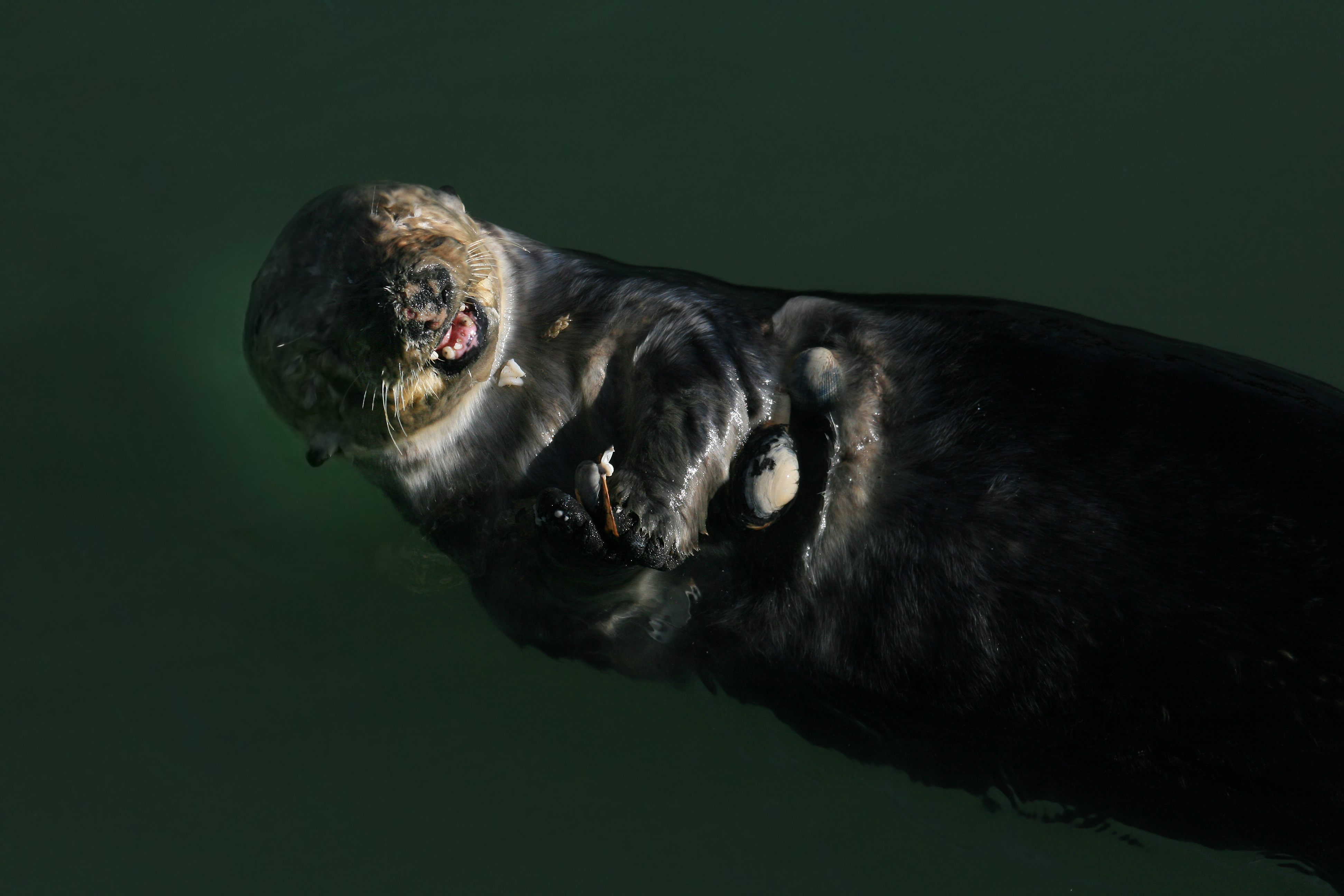
La loutre de mer fait partie des nombreux animaux qui se nourrissent de bivalves.

La coque épaisse et de forme arrondie des bivalves en fait des proies difficiles pour les prédateurs potentiels. Néanmoins, un certain nombre d'animaux les incluent dans leur régime alimentaire. De nombreuses espèces de poissons démersaux se nourrissent de bivalves, comme la Carpe commune (Cyprinus carpio), qui est utilisée dans la partie supérieure du fleuve Mississippi pour tenter de contrôler la Moule zébrée (Dreissena polymorpha). Certains comme les poissons plats se contentent parfois de « brouter » les siphons qui dépassent à la surface du sable. Des oiseaux comme l'Huîtrier pie (Haematopus ostralegus) ouvrent la coquille des bivalves en écartant légèrement les deux valves pour y introduire leur long bec qui sectionne le muscle les reliant. Le Goéland argenté (Larus argentatus) lâche parfois de gros coquillages sur les rochers afin de les ouvrir. Les Loutres de mer (Enhydra lutris) se nourrissent de diverses espèces de bivalves et ont été observées utilisant des pierres posées en équilibre sur leurs poitrines comme des enclumes sur lesquelles elles frappent les coquilles pour les fendre et se nourrir de leur contenu. Le Morse du Pacifique (Odobenus rosmarus divergens) est l'un des principaux prédateurs se nourrissant de bivalves dans les eaux arctiques. Les mollusques sont consommés par l'Homme depuis la Préhistoire, comme en témoignent les restes de coquilles de mollusques retrouvés parmi d'anciens déchets domestiques. L'examen de ces dépôts au Pérou a procuré un moyen pour dater les passages d'El Niño passés en raison des perturbations causées aux bivalves et répercutés sur la croissance de leur coquille.
Parmi les prédateurs invertébrés, on compte notamment les crabes, les étoiles de mer et les poulpes. Les crabes cassent les coquilles avec leurs pinces et les étoiles de mer utilisent leur système hydraulique pour écarter les valves, puis insèrent une partie de leur estomac entre les valves pour digérer le corps du bivalve. Il a été constaté expérimentalement que les crabes et les étoiles de mer préfèrent les bivalves qui sont attachés par des fils de byssus à ceux qui sont collés sur le substrat. C'est probablement parce qu'ils ne peuvent pas manipuler les coquilles de ces derniers et les attaquer sous des angles différents pour les ouvrir plus facilement. Les poulpes ouvrent également les bivalves par la force, ou font un trou dans la coque et y insèrent un fluide digestif avant d'en aspirer le contenu liquéfié. Certains gastéropodes carnivores comme les buccins (Buccinidae) et les Muricidae se nourrissent aussi de bivalves en perçant leurs coquilles. Nucella lamellosa perce un trou avec sa radula et l'aide d'une sécrétion qui dissout la coquille. Il insère ensuite son proboscis extensible et aspire le contenu de sa victime, généralement une Moule commune. Les buccins ont besoin de quelques heures pour percer la coquille ; vivre sur l'estran constitue alors un avantage pour les bivalves car le gastéropode ne peut pas les attaquer pendant qu'ils sont émergés.

### Parasites et faune commensale

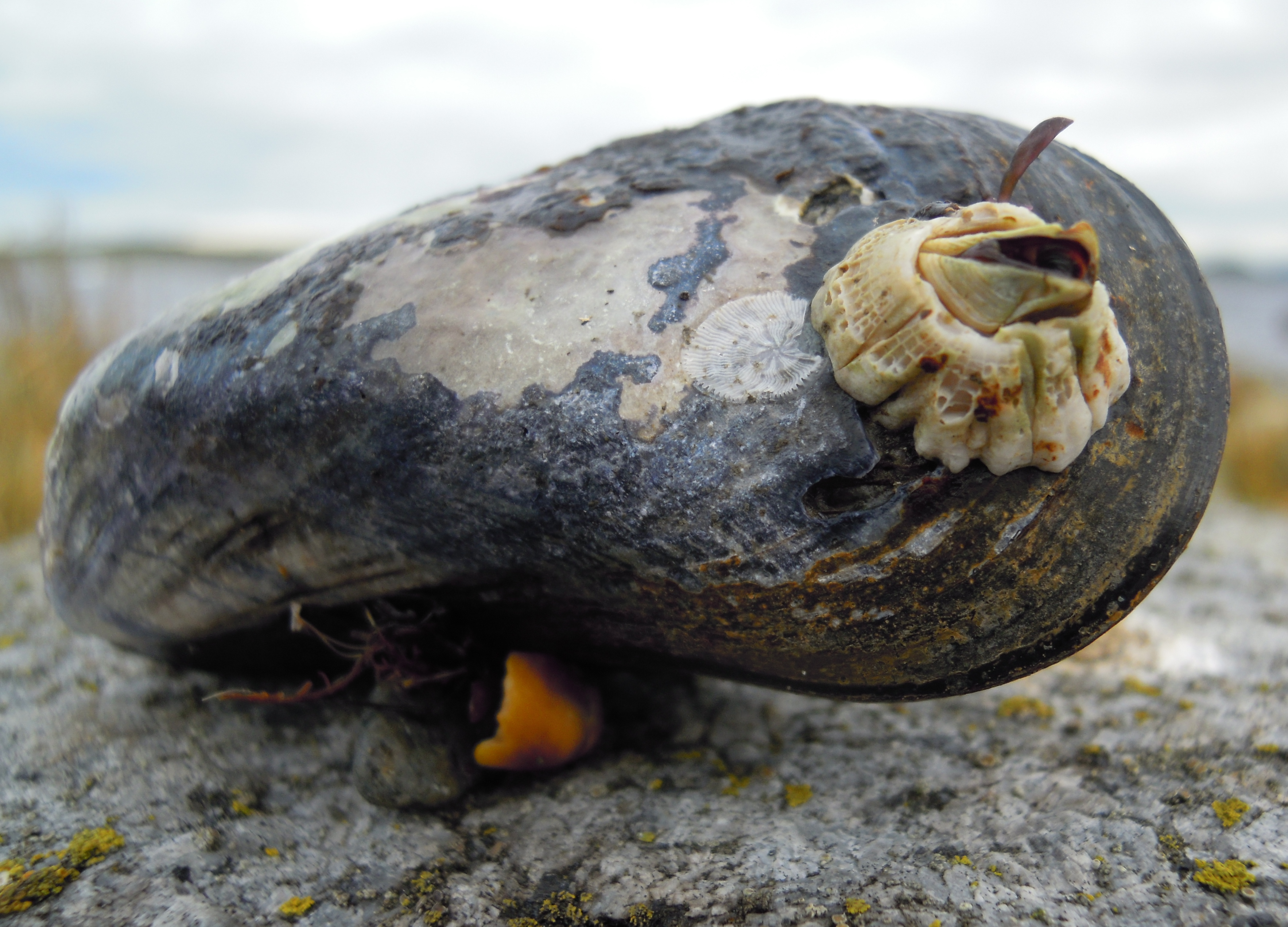
Moule commune portant une balane.

Les mollusques peuvent également faire l'objet de commensalisme et de parasitisme. Ainsi, certains gastéropodes parasites du genre Odostomia déploient une trompe qui passe par la coquille ouverte pour aller sucer l'hémolymphe des moules qu'ils parasitent. On retrouve fréquemment de petits crabes de la famille des Pinnotheridae à l'intérieur des coquilles de palourdes, huîtres, moules et pétoncles. Ces crabes s'abritent dans les coquilles et se nourrissent de particules alimentaires retenues par les bivalves. Ils semblent très peu porter préjudice à leur hôte, bien que de récentes études aient montré qu'ils pouvaient causer des dommages aux branchies et ralentir la croissance du coquillage. Sa présence n'a en tout cas aucun intérêt pour le bivalve. Plusieurs espèces fragilisent les coquilles d'huîtres en en perçant la coquille pour s'abriter. C'est notamment le cas de certains annélides polychètes de la famille des Spionidae, les polydores, responsables du « chambrage » des huîtres : une deuxième chambre apparaît à l'intérieur de la coquille de l'animal.
La Bouvière (Rhodeus sericeus) est un poisson qui pond ses œufs dans les siphons de certaines moules d'eau douce. Les œufs éclosent à l'intérieur de la moule et les larves parasitent alors le bivalve en se nourrissant de son hémolymphe avant de rejoindre l'eau libre.
Les coquilles sont par ailleurs le support de divers organismes aquatiques, qui vivent à sa surface sans gêner le bivalve. Ainsi, les coquilles de moules et d'huître portent régulièrement des balanes, des algues, de petites anémones, des hydraires ou des bryozoaires. Par ailleurs, les denses peuplements de moules peuvent abriter une faune qui vit entre les coquilles, comme des ophiures telle Ophiothrix fragilis, des crustacés ou des vers.

### Maladies
Les bivalves sont également sujets à diverses maladies, qui peuvent être dévastatrices pour certaines populations. Leur impact est amplifié par la concentration d'animaux dans les élevages. Parmi les maladies qui touchent les bivalves à l'état sauvage, bon nombre sont causées par des protozoaires ou des parasites unicellulaires. On peut notamment citer la bonamiose, causée par Bonamia ostreae, qui est responsable de la disparition de l'huître européenne dans certaines zones de son aire de répartition, et Bonamia roughleyi en Australie, la maladie de la baie de Delaware, la maladie de l'organisme de mer, causée par Haplosporidium costale et infectant l'Huître de Virginie (Crassostrea virginica), la maladie des Abers, causée par Marteilia refringens, la mykrocytose, causée par Mikrocytos mackini ou le dermocystidium, une maladie fongique causée par Perkinsus marinus. En écloserie, les larves sont touchées par des bactéries, appartenant souvent au genre Vibrio, qui engendrent d'importantes mortalités.

### Mécanismes de défense

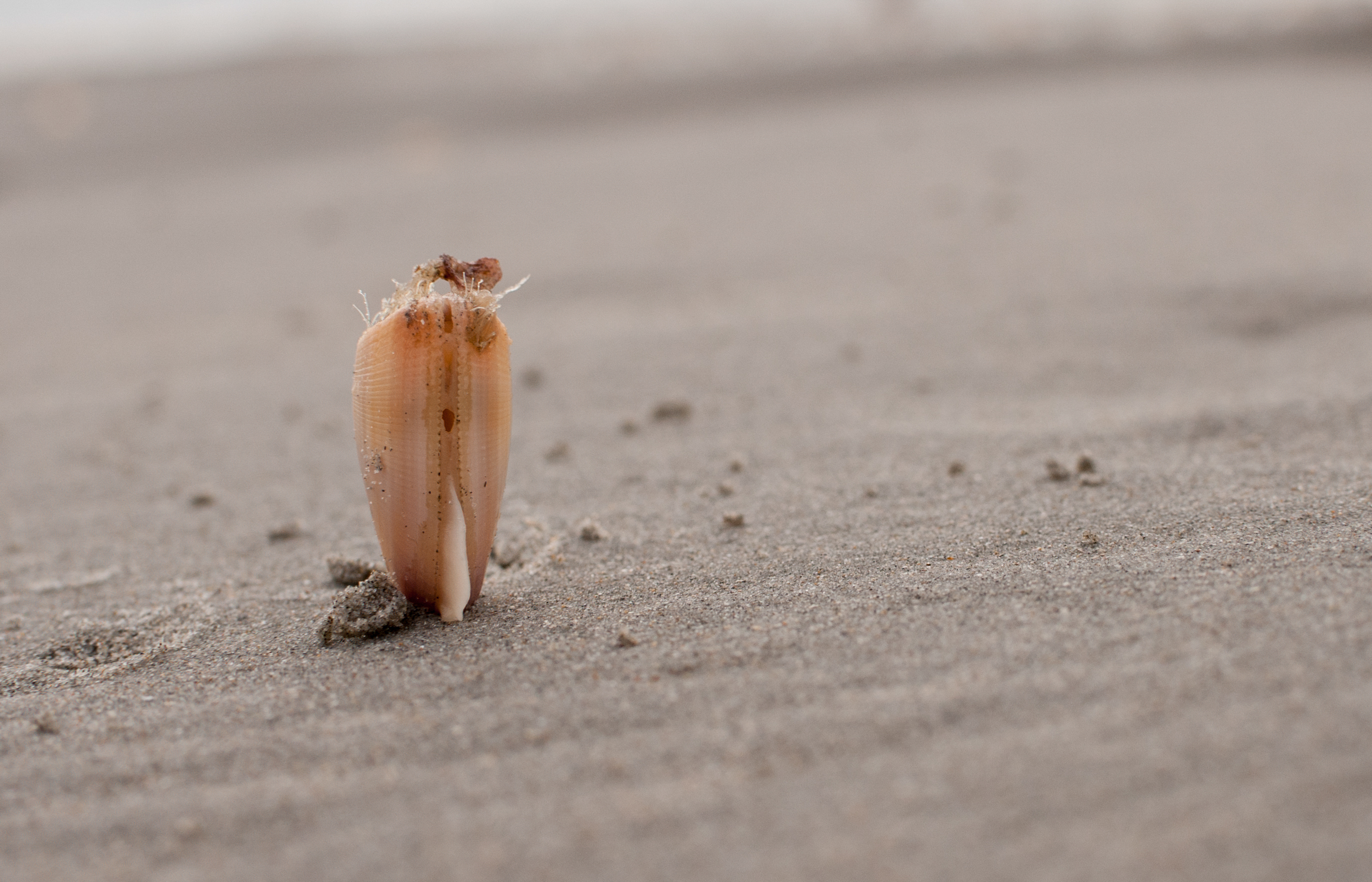
Donax striatus s'enfonçant dans le sable.

Les couteaux peuvent s'enfoncer dans le sable à une grande vitesse pour échapper aux prédateurs. Ainsi, Siliqua patula posé sur la surface de la plage peut s'enfouir complètement en sept secondes, et le Couteau américain (Ensis directus) peut en faire de même en quinze secondes. Les Coquilles Saint-Jacques et les espèces du genre Lima peuvent nager en ouvrant puis fermant leurs valves rapidement. L'eau est éjectée de chaque côté de la charnière et elles se déplacent en claquant leurs valves en avant. Les pétoncles ont des yeux simples autour de la bordure du manteau et peuvent faire claquer leurs valves rapidement pour échapper à un danger. Les coques peuvent utiliser leur pied pour se déplacer sur le fond marin ou bondir loin des menaces. Le pied est dans ce cas d'abord étendu avant d'être contracté soudainement comme un ressort, projetant vers l'avant l'animal.
Chez de nombreux bivalves qui possèdent des siphons, ceux-ci peuvent être rentrés en sécurité dans la coquille. Si les siphons laissés par inadvertance sont attaqués par un prédateur, ils se cassent. L'animal peut les régénérer plus tard, par un processus qui commence lorsque les cellules à proximité du site endommagé s'activent et remodèlent le tissu pour lui redonner sa forme et sa taille préexistante.
Certains mollusques du genre Limaria, comme Limaria fragilis, peuvent produire une sécrétion nocive lorsqu'ils sont menacés. Ces bivalves possèdent de nombreux tentacules sur la frange de leur manteau qui dépassent de la coquille quand ils se nourrissent. S'ils sont attaqués, ils abandonnent leurs tentacules selon un processus connu sous le nom d'autotomie. La toxine libérée est désagréable et les tentacules détachés continuent à se tortiller, ce qui peut également servir à détourner l'attention des prédateurs potentiels.
La longévité des bivalves est très variable d'une espèce à l'autre, mais peut atteindre des records. Ainsi la coquille d'une palourde appartenant à l'espèce Arctica islandica pêchée en 2006 a révélé que cet individu avait vécu 507 ans, ce qui constitue un record pour un organisme vivant, bien que certains autres organismes dont il est plus difficile de déterminer l'âge puissent certainement vivre plus longtemps. Le bivalve en question a été nommé Ming, en référence à la dynastie qui régnait sur la Chine lorsqu'il est né.

### Reproduction et développement

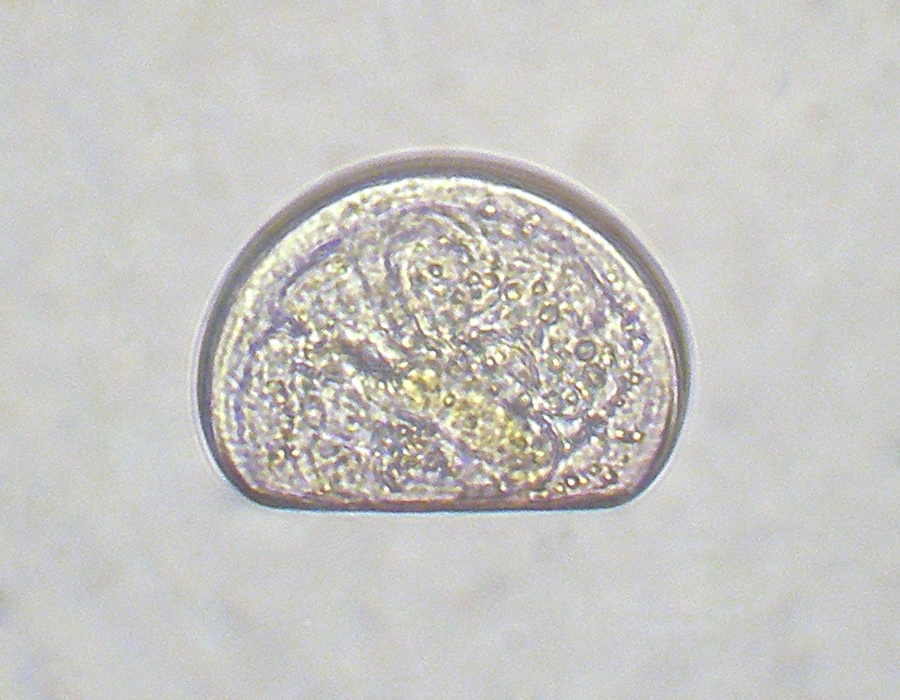
Larve véligère précoce d'un bivalve également appelée « larve D » du fait de sa forme caractéristique.

Généralement, la reproduction relève du gonochorisme (les sexes sont séparés), bien que quelques cas d'hermaphrodisme soient connus. Les gonades sont situées près des intestins et sont soit ouvertes vers les néphridies, soit sur un pore séparé dans la cavité du manteau. Les gonades des mâles et des femelles libèrent respectivement leur sperme et leurs œufs dans la colonne d'eau. La ponte peut avoir lieu continuellement ou être déclenchée par des facteurs environnementaux tels que la longueur de la journée, la température de l'eau ou la présence de sperme dans l'eau. Certaines espèces relâchent leurs gamètes lentement, mais d'autres les libèrent en lots ou toutes à la fois. Des cas de frai de masse ont parfois lieu lorsque tous les bivalves d'une zone synchronisent leur ponte.
La fertilisation est généralement externe. Il faut quelques heures à quelques jours pour que les œufs donnent naissance à des larves trochophores planctoniques. Celles-ci se développent ensuite en larves véligères. La larve véligère précoce est appelée « larve D » du fait de sa forme caractéristique. Les larves véligères mènent une vie planctonique de quelques jours à quelques semaines avant de se métamorphoser et de se poser sur le fond pour devenir des jeunes que l'on connaît comme des naissains. Les organismes adultes benthiques possèdent le plus souvent une larve méroplanctonique. Chez certaines espèces, comme celles du genre Lasaea, les femelles aspirent de l'eau contenant le sperme du mâle via leurs siphons inhalants, et la fertilisation est interne. Ces espèces élèvent ensuite les jeunes dans la cavité de leur manteau, les relâchant ensuite dans l'eau sous la forme de larves véligères ou de jeunes rampants.
La plupart des larves de bivalves qui éclosent en eau libre se nourrissent de diatomées ou d'autres phytoplanctons. Dans les régions tempérées, environ 25 % des espèces sont lecithotrophiques, c'est-à-dire dépendantes de nutriments stockés dans le vitellus de l'œuf, riche en lipides. Plus longue est la période durant laquelle la larve ne se nourrit pas par elle-même, plus grands doivent être le vitellus et l'œuf. Ces œufs riches en vitellus demandent plus d'énergie pour être produits, c'est pourquoi ils le sont généralement en nombre moins important. Par exemple, Macoma balthica produit peu d'œufs mais riches en énergie. Les larves éclosent et ne se nourrissent pas par elles-mêmes car leur alimentation est assurée par les réserves de l'œuf. Après environ quatre jours elles deviennent des larves D, étape à laquelle elles développent des valves en forme de D. Ces larves ont un faible potentiel de dispersion avant de s'installer. La Moule commune (Mytilus edulis) produit dix fois plus d'œufs et les larves doivent se nourrir par elles-mêmes très peu de temps après l'éclosion. Elles peuvent se disperser plus facilement mais reste sous leur forme planctonique plus longtemps.

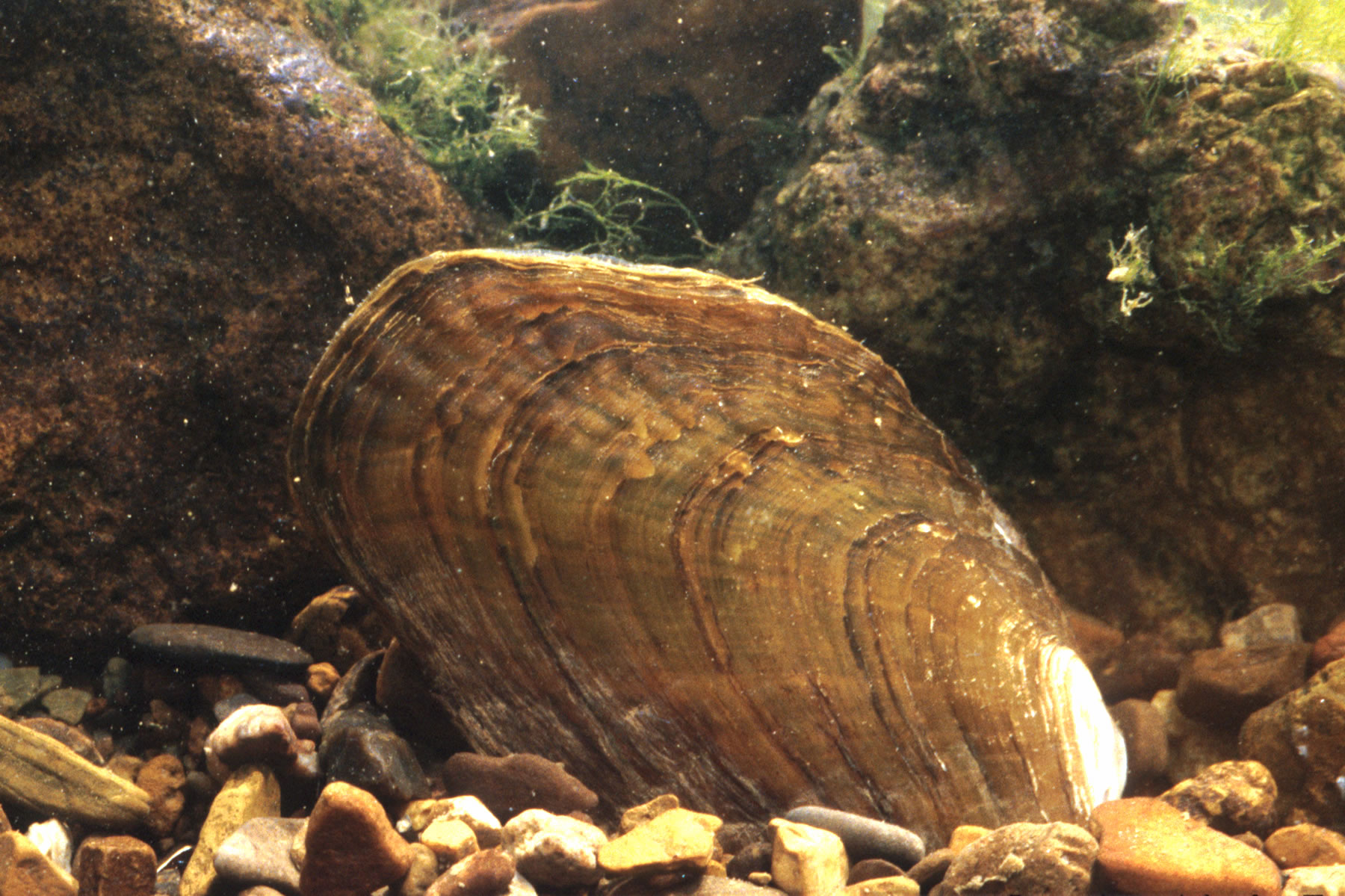
Contrairement à la majorité des bivalves, les Unionoida pratiquent une fécondation interne.

Les bivalves d'eau douce de l'ordre des Unionoida ont un cycle de vie différent. Le sperme est aspiré au niveau des branchies de la femelle par l'intermédiaire du siphon inhalant et la fertilisation a lieu en interne. Les œufs éclosent pour donner naissance à des larves glochidia qui se développent dans la coquille de la femelle. Plus tard cette dernière les relâche et elles s'attachent alors aux ouïes ou aux nageoires d'un poisson qu'elles parasitent. Après plusieurs semaines, elles tombent de leur hôte, finissent leur métamorphose et poursuivent leur développement sur le fond de l'eau. L'avantage d'un tel cycle de vie est que l'espèce peut se disperser en amont de la rivière via leur hôte, plutôt que de dériver toujours vers l'aval emportée par le courant.
La stratégie reproductive de type r est liée à la forte mortalité de la phase planctonique des bivalves. L'huître creuse libère entre environ 20 et 100 millions d’œufs non fécondés par ponte, contre un million pour l'huître plate. Ainsi, chez cette dernière, sur le million de larves qui parviennent à se développer, on n'obtient plus que 250 naissains (larve qui se fixe sur un support pour se métaporphoser) par collecteur et 95 % de ces naissains meurent avant la période hivernale.
Certaines moules d'eau douce de la famille des Unionidae ont développé une stratégie de reproduction originale. Le manteau de la femelle sort de la coquille et prend la forme d'un petit poisson, avec des marques et des yeux complétant l'imitation. Ce faux poisson bougeant dans le courant attire l'attention des vrais poissons. Certains le prennent pour une proie, d'autres pour un congénère, mais toujours est-il qu'ils s'en approchent suffisamment pour que la moule relâche ses minuscules larves sur le poisson qui est ainsi parasité. Les larves s'accrochent au niveau des branchies du poisson et produisent un tissu qui forme de petits kystes au niveau de chaque larve. Les larves se nourrissent alors en digérant le tissu du poisson à travers ces kystes. Après quelques semaines, elles se laissent tomber dans le lit de la rivière pour devenir de jeunes mollusques. Le poisson n'est pas tellement touché par ce parasitisme.

## Distribution

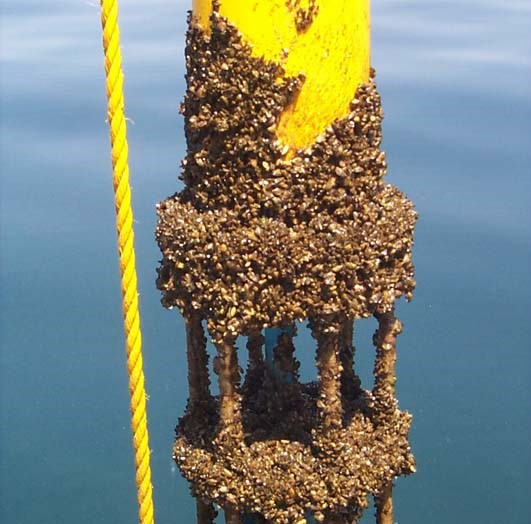
Des Moules zébrées incrustées sur un vélocimètre dans le lac Michigan.

Les bivalves sont très répandus dans les eaux du monde entier. La majorité constitue la faune benthique. Un grand nombre d'espèces de bivalves se rencontrent au niveau des zones intertidales et sublittorales des océans. Une plage sableuse au bord de la mer peut sembler au premier abord dénuée de vie, mais il y a souvent un grand nombre de bivalves et d'autres invertébrés qui vivent sous la surface du sable. Sur une vaste plage de la Galles du Sud, une collecte méthodique d'échantillons a par exemple estimé la population de bivalves à pas moins de 3,56 millions de coquillages par hectare de plage.
On trouve les bivalves dans les eaux tropicales, tempérées et boréales, salées ou douces. On trouve des représentants de cet ordre à des profondeurs de 5 000 m dans les eaux au large, mais également dans des lacs de montagnes à 2 500 m d'altitude. Certaines espèces peuvent vivre dans des conditions extrêmes. Ils sont abondants dans l'Arctique, et pas moins de 140 espèces représentent l'ordre dans cette zone géographique. Le Pétoncle austral (Adamussium colbecki) vit sous la mer de glace à l'autre extrémité du globe, où les températures souvent en dessous de 0 °C impliquent une croissance très lente. Bathymodiolus thermophilus et Calyptogena magnifica vivent regroupés autour des cheminées hydrothermales, à des profondeurs abyssales dans l'océan Pacifique. Ils disposent de bactéries chémosymbiotiques dans leurs branchies qui oxydent l'hydrogène sulfuré, et ils absorbent les substances nutritives synthétisées par ces bactéries. Enigmonia aenigmatica est une espèce marine qui peut être considérée comme amphibie. Elle vit en effet au-dessus de la ligne de marée haute dans la partie tropicale de l'océan Indo-Pacifique, sur la face inférieure des feuilles et sur les branches de mangrove.
Certains bivalves d'eau douce ont des aires de répartition très restreintes. Par exemple, Villosa arkansasensis n'est connue que dans les ruisseaux des montagnes Ouachita dans l'Arkansas et l'Oklahoma, et, comme plusieurs autres espèces de moules d'eau douce du sud des États-Unis, elle est en danger d'extinction. En revanche, quelques espèces de bivalves d'eau douce, comme Limnoperna fortunei, accroissent de manière importante leur aire de répartition. Cette moule s'est propagée d'Asie du Sud-Est jusqu'en Argentine. La Moule zébrée (Dreissena polymorpha) a elle aussi beaucoup voyagé : originaire du sud de la Russie, elle a été introduite accidentellement dans les cours d'eau d'Amérique du Nord et d'Europe, où l'espèce cause des dommages aux installations humaines immergées dans l'eau et perturbe les écosystèmes locaux. Il en est de même du Corbicule asiatique (Corbicula fluminea), espèce d'origine asiatique qui s'est répandue en Amérique du Nord et en Europe. Vivant à l'origine dans les rivières et les lacs d'eau douce, l'espèce apprécie fortement les canaux créés par l'homme qui jouent un rôle prépondérant dans sa propagation,. Ces espèces sont considérées comme invasives dans les lieux où elles se sont répandues récemment.

## Taxonomie des bivalves

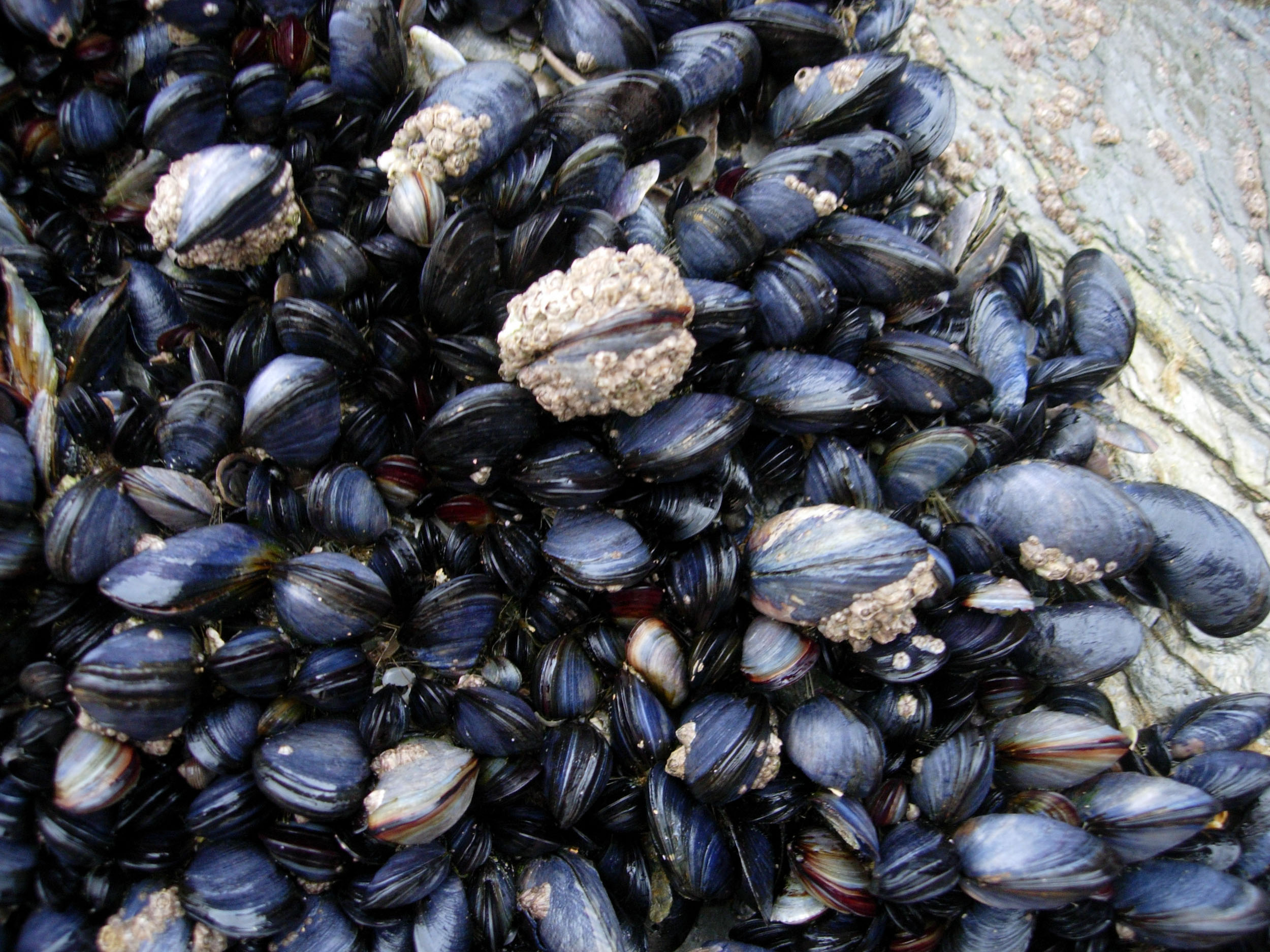
Moules et balanes dans la zone intertidale en Cornouailles, en Angleterre.

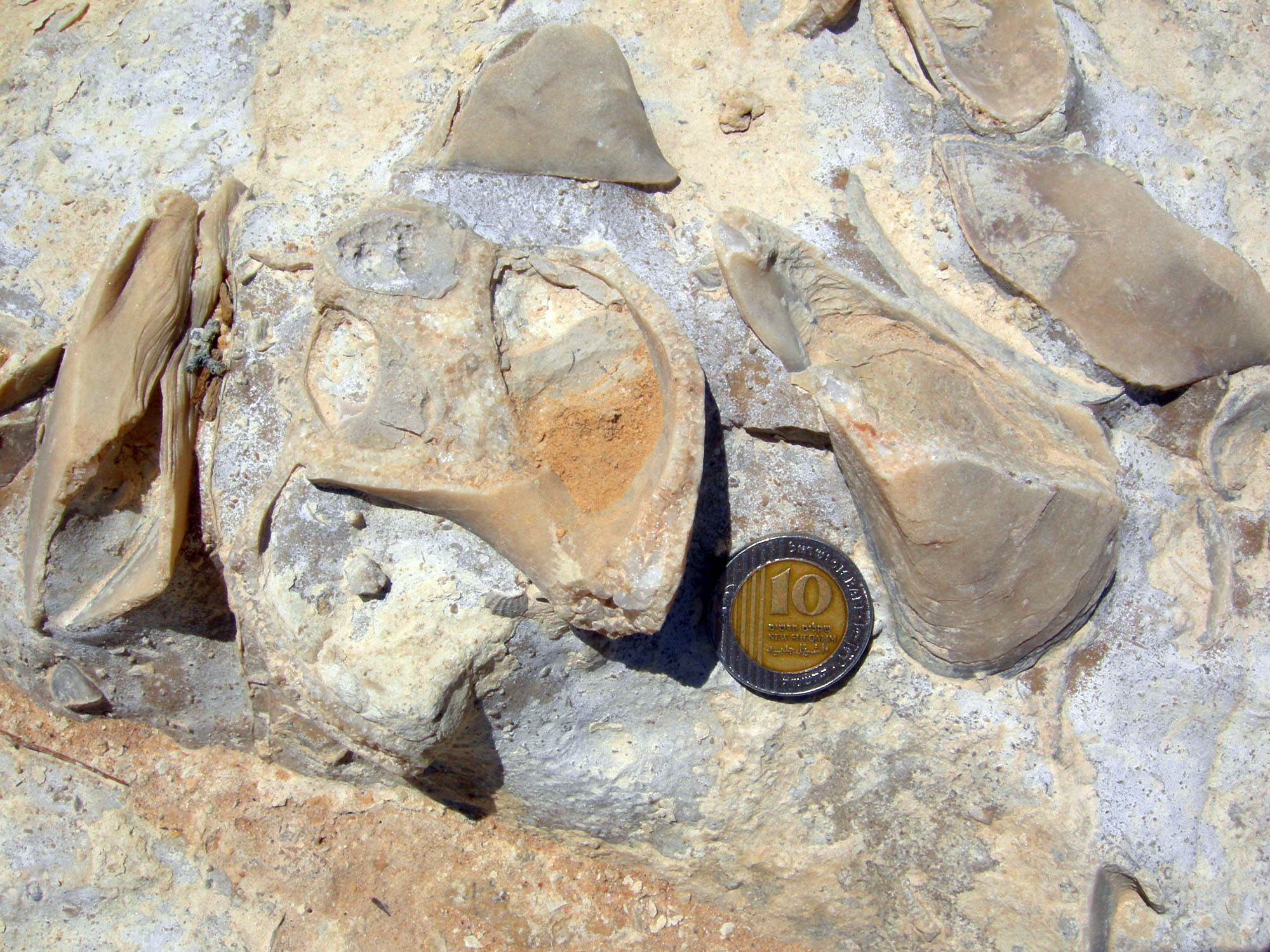
Gastéropode et bivalves de la famille des Mytilidae fossilisés dans une pierre calcaire du Jurassique (formation de Matmor) dans le sud d'Israël.

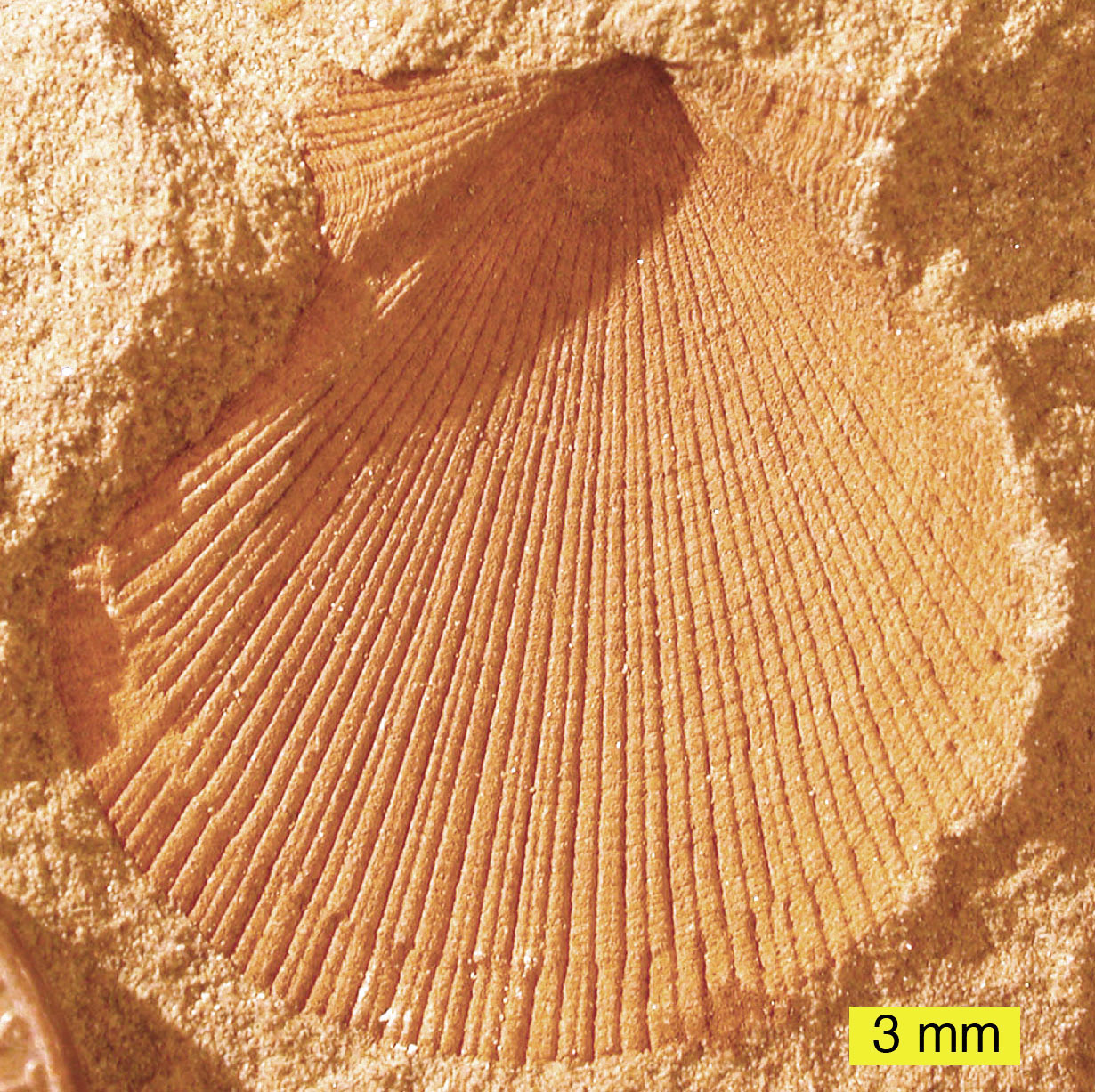
Aviculopecten subcardiformis, un pétoncle aujourd'hui éteint. Ce fossile a été découvert dans la formation de Logan à Wooster, dans l'Ohio.

Au cours des deux derniers siècles, aucun véritable consensus n'a été obtenu concernant la phylogénie des bivalves, et plusieurs classifications ont été développées. Dans les premières classifications, les scientifiques utilisaient un seul critère pour classer les animaux, généralement la forme de la coquille, le type de charnière ou le type de branchies. De ce fait, plusieurs classifications sont apparues. L'une des plus connues est celle développée par Norman Dennis Newell dans la Partie N du Treatise on Invertebrate Paleontology, s'appuyant sur la forme générale de la coquille et la configuration de la charnière. Comme des caractéristiques telles que la morphologie de la charnière, la dentition, la morphologie de la coquille et sa composition évoluent très lentement dans le temps, ces caractéristiques peuvent être utilisées pour distinguer les principaux groupes.
Depuis 2000, une taxonomie basée sur la cladistique s'appuyant sur les analyses de divers organes, la morphologie de la coquille et des analyses phylogénétiques moléculaires a conduit à une phylogénie plus précise des bivalves,,,,. Ainsi, une nouvelle classification de ce clade est publiée en 2010 par Bieler, Carter et Coan. En 2012, ce nouveau système est adopté par le World Register of Marine Species (WoRMS). Certains experts persistent à penser qu'Anomalodesmacea doit être considérée comme une sous-classe distincte, tandis que d'autres traitent ce taxon comme l'ordre des Anomalodesmata, dans la sous-classe des Heterodonta. Les travaux sur les analyses phylogénétiques continuent, affinant petit à petit la classification,.

### Taxonomie de R.C. Moore
R.C. Moore, dans le Invertebrate Fossils de Moore, Lalicker et Fischer paru en 1952, fournit une classification pratique des pélécypodes (Bivalvia) basée sur la structure de la coquille, le type de branchies et la configuration des dents de la charnière. Les sous-classes et ordres définis par cette classification sont les suivants :
- Sous-classe des Prionodesmacea
  - Ordre des Paleoconcha
  - Ordre des Taxodonta : Plusieurs dents (comme les Nuculida)
  - Ordre des Schizodonta : Grande dent qui bifurque (comme les Trigonia)
  - Ordre des Isodonta : Dents égales (comme les Spondylus)
  - Ordre des Dysodonta : Pas de dent, les ligaments tenant les valves.
- Sous-classe des Teleodesmacea
  - Ordre des Heterodonta : Dents différentes (comme la famille des Cardiidae).
  - Ordre des Pachydonta : Grandes dents différentes déformées (comme les rudistes).
  - Ordre des Desmodonta : Pas de dent au niveau de la charnière, tenue par les ligaments (comme la famille des Anatinidae).

Les Prionodesmacea ont une coquille à la structure prismatique et nacrée, des lobes du manteau séparés, des siphons peu développés, une charnière sans dent ou simplifiée. Les branchies vont de protobranches à eulamellibranches. De l'autre côté, les Teleodesmacea ont une coquille en partie nacrée, des lobes du manteau reliés, des siphons bien développés et des dents de la charnière spécialisées. Chez la plupart les branchies sont eulamellibranches.

### Taxonomie de 1935
Dans son ouvrage de 1935 Handbuch der systematischen Weichtierkunde (Manuel de systématique en malacologie), Johannes Thiele introduit une taxonomie des mollusques basée sur les travaux de Cossmann et Peyrot en 1909. La classification de Thiele divise les bivalves en trois ordres. Taxodonta regroupe les espèces ayant une dentition taxodonte, avec une série de petites dents perpendiculaires à la charnière. Anisomyaria comprend les espèces qui ont un muscle adducteur unique, ou bien plus développé que le second. Eulamellibranchiata regroupe les espèces équipées de cténidies. Ce dernier ordre peut être divisé en quatre sous-ordres : Schizodonta, Heterodonta, Adapedonta et Anomalodesmata,.

### Taxonomie de Newell
La classification suivante s'appuie sur les travaux menés par Newell en 1965, à partir de l'observation de la charnière des animaux :
| Sous-classe       | Ordre |
| ----------------- | --- |
| Palaeotaxodonta   | Nuculoida                                                                                                |
| Cryptodonta       | † Praecardioida Solemyoida                                                                               |
| Pteriomorphia     | Arcoida † Cyrtodontoida Limoida Mytiloida (vraies moules) Ostreoida (huîtres) † Praecardioida Pterioida  |
| Palaeoheterodonta | Trigonioida (Neotrigonia est le seul genre encore existant) Unionoida (moules d'eau douce) † Modiomorpha |
| Heterodonta       | † Cycloconchidae † Hippuritoida † Lyrodesmatidae Myoida † Redoniidae Veneroida                           |
| Anomalodesmata    | Pholadomyoida                                                                                            |

La monophylie de la sous-classe des Anomalodesmata est sujette à débat. Actuellement[Quand ?] on considère le plus souvent qu'elle est incluse dans la sous-classe des Heterodonta,,.

### Taxonomie basée sur la morphologie des branchies
Une autre systématique existe, s'appuyant sur la morphologie des branchies. Celle-ci distingue les Protobranchia des Filibranchia et des Eulamellibranchia. Les premiers correspondent aux Palaeotaxodonta et aux Cryptodonta de Newell, les seconds à ses Pteriomorphia et les derniers à tous les autres groupes. Par ailleurs, Franc sépare les Septibranchia de ses eulamellibranches du fait de leurs importantes différences morphologiques. Les septibranches appartiennent à la super-famille des Poromyoidea et sont carnivores, présentant un septum musculeux au lieu de branchies filamenteuses.

### Taxonomie de 2010
En mai 2010, une nouvelle taxonomie des bivalves est publiée dans le périodique Malacologia. Les auteurs l'ont obtenue en compilant les données provenant d'analyses moléculaires, d'analyses anatomiques, d'études de la morphologie des coquilles ainsi que de données biogéographiques, paléobiogéographiques et stratigraphiques. Dans cette classification, 324 familles sont reconnues, dont 214 connues uniquement à partir de fossiles et 110 qui ont encore des représentants aujourd'hui. La classification a depuis servi de base à celle adoptée par WoRMS.
Classification au sein de la classe des bivalves (selon Rüdiger Bieler, Joseph G. Carter et Eugène V. Coan) :
Taxon Euprotobranchia
- Ordre des Fordillida
  - 2 familles (2†)
- Ordre des Tuarangiida
  - 1 famille (1†)

Sous-classe des Heterodonta
Infraclasse des Archiheterodonta
- Ordre des Carditoida
  - 4 familles

Infraclasse des Euheterodonta
- Euheterodonta incertae sedis
  - 4 familles

- Ordre des Anomalodesmata
  - 16 familles
- Ordre des Myoida
  - 4 familles
- Ordre des Lucinoida
  - 2 familles
- Ordre des Veneroida
  - 30 familles

Sous-classe des Palaeoheterodonta
- Ordre des Trigonioida
  - 16 familles (15†)
- Ordre des Unionoida
  - 15 familles (8†)

Sous-classe des Protobranchia
- Ordre des Nuculanoida
  - 8 familles
- Ordre des Nuculida
  - 3 familles (1†)
- Ordre des Solemyoida
  - 2 familles

Sous-classe des Pteriomorphia
- Ordre des Arcoida
  - 7 familles

Infraclasse des Eupteriomorphia
- Ordre des Ostreoida
  - 2 familles
- Sous-ordre des Pectinoida
  - 7 familles
- Sous-ordre des Limoida
  - 1 famille
- Sous-ordre des Mytiloida
  - 1 famille
- Sous-ordre des Pterioida
  - 4 familles

### Taxonomie à jour selon World Register of Marine Species
Selon World Register of Marine Species (1 avril 2016) :
- sous-classe Heterodonta Neumayr, 1884
  - infra-classe Archiheterodonta Giribet in Taylor, Williams, Glover & Dyal, 2007
    - ordre Actinodontida †
    - ordre Carditida Dall, 1889

  - infra-classe Euheterodonta
    - super-ordre Anomalodesmata Dall, 1889
      - 8 super-familles sans ordre

    - super-ordre Imparidentia Bieler, Mikkelsen & Giribet, 2014
      - ordre Adapedonta Cossmann & Peyrot, 1909 -- « couteaux »
      - ordre Cardiida Ferussac 1822 -- « coques »
      - ordre Lucinida Gray, 1854
      - ordre Myida Goldfuss, 1820 -- « myes » et « panopes »
      - ordre Venerida H. Adams et A. Adams, 1856 -- « clams », « praires » et « palourdes »
      - ordre Hippuritida †
      - ordre Megalodontida †
      - ordre Modiomorphida †
      - + 10 super-familles sans ordre

    - Euheterodonta non classés

  - famille Lipanellidae Sánchez, 2005 †
- sous-classe Palaeoheterodonta Newell, 1965
  - ordre Trigoniida Dall, 1889
  - ordre Unionida Stoliczka, 1871 -- « moules d'eau douce »
- sous-classe Protobranchia Pelseneer, 1889
  - ordre Afghanodesmatida †
  - ordre Nuculanida Carter, J. G., Campbell, D. C. & M. R. Campbell, 2000
  - ordre Nuculida Dall, 1889
  - ordre Solemyida Dall, 1889
- sous-classe Pteriomorphia Beurlen, 1944
  - ordre Arcida Stoliczka, 1871 -- « amandes »
  - ordre Colpomyida Carter, 2011 †
  - ordre Cyrtodontoida Scarlato & Starobogatov, 1971 †
  - ordre Limida Moore, 1952  -- « limes »
  - ordre Myalinida Paul, 1939 †
  - ordre Mytilida Férussac, 1822  -- « moules »
  - ordre Ostreida Férussac, 1822  -- « huîtres »
  - ordre Pectinida Gray, 1854  -- « petoncles » et « Saint-Jacques »
- autres Bivalvia incertae sedis

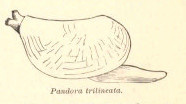
Pandora trillineata (Anomalodesmata).
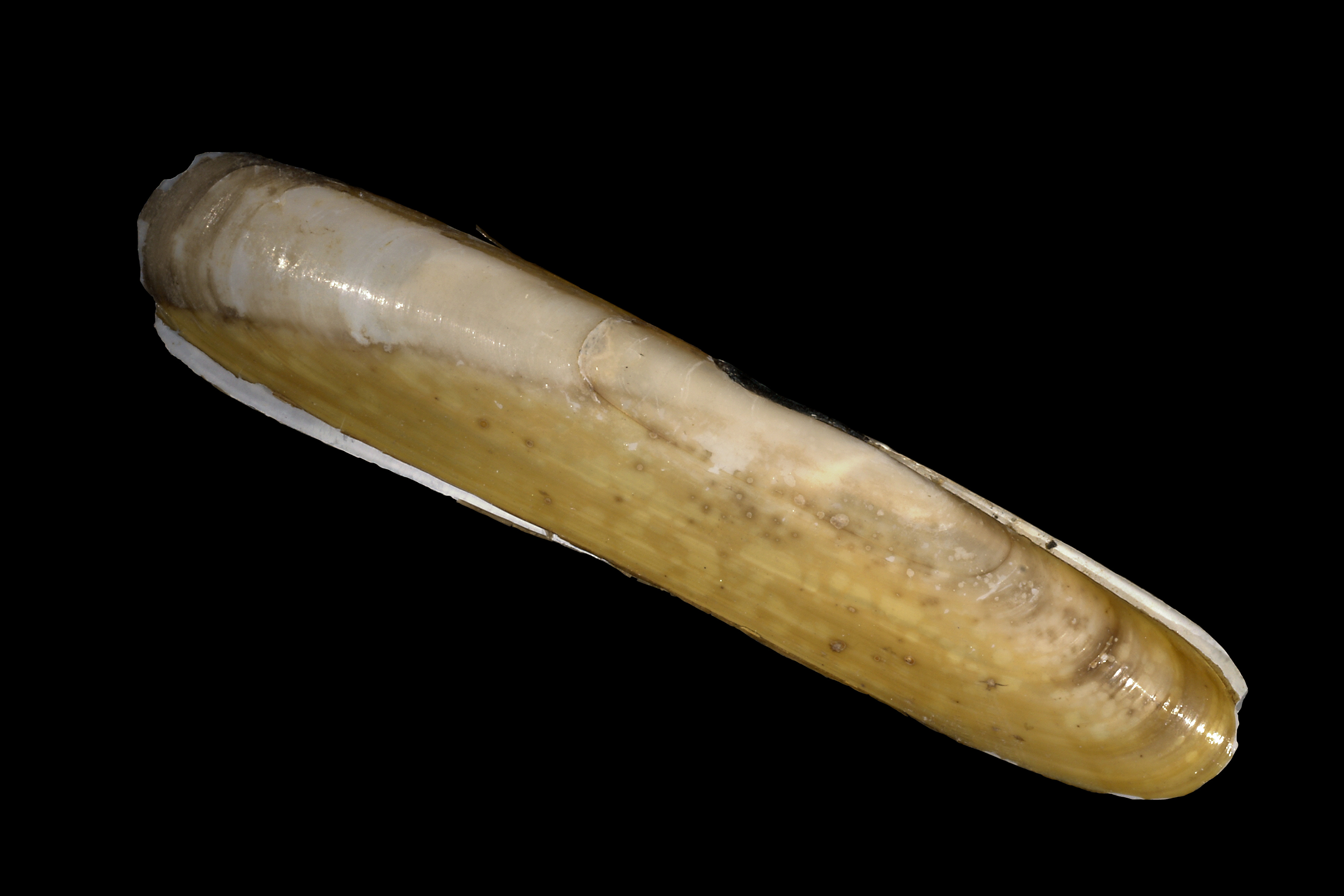
Pharus legumen (Adapedonta).
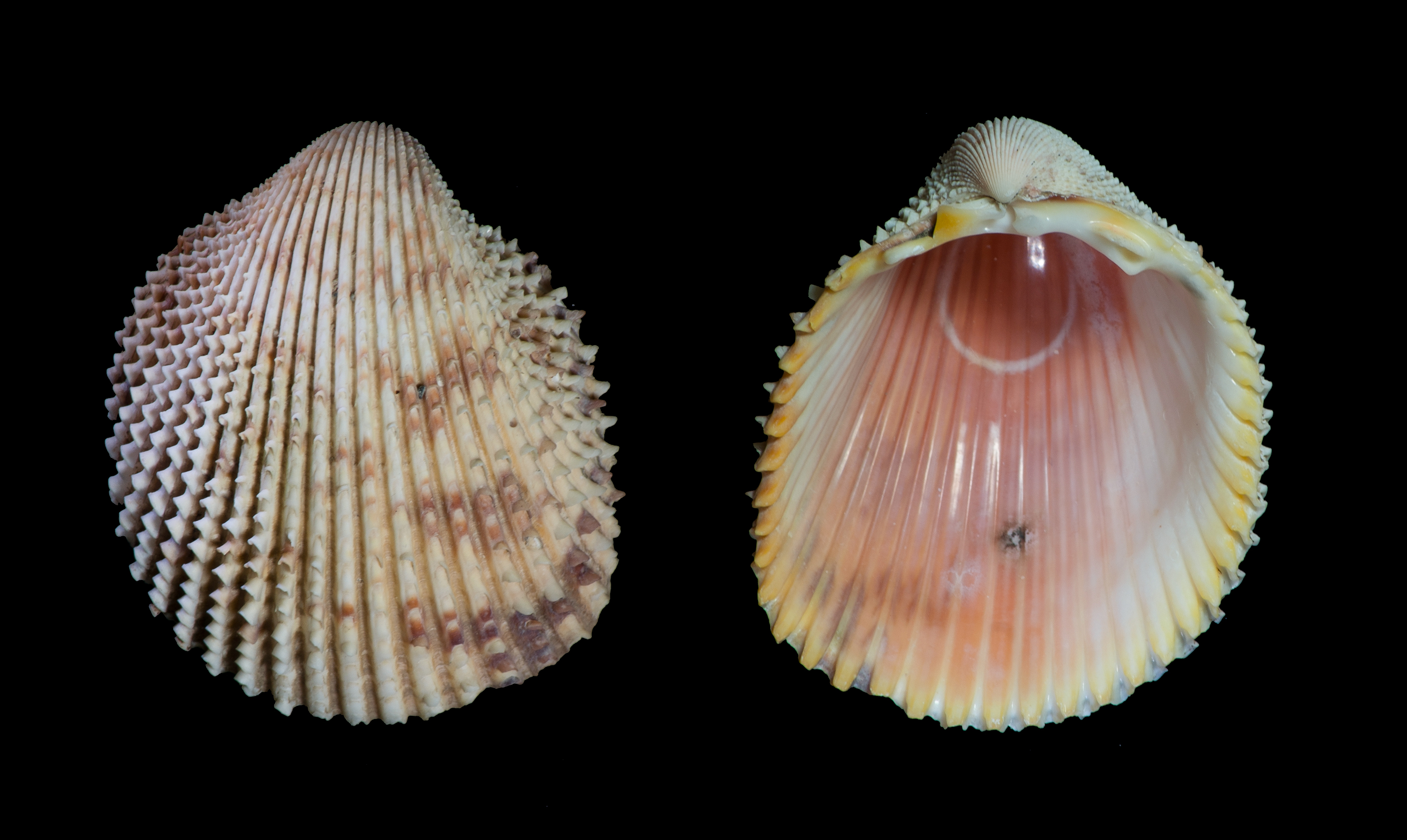
Trachycardium isocardia (Cardiida).
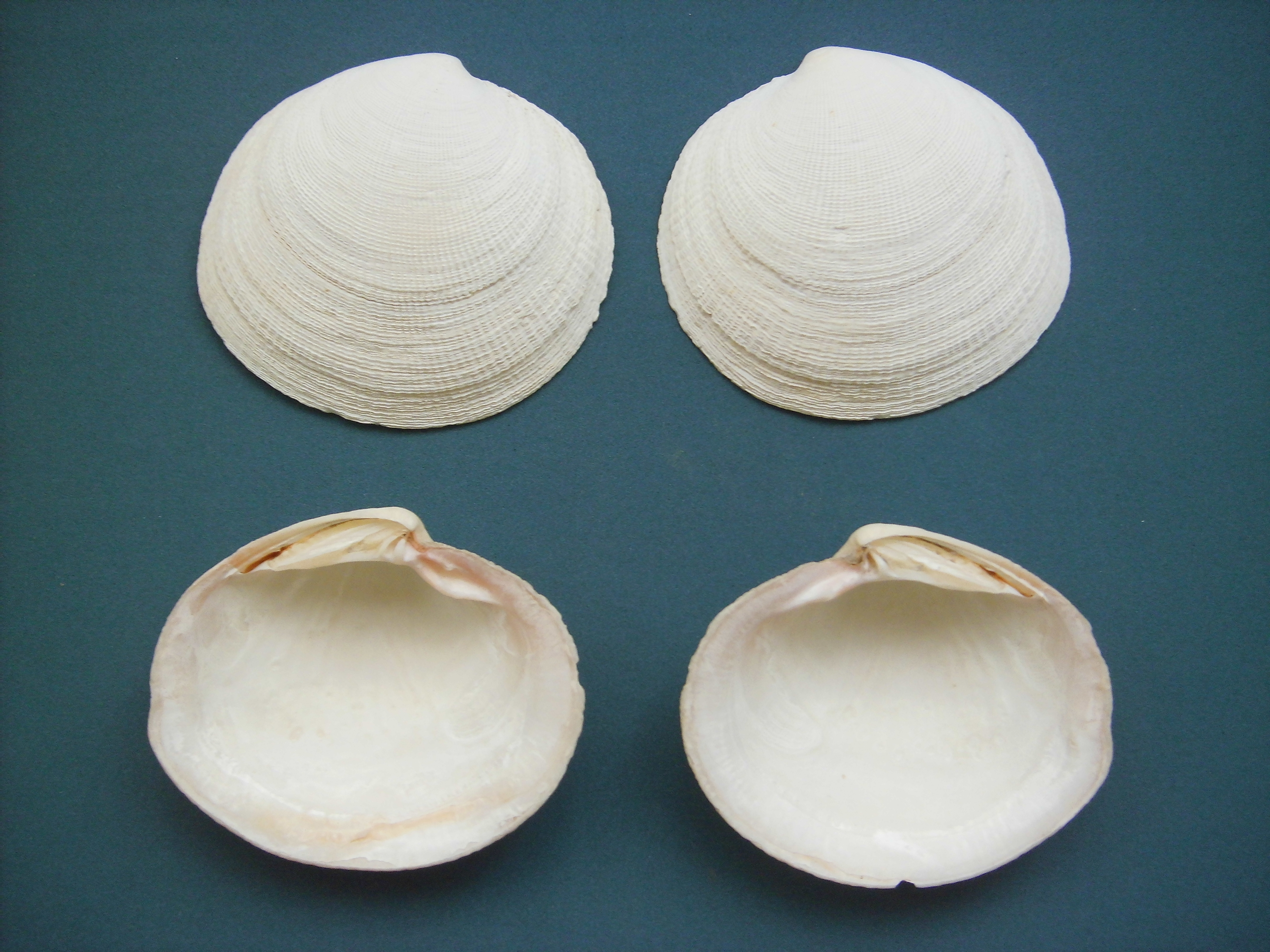
Codakia orbicularis (Lucinida).
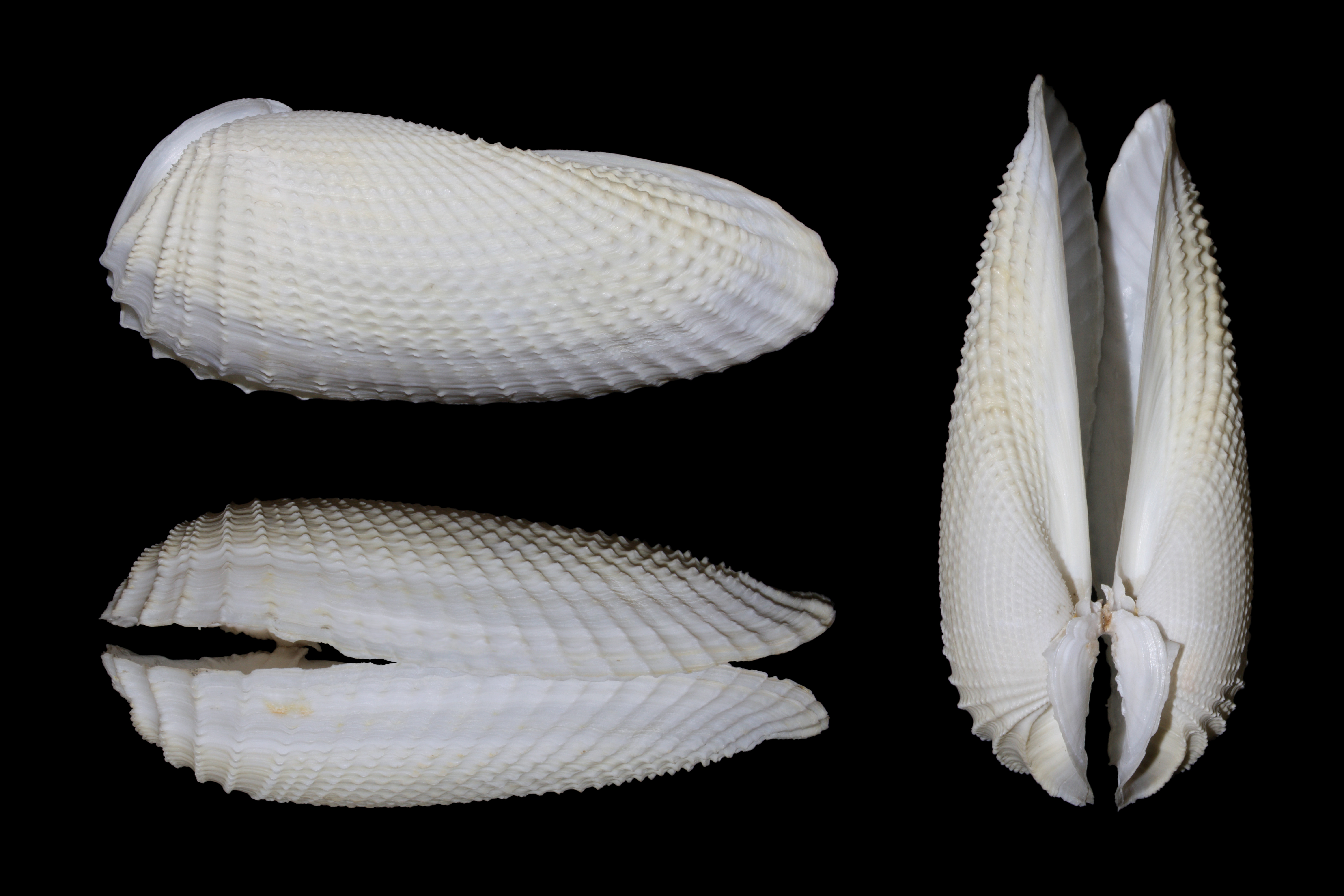
Cyrtopleura costata (Myida).
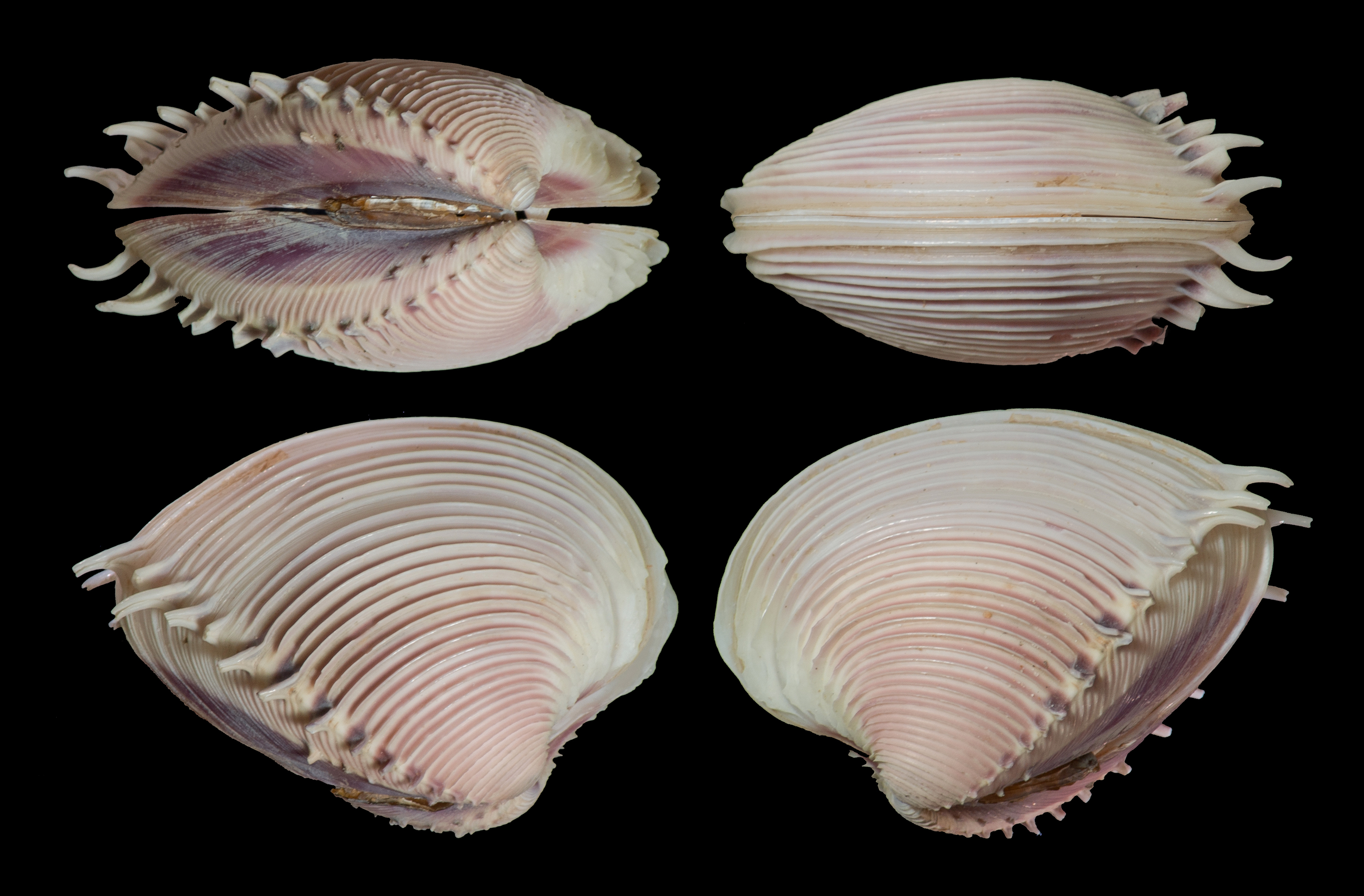
Hysteroconcha dione (Venerida).
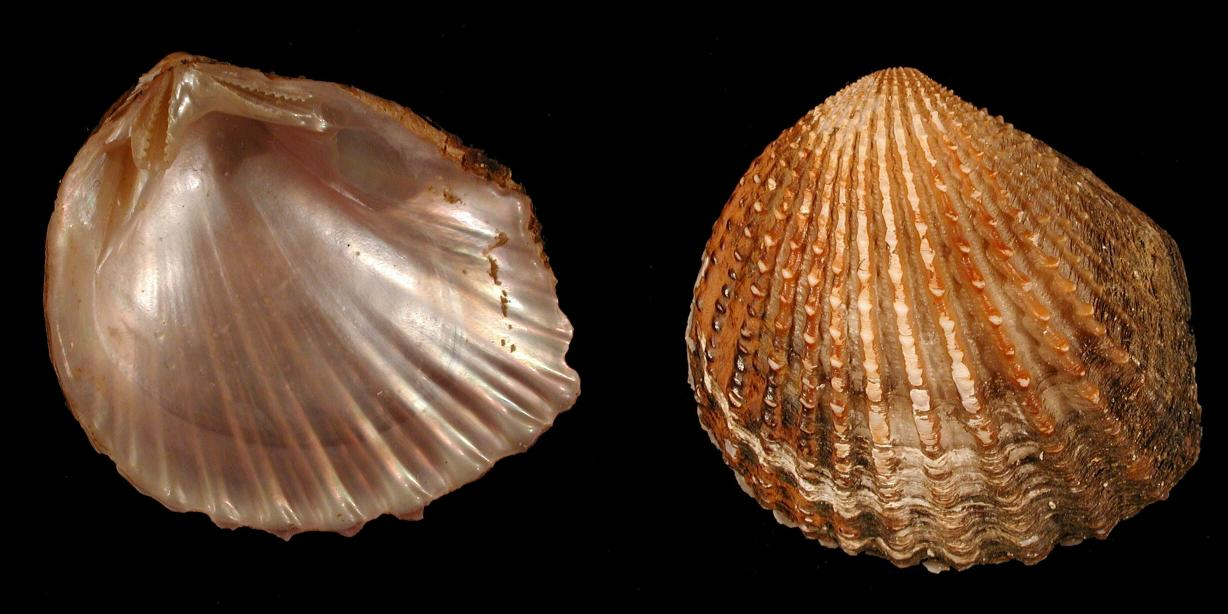
Neotrigonia margaritacea (Trigoniida).
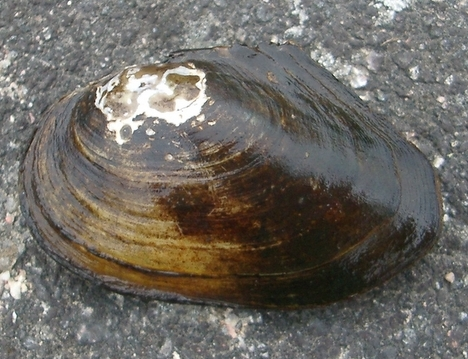
Anodonta anatina (Unionida).
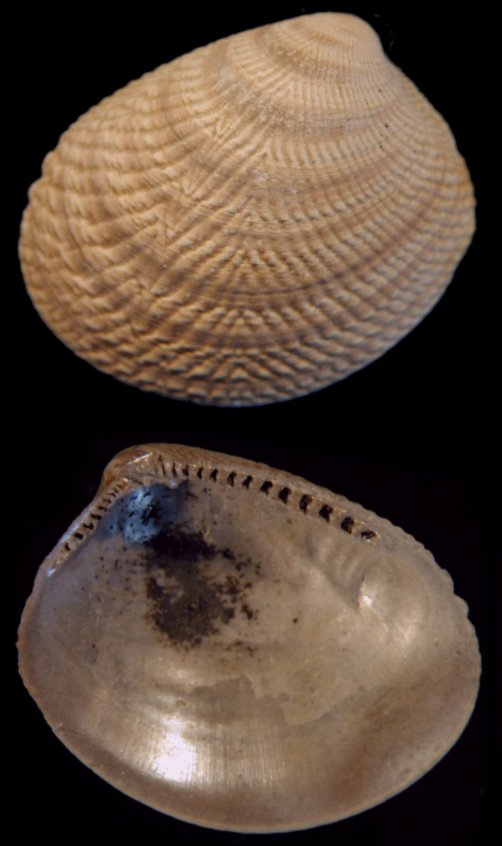
Acila cobboldiae (Nuculoida).
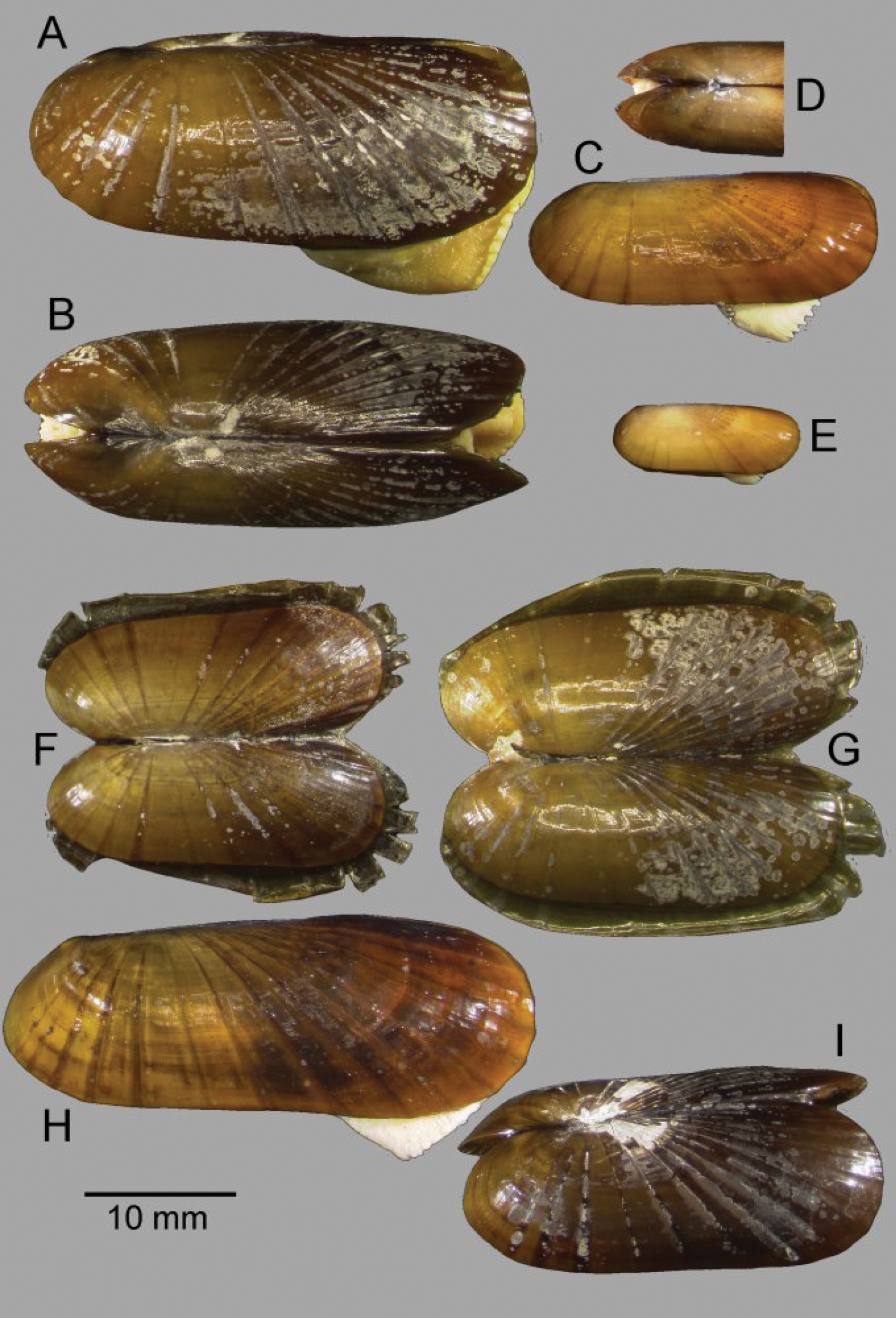
Solemya elarraichensis (Solemyoida).
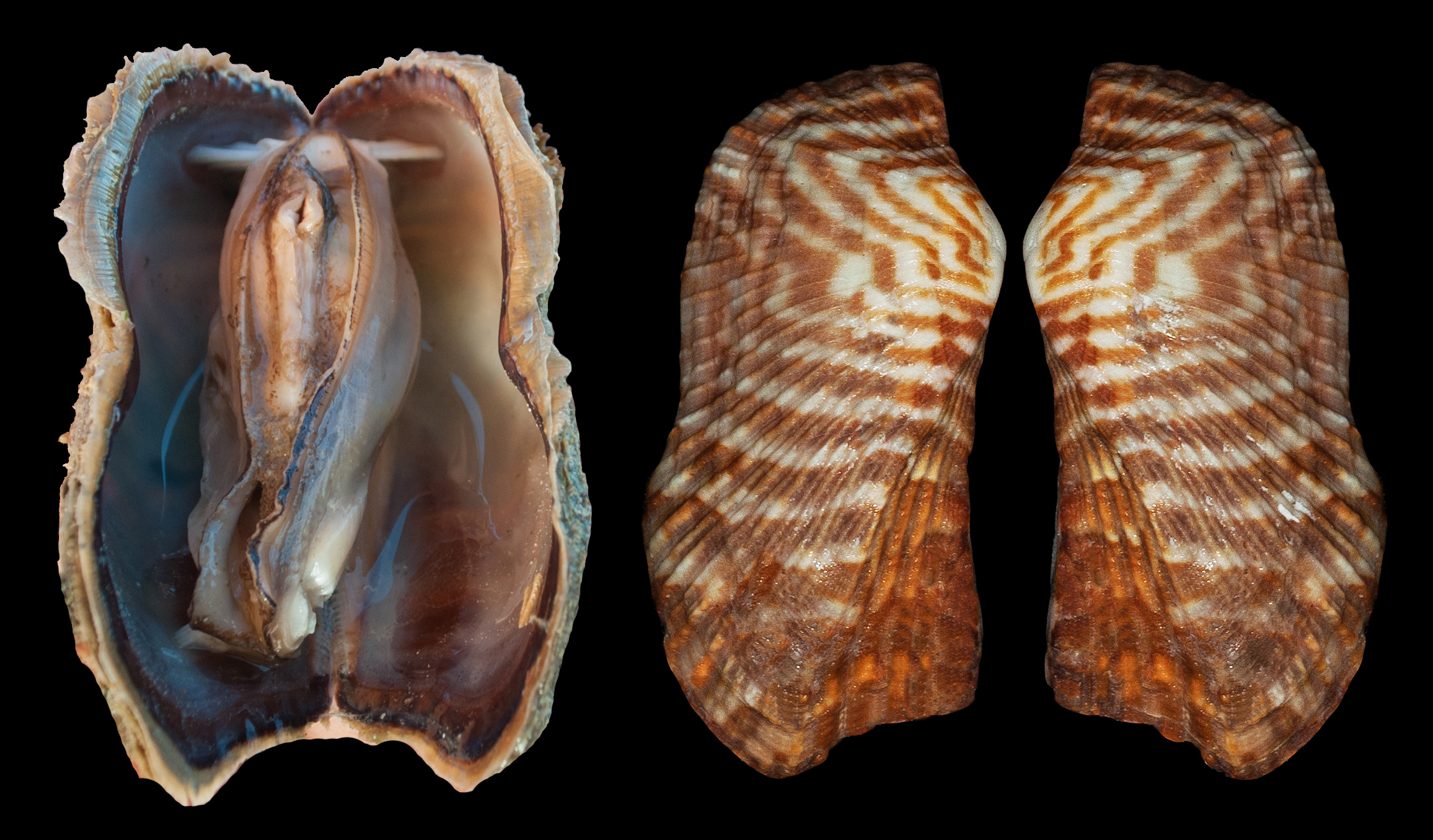
Arca zebra (Arcida).
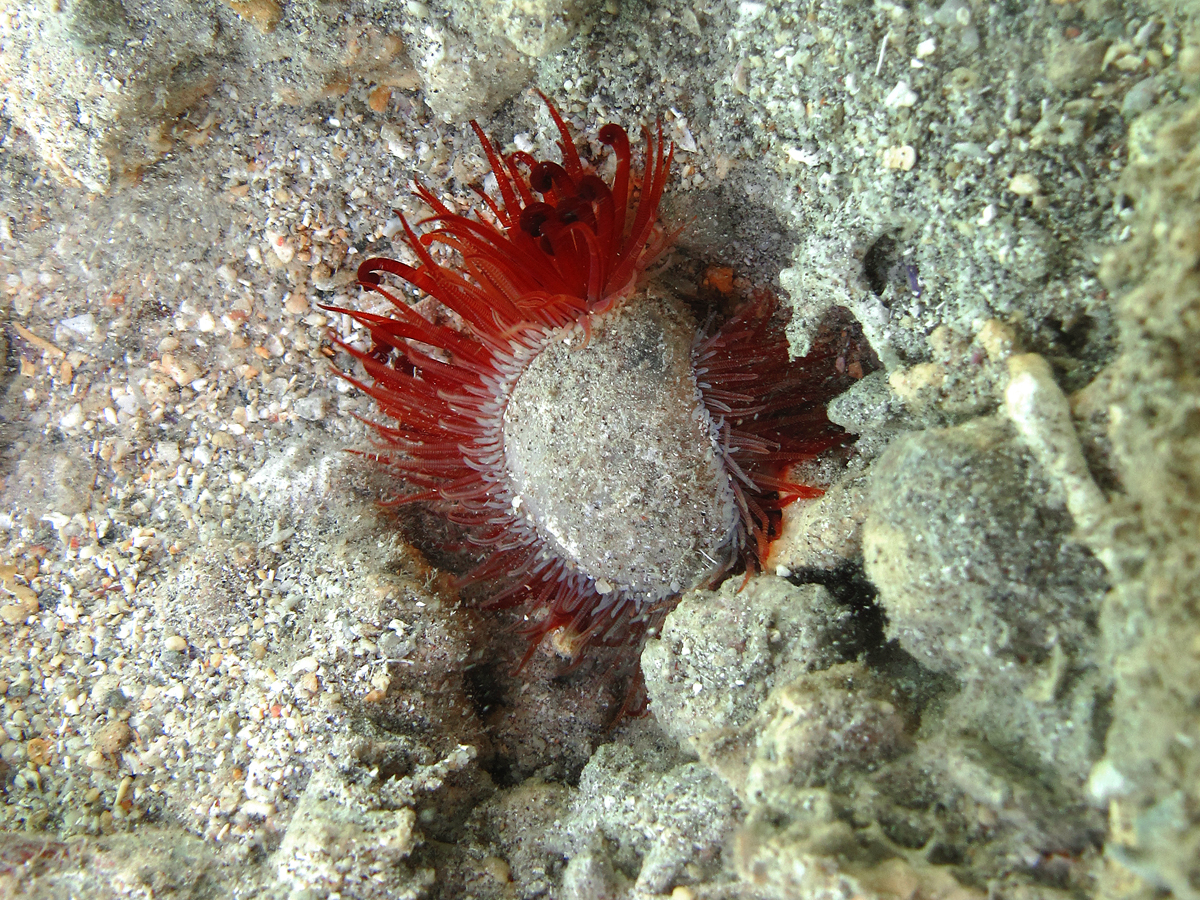
Limaria fragilis (Limoida).
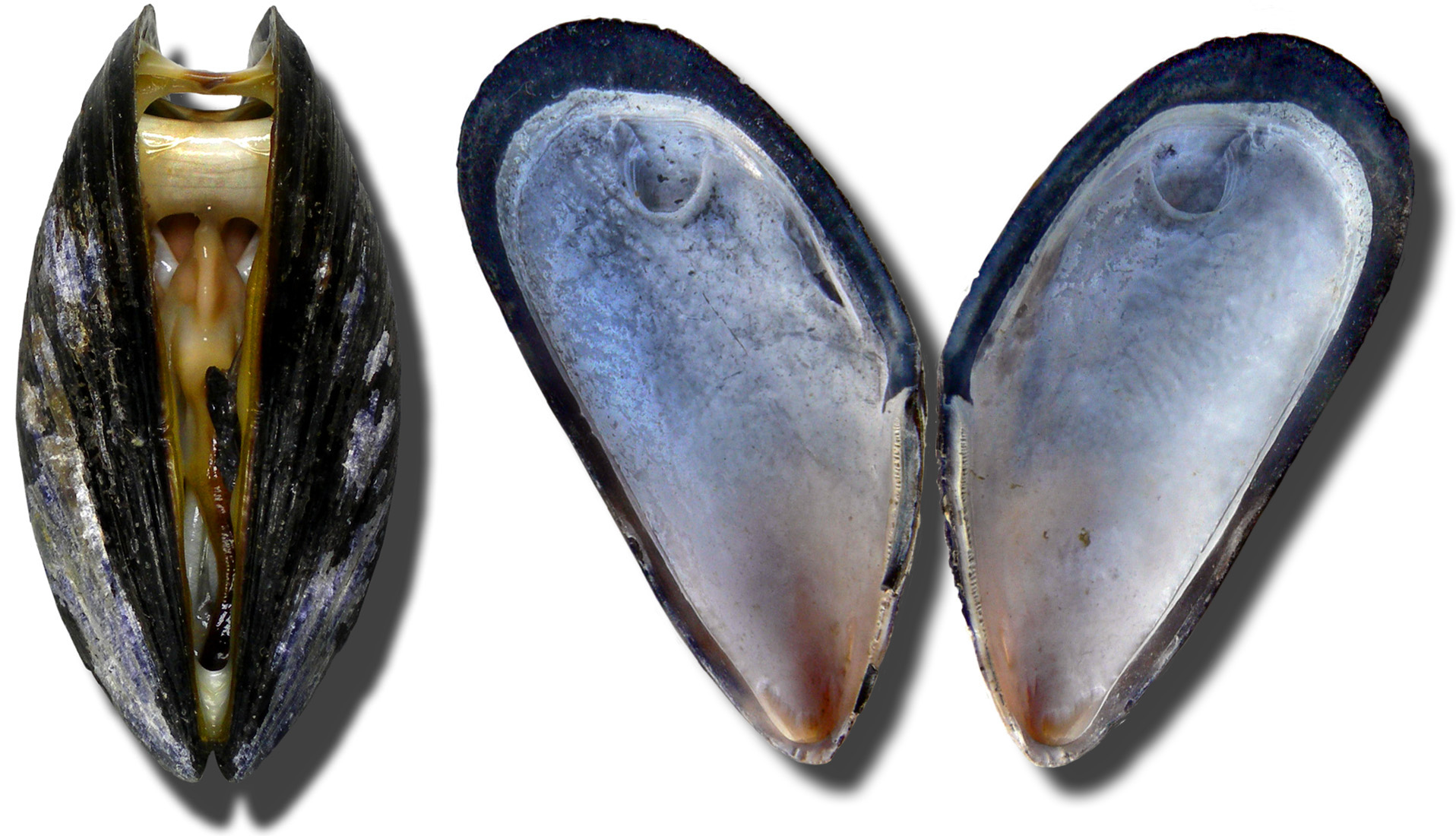
Mytilus edulis (Mytilida).
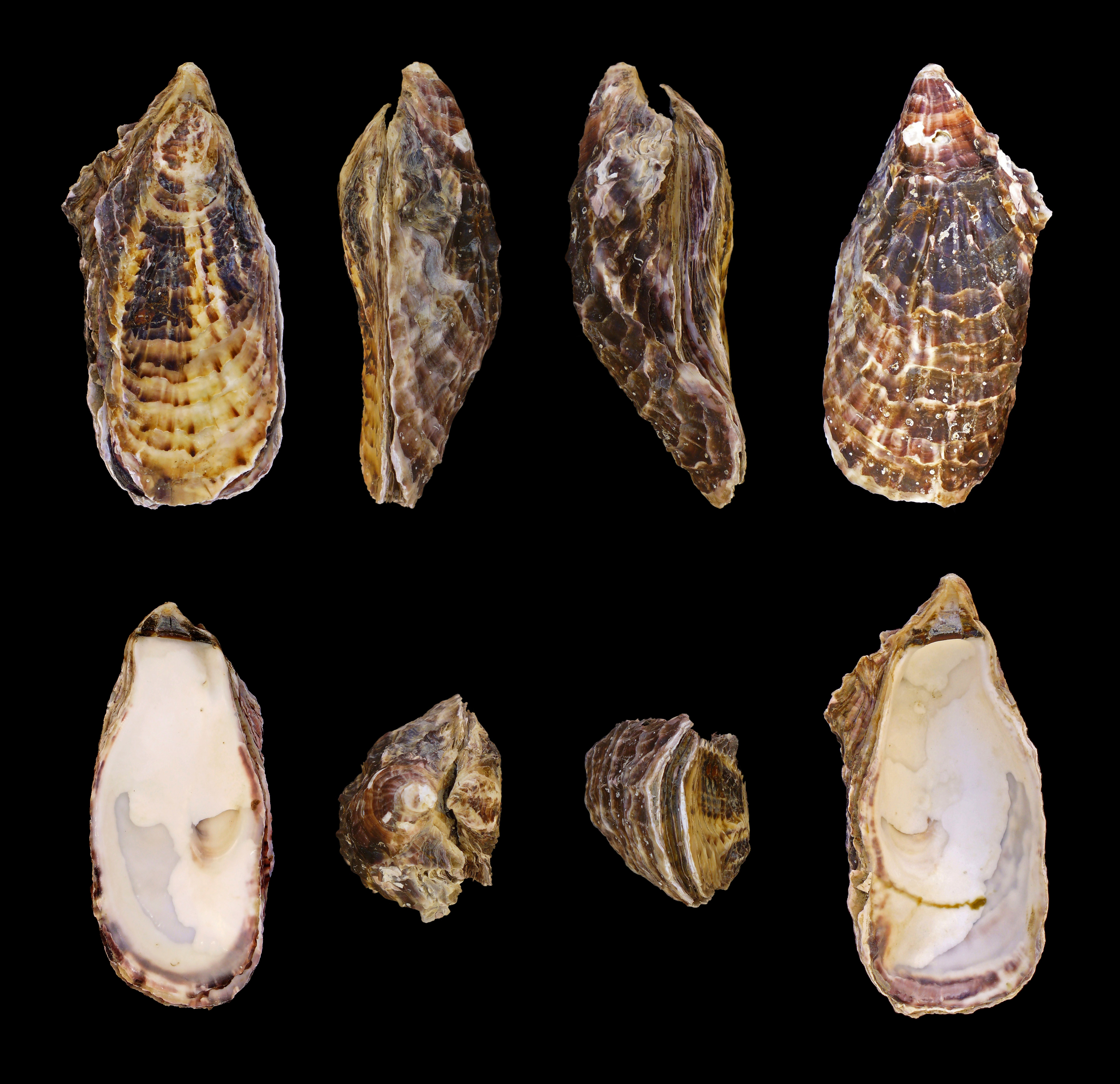
Crassostrea gigas (Ostreida).
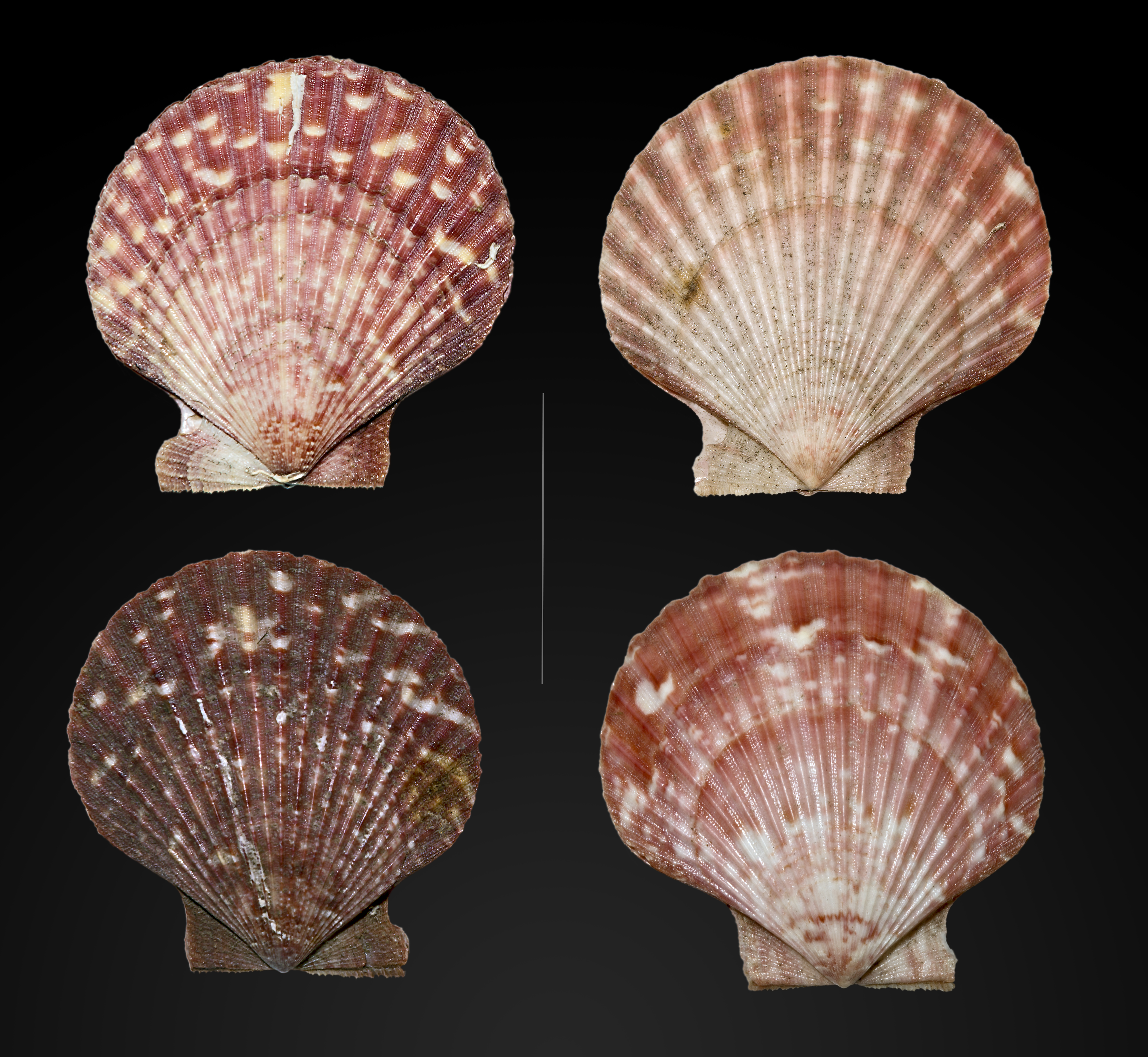
Aequipecten opercularis (Pectinida).

## Histoire évolutive

### Apparition et évolution des bivalves

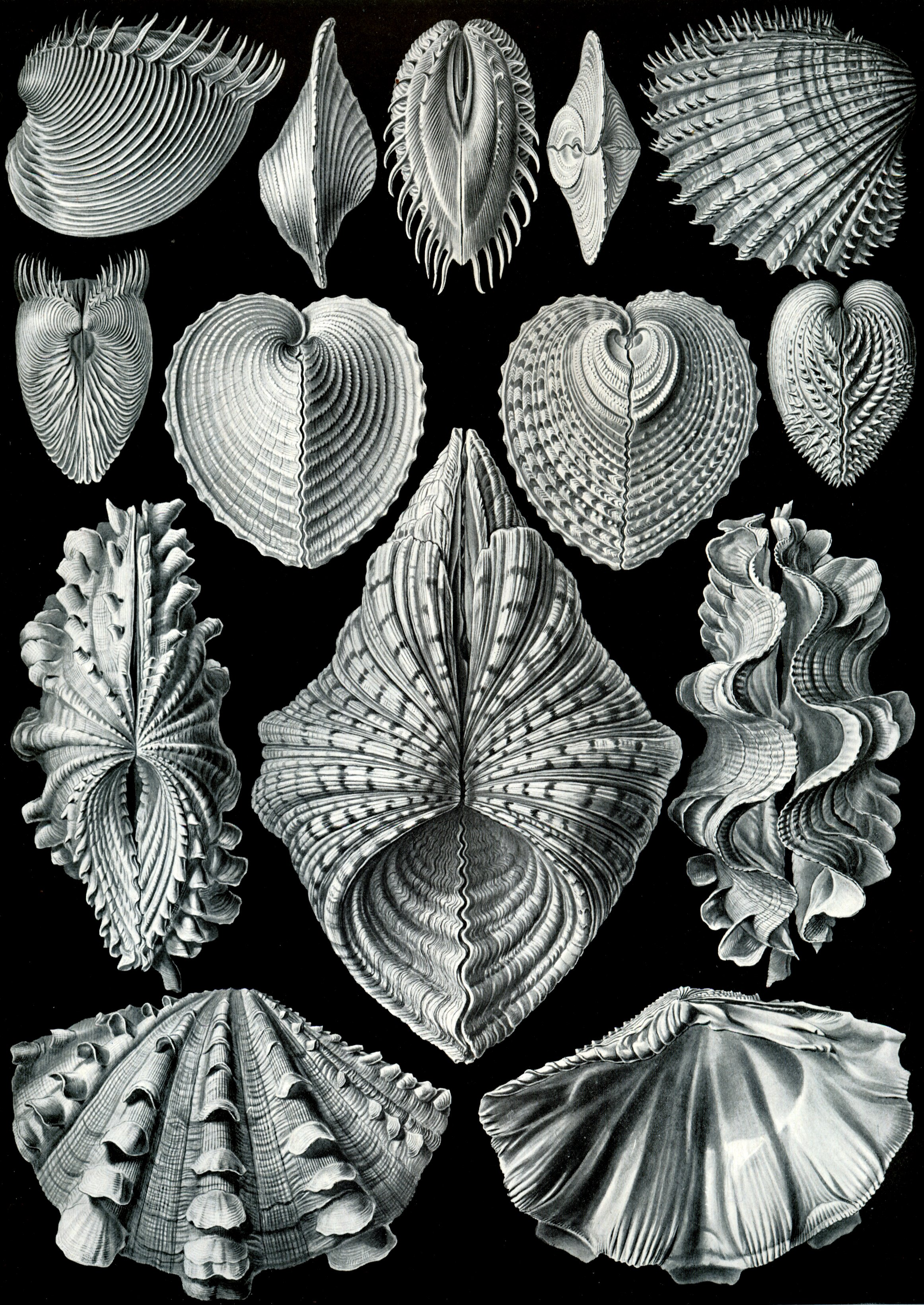
Classe des « Acephala » de Formes artistiques de la nature par Ernst Haeckel, en 1904.

L'explosion cambrienne a eu lieu il y a entre 543 et 525 millions années. Au cours de cette courte période géologique tous les grands embranchements animaux divergent et on voit apparaître les premières créatures avec des squelettes minéralisés. Les brachiopodes et les bivalves font leur apparition à cette époque, comme en témoignent les fossiles que l'on a retrouvés,. Les premiers bivalves comprennent vraisemblablement Pojetaia et Fordilla, qui se situent probablement dans le groupe tige plutôt que dans le groupe couronne. Seuls cinq genres de « bivalves » supposés existent au Cambrien (les autres étant Tuarangia, Camya et Arhouriella, voire Buluniella). Certains pensent que les bivalves ont évolué à partir de la classe des Rostroconchia.
Au cours de l'Ordovicien inférieur survient une forte augmentation de la diversité des espèces de bivalves et apparaissent alors les dentitions dysodontes, hétérodontes et taxodontes. Dès le début du Silurien, les branchies s'adaptent pour permettre l'alimentation par filtration et pendant le Dévonien et le Carbonifère les premiers siphons font leur apparition, ainsi que le pied musculaire nouvellement développé, qui permet aux animaux de s'enterrer profondément dans les sédiments.
Vers le milieu du Paléozoïque, il y a environ 400 millions d'années, les brachiopodes sont parmi les filtreurs les plus abondants dans l'océan et plus de 12 000 espèces fossiles sont reconnues. Au moment de l'extinction Permien-Trias, il y a 250 millions d'années, les bivalves connaissent un énorme rayonnement au niveau de leur diversité. Les bivalves ont été durement touchés par cet événement, mais se rétablissent et prospèrent au cours du Trias. En revanche, les brachiopodes ont perdu 95 % de leurs différentes espèces. Certains scientifiques ont émis l'hypothèse que la capacité de certains bivalves à creuser et ainsi éviter les prédateurs a été un facteur important dans leur réussite. Grâce aux autres nouvelles adaptations au sein des diverses familles de bivalves, ils occupent des niches écologiques précédemment inutilisées. Parmi ces adaptations on peut noter l'apparition d'épines sur la coquille qui permettent aux animaux de s'enfoncer plus facilement dans les sédiments, l'apprentissage de la nage et pour certains l'adoption d'un mode de vie carnivore.
On a longtemps pensé que les bivalves étaient mieux adaptés à la vie aquatique que les brachiopodes, qui se sont vus alors relégués à des niches écologiques mineures. Ces deux taxons sont souvent cités dans les manuels comme un exemple de remplacement par la concurrence. Le fait que les mollusques bivalves nécessitent moins de nourriture pour subsister du fait de leur système ligaments-muscle très efficace pour ouvrir et fermer les valves, corrobore cette hypothèse. Mais cette dernière est récemment réfutée par de nombreux spécialistes : la prédominance actuelle des bivalves sur les brachiopodes semble simplement être due au hasard, ces deux taxons répondant différemment aux accidents d'extinction.

### Les couches de conchyoline: un caractère d’exaptation
La diversité des bivalves est issue en partie de l’adaptation évolutive, la coquille par exemple peut prendre de nombreuses formes : l’épaississement de la coquille, la présence d’épines et le camouflage. La coquille des mollusques est composée de carbonate de calcium sous la forme de calcite et chez certaines espèces de bivalves l’ensemble des couches est recouvert d’une fine couche organique en contact direct avec le milieu extérieur : la couche de conchyoline, appelée périostracum. Cette couche chitino-protéique est sécrétée dans le manteau et est la première à être synthétisée lors de l’apparition de la première coquille durant les stades précoces du développement larvaire.
Chez les mollusques, le périostracum sert de support à la croissance des cristaux de la couche minéralisée et à leur organisation structurale, ce qui lui permet de jouer un rôle important de protection de la coquille dans les eaux relativement acides, soit de réduire la dissolution de la coquille.
Toutefois, la présence de nombreux trous sur les coquilles qui s’arrêtent à la couche de conchyoline suggère qu’elle sert aussi de moyen de défense contre les attaques de gastéropodes. Deux études ont confirmé que la présence de conchyoline augmente la résistance mécanique de la coquille et agit comme élément dissuasif envers une attaque de gastéropodes :
- Kardon G., 1998, Evidence from the fossil record of an antipredatory exaptation: conchiolin layers in corbulid bivalves, Museum of Paleontology, University of Michigan, Evolution, 52(1): 68-79.
- Makiko I.. and Tomoki K., 2007.Multiple predatory drill holes in Cardiolucina (Bivalvia: Lucinidae): Effect of conchiolin sheets in predation. Science Direct, Elsevier: 508–522.

Dues aux nombreux rôles de la conchyoline, son historique d’évolution n’est pas claire. C’est-à-dire que l’apparition de la couche de conchyoline est une réponse à la prédation par les gastéropodes ou plutôt le rôle anti-prédateurs de la conchyoline est un caractère d’exaptation résultant d’une heureuse conséquence de l’adaptation à la dissolution de la coquille ?
Pour répondre à cette question, les rôles de la conchyoline ont été vérifiés chez le C.gibba en comparaison de la M. balthica, une bivalve qui ne présente aucune trace de conchyoline. D’abord, le rôle de la conchyoline à prévenir la dissolution de la coquille a été évalué en mesurant le taux de dissolution dans une solution aqueuse de 0,5 % d’acide acétique. Des échantillons de la solution ont été prélevés et analysés par spectrométrie d’absorption atomique pour déterminer la concentration de Ca2+ en solution; Ca2+ résultant de la dissolution de la coquille. Les résultats ont démontré que la couche de conchyoline réduisait le taux de dissolution de la coquille d’un facteur de ~ 1,56.
Ensuite, des tests de résistance mécanique ont été effectués sur des coquilles de C. Gibba et M.balthica pour évaluer si la présence de conchyoline améliore la tenue mécanique des coquilles. Les propriétés mécaniques ont été obtenues par des tests de compression où la tension est augmentée de façon constante jusqu’à la fracture de la bivalve. À cause de la différence entre l’épaisseur de la coquille de C. Gibba et M.balthica les tensions de fractures ne peuvent pas être comparées directement. Néanmoins, le profil des courbes de tension-déformation présente des allures différentes. Dans le cas de la M.balthica, il y a présence d’un seul maximum de tension-déformation alors que le C. Gibba présente plusieurs pics de maximum de tension-déformation. Des observations approfondies des fractures dans les échantillons de C. Gibba par microscopie électronique à balayage montrent qu’elles sont détournées par la couche de conchyoline.
Par la suite, le rôle des couches de conchyoline à inhiber les tentatives de perforations des prédateurs gastéropodes a été évalué en comptant le nombre de trous incomplets dans la coquille. Chaque trou incomplet dans une coquille de bivalve correspond à une tentative de prédation échouée où la bivalve a pu s’enfuir avant la perforation complète de sa coquille. C’est une signature visuelle unique à une attaque de gastéropode et facile à identifier par microscopie optique .
Selon les résultats obtenus dans l’étude de Kardon, 1998, environ 40 % des tentatives de perforation des 14 gastéropodes naticides ont été interrompues lorsque la couche de conchyoline est atteinte. Une autre étude a été effectuée par Ishikawa et Kase, 2007, sur une espèce dominante de bivalves, Cardiolunina okinawaensis, provenant de l’Indopacifique, a révélé que sur 170 valves examinées, 48 valves avaient des trous interrompus ou plus. De plus, ils ont démontré une corrélation positive entre le nombre de trous incomplets et le nombre de couches de conchyoline chez différentes espèces de bivalve.
Ces résultats indiquent que la conchyoline agit comme moyen de défense contre les attaques de gastéropodes. Cependant, le mécanisme par lequel la conchyoline agit n’est pas encore clair. Des études de Kardon ont montré que la couche de conchyoline est trop mince pour offrir une protection physique et ne réduit pas de façon significative le temps que met un gastéropode à percer une coquille. Il émet plutôt l’hypothèse que la conchyoline agit en tant qu’élément dissuasif aux attaques gastéropodes, sans en préciser la nature exacte de ce mécanisme.

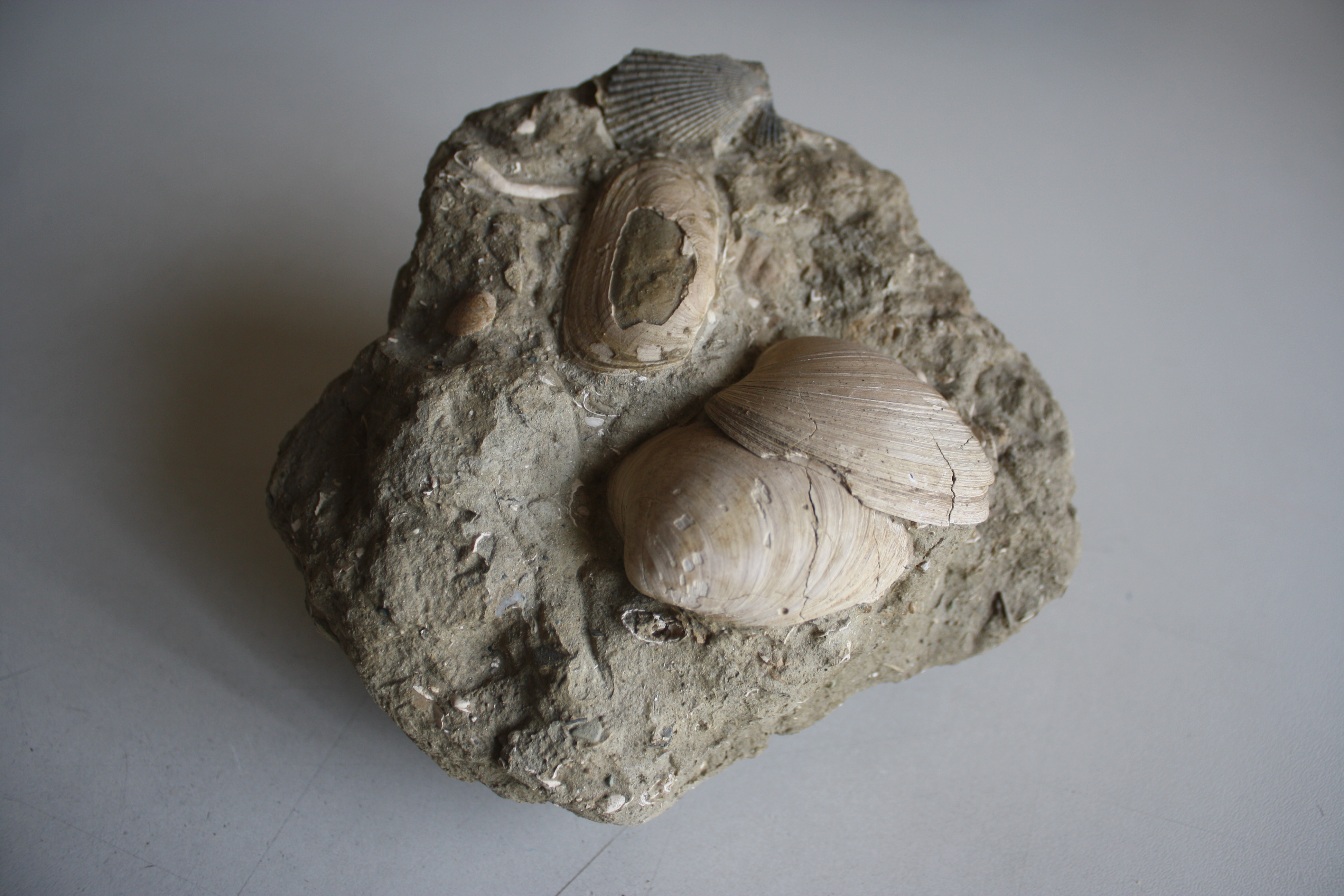
Bivalves corbulides primitives.

Finalement, Kardon a établi la chronologie de l’apparition de la conchyoline chez des bivalves, en examinant des fossiles par microscopie à balayage électronique. La présence de conchyoline a été observée dans des fossiles de Corbulomima sp datant de l’ère jurassique. En revanche, des traces de prédations de bivalve par des gastéropodes ont seulement été observées sur des fossiles de la période du Crétacé. La présence de conchyoline chez les bivalves bien avant l’apparition des premiers prédateurs gastéropodes suggère fortement que le rôle anti-prédateur de la conchyoline résulte de l’exaptation.
En contrepartie, les travaux de Ishikawa et Kase démontrent que chez les bivalves du genre cardiolucina, il est possible que la conchyoline soit une adaptation directe à la prédation par les gastéropodes. Le genre cardiolucina est apparu au début de l’ère éocène alors que les gastéropodes proliféraient et c’est une espèce qui vit généralement dans des milieux marins peu propices à la dissolution de la coquille.
Peu d’information dans la littérature permettent d’expliquer les fonctions d’origine des couches de conchyoline. Toutefois, les analyses des bivalves corbulides primitives démontrent que les couches de conchyoline sont apparues avant l’apparition des perforations observées sur les valves. On peut penser que la conchyoline a été une innovation d’importance, notamment sur le plan mécanique, et qu’elle a conféré un avantage évolutif, surtout dans le contexte de prédation active. Dans ce cas-ci, on parlerait d’exaptation plutôt que d'adaptation, car la conséquence évolutive a mené à un effet positif sur la fitness des bivalves.

### Diversité des bivalves actuels
La taille maximale des adultes des espèces de bivalves existantes varie entre 0,52 mm pour Condylonucula maya, un Nuculidae, à 1 532 mm pour Kuphus polythalamia, un taret allongé. Cependant, l'espèce généralement considérée comme le plus grand bivalve vivant est souvent le Bénitier géant (Tridacna gigas), qui peut atteindre une longueur de 1 200 mm et un poids de plus de 200 kg. Le plus grand bivalve éteint connu est l'espèce Platyceramus platinus du genre Platyceramus, dont les fossiles atteignent jusqu'à 3 000 mm de long.
Dans son traité de 2010 Compendium of Bivalves, Markus Huber évalue le nombre total d'espèces vivantes de bivalves à environ 9 200, compris dans 106 familles. Huber estime que le nombre de 20 000 espèces vivantes, souvent rencontré dans la littérature, ne peut pas être vérifié et il présente le tableau suivant pour illustrer la diversité connue :
| Sous-classe       | Super-famille    | Famille                 | Genre                      | Espèce                      |
| ----------------- | ---------------- | ----------------------- | -------------------------- | --------------------------- |
| Heterodonta       |                  | 64 (dont 1 d'eau douce) | 800 (dont 16 d'eau douce)  | 5600 (dont 270 d'eau douce) |
|                   | Arcticoidea      | 2                       | 6                          | 13                          |
|                   | Cardioidea       | 2                       | 38                         | 260                         |
|                   | Chamoidea        | 1                       | 6                          | 70                          |
|                   | Clavagelloidea   | 1                       | 2                          | 20                          |
|                   | Crassatelloidea  | 5                       | 65                         | 420                         |
|                   | Cuspidarioidea   | 2                       | 20                         | 320                         |
|                   | Cyamioidea       | 3                       | 22                         | 140                         |
|                   | Cyrenoidea       | 1                       | 6 (dont 3 d'eau douce)     | 60 (dont 30 d'eau douce)    |
|                   | Cyrenoidoidea    | 1                       | 1                          | 6                           |
|                   | Dreissenoidea    | 1                       | 3 (dont 2 d'eau douce)     | 20 (dont 12 d'eau douce)    |
|                   | Galeommatoidea   | environ 4               | environ 100                | environ 500                 |
|                   | Gastrochaenoidea | 1                       | 7                          | 30                          |
|                   | Glossoidea       | 2                       | 20                         | 110                         |
|                   | Hemidonacoidea   | 1                       | 1                          | 6                           |
|                   | Hiatelloidea     | 1                       | 5                          | 25                          |
|                   | Limoidea         | 1                       | 8                          | 250                         |
|                   | Lucinoidea       | 2                       | environ 85                 | environ 500                 |
|                   | Mactroidea       | 4                       | 46                         | 220                         |
|                   | Myoidea          | 3                       | 15 (dont 1 d'eau douce)    | 130 (dont 1 d'eau douce)    |
|                   | Pandoroidea      | 7                       | 30                         | 250                         |
|                   | Pholadoidea      | 2                       | 34 (dont 1 d'eau douce)    | 200 (dont 3 d'eau douce)    |
|                   | Pholadomyoidea   | 2                       | 3                          | 20                          |
|                   | Solenoidea       | 2                       | 17 (dont 2 d'eau douce)    | 130 (dont 4 d'eau douce)    |
|                   | Sphaerioidea     | 1 d'eau douce           | 5 d'eau douce              | 200 d'eau douce             |
|                   | Tellinoidea      | 5                       | 110 (dont 2 d'eau douce)   | 900 (dont 15 d'eau douce)   |
|                   | Thyasiroidea     | 1                       | environ 12                 | environ 100                 |
|                   | Ungulinoidea     | 1                       | 16                         | 100                         |
|                   | Veneroidea       | 4                       | 104                        | 750                         |
|                   | Verticordioidea  | 2                       | 16                         | 160                         |
| Palaeoheterodonta |                  | 7 (dont 6 d'eau douce)  | 171 (dont 170 d'eau douce) | 908 (dont 900 d'eau douce)  |
|                   | Trigonioidea     | 1                       | 1                          | 8                           |
|                   | Unionoidea       | 6 d'eau douce           | 170 d'eau douce            | 900 d'eau douce             |
| Protobranchia     |                  | 10                      | 49                         | 700                         |
|                   | Manzanelloidea   | 1                       | 2                          | 20                          |
|                   | Nuculanoidea     | 6                       | 32                         | 460                         |
|                   | Nuculoidea       | 1                       | 8                          | 170                         |
|                   | Sapretoidea      | 1                       | environ 5                  | 10                          |
|                   | Solemyoidea      | 1                       | 2                          | 30                          |
| Pteriomorphia     |                  | 25                      | 240 (dont 2 d'eau douce)   | 2000 (dont 11 d'eau douce)  |
|                   | Anomioidea       | 2                       | 9                          | 30                          |
|                   | Arcoidea         | 7                       | 60 (dont 1 d'eau douce)    | 570 (dont 6 d'eau douce)    |
|                   | Dimyoidea        | 1                       | 3                          | 15                          |
|                   | Limoidea         | 1                       | 8                          | 250                         |
|                   | Mytiloidea       | 1                       | 50 (dont 1 d'eau douce)    | 400 (dont 5 d'eau douce)    |
|                   | Ostreoidea       | 2                       | 23                         | 80                          |
|                   | Pectinoidea      | 4                       | 68                         | 500                         |
|                   | Pinnoidea        | 1                       | 3 (+)                      | 50                          |
|                   | Plicatuloidea    | 1                       | 1                          | 20                          |
|                   | Pterioidea       | 5                       | 9                          | 80                          |

## Les bivalves et l'Homme

### Pêche

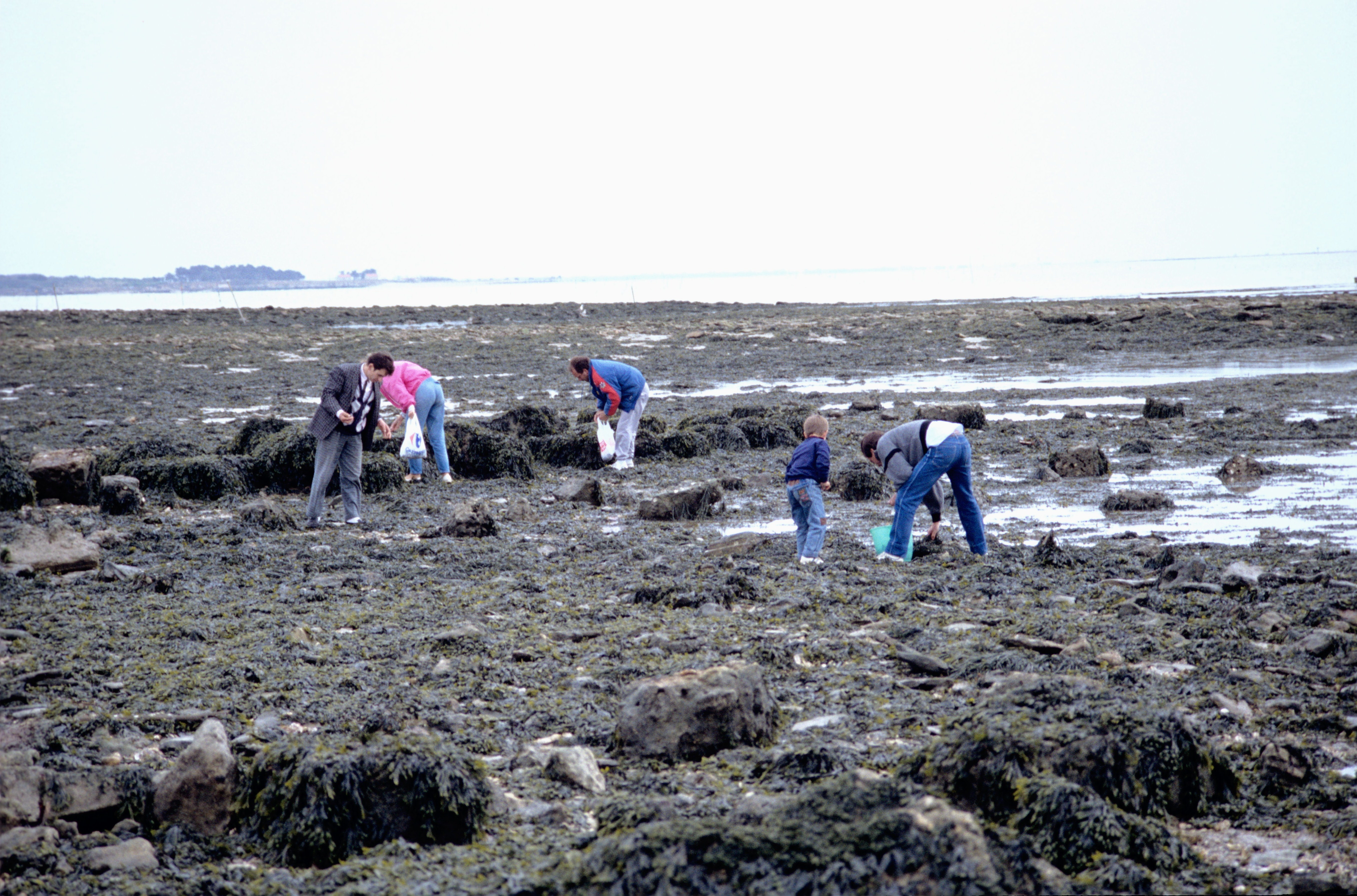
Pêcheurs à pied cherchant des mollusques et crustacés dans les rochers.

Les bivalves consommés par l'homme peuvent être issus de la pêche. Celle-ci prend différentes formes. Au niveau de l'estran, on peut collecter les bivalves accrochés aux rochers ou enterrés sous le sable à marée basse. On parle alors de pêche à pied. Cette activité, autrefois très importante pour les populations vivant près du littoral car elle assurait leur survie en leur fournissant de la nourriture tout au long de l'année, devient de plus en plus aujourd'hui une activité de loisir,, pratiquée surtout l'été et souvent par des vacanciers venus sur la côte pour quelques jours.
D'autres espèces se pêchent en pleine mer, comme c'est le cas des pétoncles. Ils sont pêchés par des bateaux qui draguent le fond de l'eau au niveau des gisements. C'est une activité très réglementée, qui ne se pratiquent que quelques jours dans l'année suivant le pays. Les pétoncles peuvent également être récoltés à la main par des plongeurs, ce qui évite de détériorer le fond marin. La pêche en bateau peut également s'effectuer avec l'aide d'une suceuse qui aspire les bivalves au fond de l'eau.
Il ne faut pas opposer élevage et capture par la pêche, car ces deux activités peuvent être liées. Ainsi dans le cas des pétoncles les gisements peuvent être approvisionnés par des naissains issus d'élevage. De même la pêche permet parfois de capturer des juvéniles, voire des naissains, qui seront réimplantés dans des parcs jusqu'à ce qu'ils aient atteint une taille suffisante pour être consommés.

### Mariculture

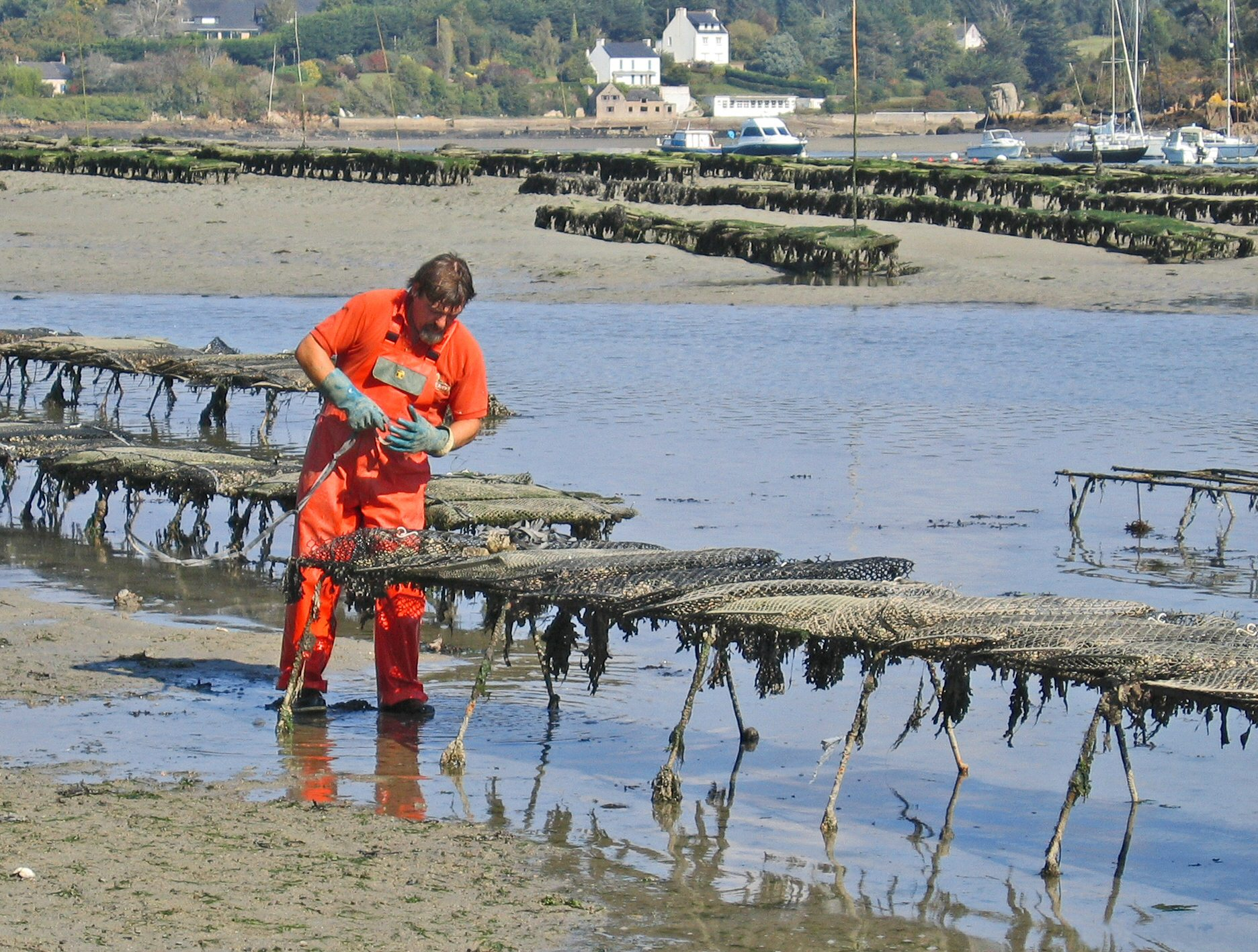
Élevage d'huître en Bretagne.

Les huîtres, les moules, les palourdes, les pétoncles et d'autres espèces de bivalves sont élevés à partir de la nourriture présente naturellement dans leur environnement, dans la mer et les lagons. Un tiers des poissons et fruits de mer comestibles issus de l'élevage récoltés en 2010 dans le monde ont été produits sans apports de nourriture extérieure, grâce à l'alimentation par filtration des bivalves et des carpes. Les Huîtres plates (Ostrea edulis) étaient déjà appréciées par les Romains, qui construisaient des étangs pour les stocker. Toutefois l'élevage des bivalves ne s'est réellement développé qu'au cours du XIXe siècle, quand les méthodes d'élevage moderne ont été mises au point. C'est à cette époque qu'ont été mis en place les grands principes de cette activité, par la gestion des gisements naturels, le captage des naissains en milieu naturel, la création de parcs adéquats dans l'estran et l'élevage à plat ou en suspension.

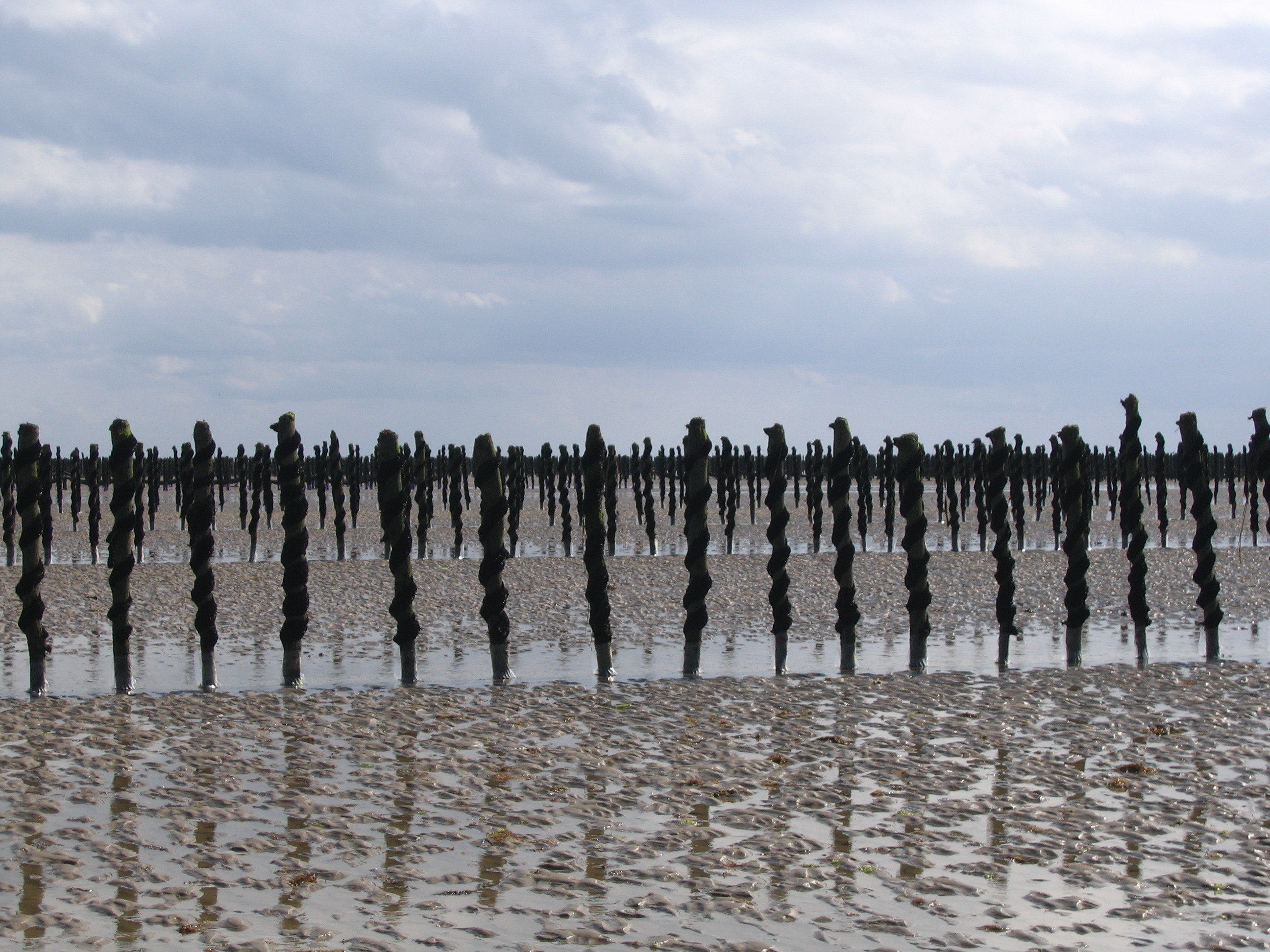
Moules sur des bouchots.

La maîtrise du cycle de vie des bivalves nécessaire à leur élevage passe par la récupération du naissain. Celui-ci peut être soit issu du milieu naturel, soit issu de la pêche, soit récupéré sur des collecteurs. Ces derniers peuvent être des coquilles d'huîtres ou d'autres coquillages, des tubes ou cadres ajourés en plastique ou des coupelles. Le naissain ainsi récolté est ensuite élevé, soit toujours sur son collecteur, soit après l'en avoir séparé, lors d'une opération appelée « détroquage ». L'autre façon d'obtenir des naissains est leur élevage en écloseries. Celles-ci s'appuient sur une maîtrise de la reproduction, en élevant des géniteurs dans des conditions optimales pour favoriser la ponte et la bonne fécondation des œufs. Les larves obtenues sont ensuite élevées en nurserie, en leur apportant une eau riche en phytoplancton afin qu'elles se développent, se métamorphosent et se fixent. On les laisse ensuite grossir jusqu'à une taille jugée suffisante pour qu'elles soient implantées dans le milieu naturel. Pour limiter les coûts des écloseries, certaines relâchent les larves avant leur métamorphose dans des enceintes fermées où elles se fixent aux collecteurs. En effet les larves de ce stade peuvent être produites en très grande quantité. Elles sont ensuite mises en prégrossissement en milieu ouvert.

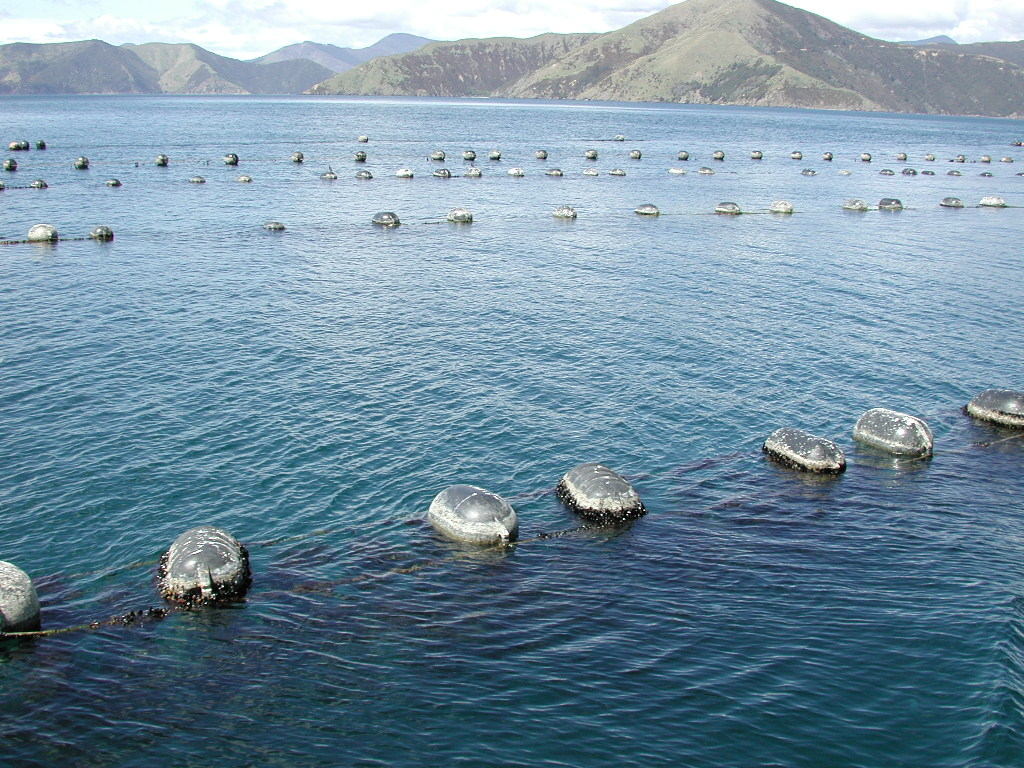
Élevage de moules en Nouvelle-Zélande.

Les espèces non fouisseuses peuvent être élevées directement sur le sol ou légèrement surélevées sur des tables, des pieux ou divers substrats artificiels. Ces méthodes, qui concernent surtout les huîtres et les moules, peuvent être employées dans l'estran, et les bivalves seront alors accessibles à marée basse. L'élevage peut aussi se faire en pleine mer en suspension. Des cordes sur lesquelles sont installés les bivalves (huîtres, moules, pétoncles) sont alors rattachées à des lignes munies de flotteurs,. Dans le cas des bivalves fouisseurs comme les coques et les palourdes, de telles installations sont inutiles et les éleveurs s'intéressent avant tout à la granulométrie du fond marin. Ces animaux sont récoltés à marée basse en pêche à pied ou avec des tracteurs qui draguent le sable.
Les principaux bivalves qui font l'objet d'un élevage dans diverses parties du monde sont les huîtres, notamment l'Huître creuse (Crassostrea gigas), les moules comme la Moule commune (Mytilus edulis), la Moule méditerranéenne (Mytilus galloprovincialis) et la Moule verte de Nouvelle-Zélande (Perna canalicula), les coquilles Saint-Jacques (Pecten jacobeus, Pecten maximus), les pétoncles (Mizuhopecten yessoensis, Argopecten irradians), les clams (Mercenaria mercenaria, Venerupis philippinarum et Venerupis decussata) et les coques (Tegillarca granosa, Cardium edule),.
La production de mollusques bivalves par la mariculture en 2010 était de 12 913 199 tonnes, en hausse par rapport aux 8 320 724 tonnes en 2000. L'élevage des palourdes, des coques et des arcidés a plus que doublé au cours de cette période, passant de 2 354 730 à 4 885 179 tonnes. L'élevage des moules est passé de 1 307 243 à 1 812 371 tonnes sur la même période, celui des huîtres de 3 610 867 à 4 488 544 tonnes et celui des coquilles Saint-Jacques de 1 047 884 à 1 727 105 tonnes.

### Utilisation comme nourriture humaine

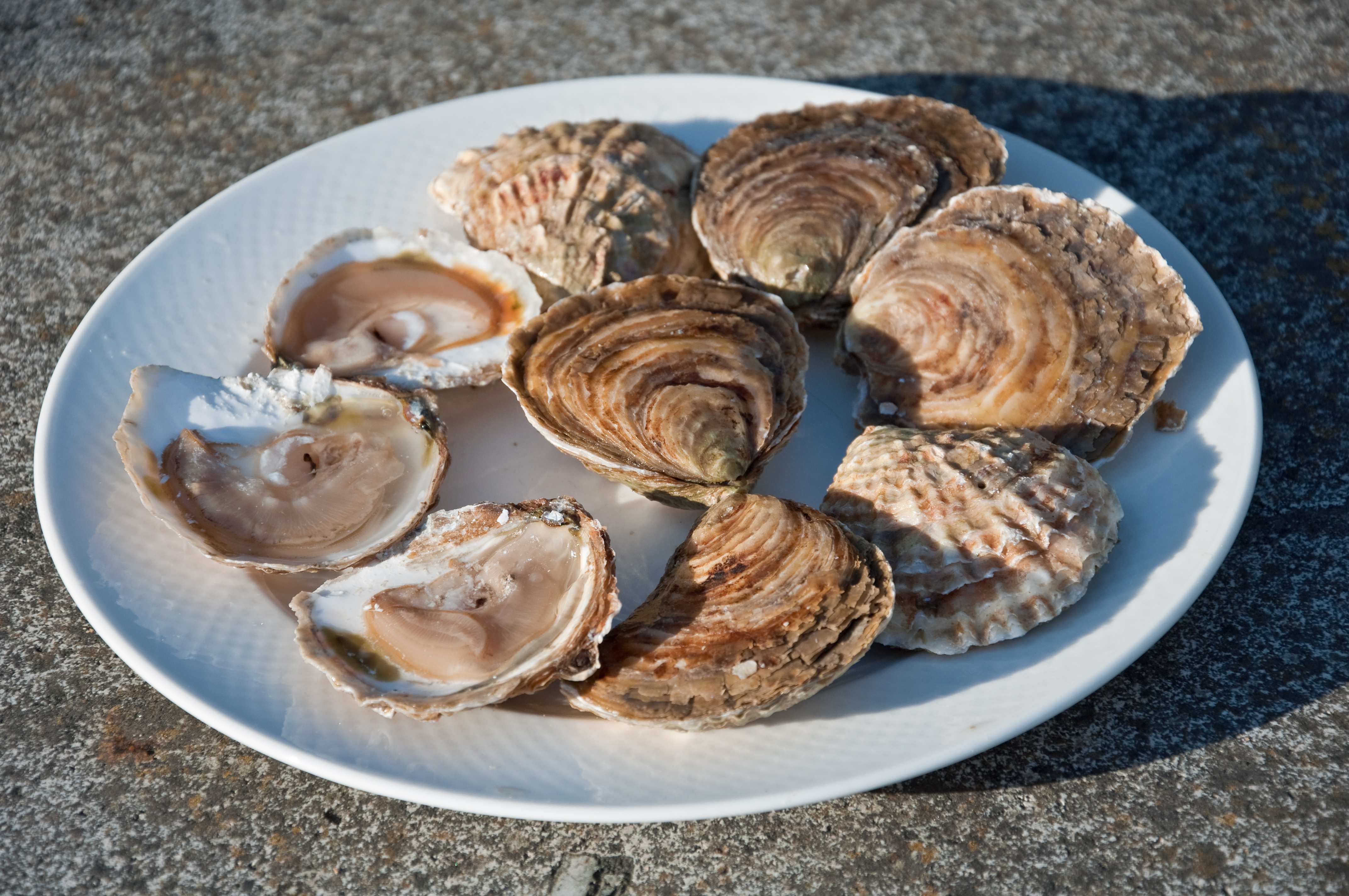
Huîtres plates (Ostrea edulis) produites en France.

Les bivalves sont une importante source de nourriture pour les humains et étaient déjà consommés à l'époque romaine. Des coquilles vides trouvées dans des sites archéologiques témoignent d'une consommation encore plus ancienne. Par exemple, sur la côte méditerranéenne en Provence, on sait que les moules étaient un mets apprécié dès le Ve siècle av. J.-C.. Les huîtres, les pétoncles, les palourdes, les arcidés, les moules et les coques sont les espèces les plus couramment consommées. En 1950, l'année où l'Organisation pour l'alimentation et l'agriculture (FAO) a commencé à recueillir de telles données, le commerce mondial de mollusques bivalves représentait 1 007 419 tonnes. En 2010, le commerce mondial des bivalves atteint 14 616 172 tonnes, alors qu'elle n'était que de 10 293 607 tonnes une décennie plus tôt. Parmi ces bivalves on compte 5 554 348 tonnes de palourdes, coques et arcidés (3 152 826 tonnes en 2000), (1 568 417 tonnes en 2000), 1 901 314 tonnes de moules (1 568 417 tonnes en 2000), 4 592 529 tonnes d'huîtres (3 858 911 tonnes en 2000) et 2 567 981 tonnes de coquilles Saint-Jacques (1 713 453 tonnes en 2000). La Chine a multiplié sa consommation en bivalves par 400 entre 1970 à 1997.

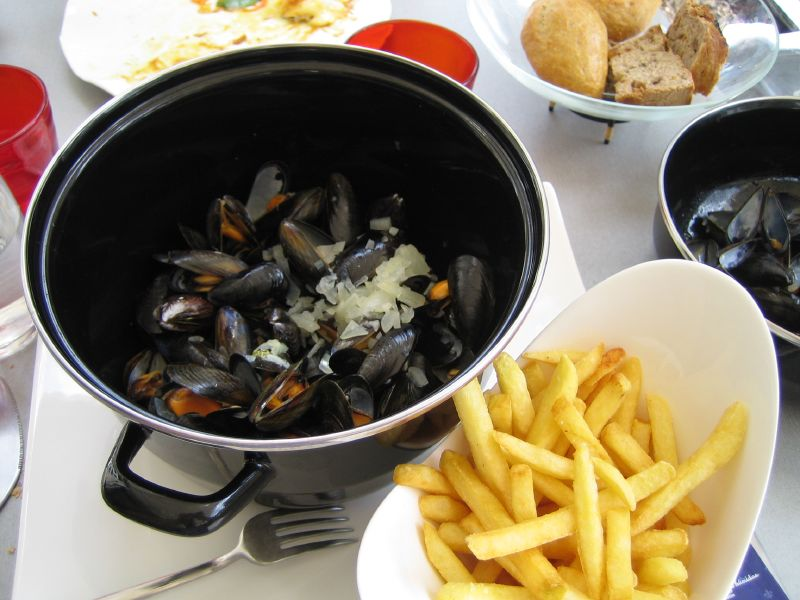
Moules-frites, plat très apprécié en Belgique et en France.

Les bivalves font partie des fruits de mer, avec les crustacés et d'autres mollusques marins comestibles. D'un point de vue nutritionnel, ils se caractérisent par une très bonne teneur en protéine, avec relativement peu de lipides. Ils sont riches en oméga 3, en minéraux, notamment en fer, en iode et en sodium, et en vitamines, notamment les vitamines A, D, B2 et B12. Les bivalves peuvent se consommer crus, comme c'est souvent le cas des huîtres, ou cuits. Ils peuvent être mangés tels qu'ils sont où faire l'objet de plats plus élaborés, notamment dans les régions côtières où ils font l'objet de spécialités locales. Ils accompagnent régulièrement les plats de poissons. Certains sont indissociables des fêtes de fin d'année comme les huîtres ou les coquilles Saint-Jacques. Ils entrent dans la composition de certains plats typiques comme les moules-frites.

### Intoxications alimentaires
On sait depuis la fin du XIXe siècle que la consommation de fruits de mer crus ou insuffisamment cuits peut provoquer des maladies infectieuses. Celles-ci sont causées soit par des bactéries naturellement présentes dans la mer comme les membres du genre Vibrio, soit par des virus et des bactéries issues des eaux usées et des effluents qui contaminent parfois les eaux côtières. En effet les bivalves sont des animaux filtreurs et de grandes quantités d'eau passent à travers leurs branchies, qui en filtrent les particules organiques, mais peuvent aussi être contaminées par des agents pathogènes microbiens. Ceux-ci sont conservés dans les tissus des animaux et se concentrent dans leur foie et leurs glandes digestives,. Des épidémies causées par des virus contenus dans les fruits de mer se développent à la fin du XIXe siècle. Elles pourraient être liées au fait que les eaux usées sont rejetées vers la mer, où elles procurent d'ailleurs de la nourriture pour les bivalves dans les estuaires et sur les côtes. Parmi les agents pathogènes responsables d'intoxications, on note notamment le virus de Norwalk, qui est résistant au traitement de l'eau et persiste donc même après que les coliformes en ont disparu après l'épuration des eaux, le virus de l'hépatite A et des bactéries comme Vibrio vulnificus ou Vibrio parahaemolyticus, dont la teneur dans l'eau augmente avec la température de celle-ci et qui peuvent causer en été des problèmes de diarrhées, de nausées et de vomissements.
Une autre source possible de contamination est liée au fait que les bivalves contiennent des biotoxines marines qu'ils accumulent par le biais de l'ingestion de nombreux dinoflagellés. Ces microalgues ne sont pas associées aux eaux usées, mais apparaissent sporadiquement en grands nombres. De vastes zones de mer ou des lacs peuvent changer de couleur en raison de la prolifération de millions d'algues unicellulaires, et ce phénomène est connu sous le nom de marée rouge. Ces toxines sont de natures diverses, mais parmi elles on peut en identifier quelques-unes qui causent de sérieux problèmes de santé publique. Les toxines diarrhéiques, qui recouvrent diverses toxines dont l'acide okadaïque et ses dérivés et les pecténotoxines, qui sont par exemple responsables de gastroentérites infectieuses. La saxitoxine et ses dérivés sont identifiés comme des toxines paralysantes, qui causent des picotements, des engourdissements et des diarrhées dans les cas bénins. Dans les cas les plus graves, les muscles entourant la poitrine peuvent se paralyser, ce qui peut conduire à la mort. L'acide domoïque est classé lui dans les toxines amnésiantes et cause des troubles digestifs et neurologiques et des pertes de mémoire. Enfin les brévétoxines sont plus rares mais peuvent provoquer des troubles neurologiques tels que de la paresthésie, des vertiges et de l'ataxie.
Aux États-Unis et dans l'Union européenne, une législation stricte a été mise en place dans les années 1990 pour prémunir les coquillages destinés à la consommation humaine d'être contaminés par des eaux souillées. Cela conduit à une diminution de la production et donc une augmentation importante des prix. Il s'ensuit également des récoltes illégales et un marché noir où sont vendus des mollusques potentiellement dangereux pour la santé humaine.

### Utilisation dans le contrôle des pollutions

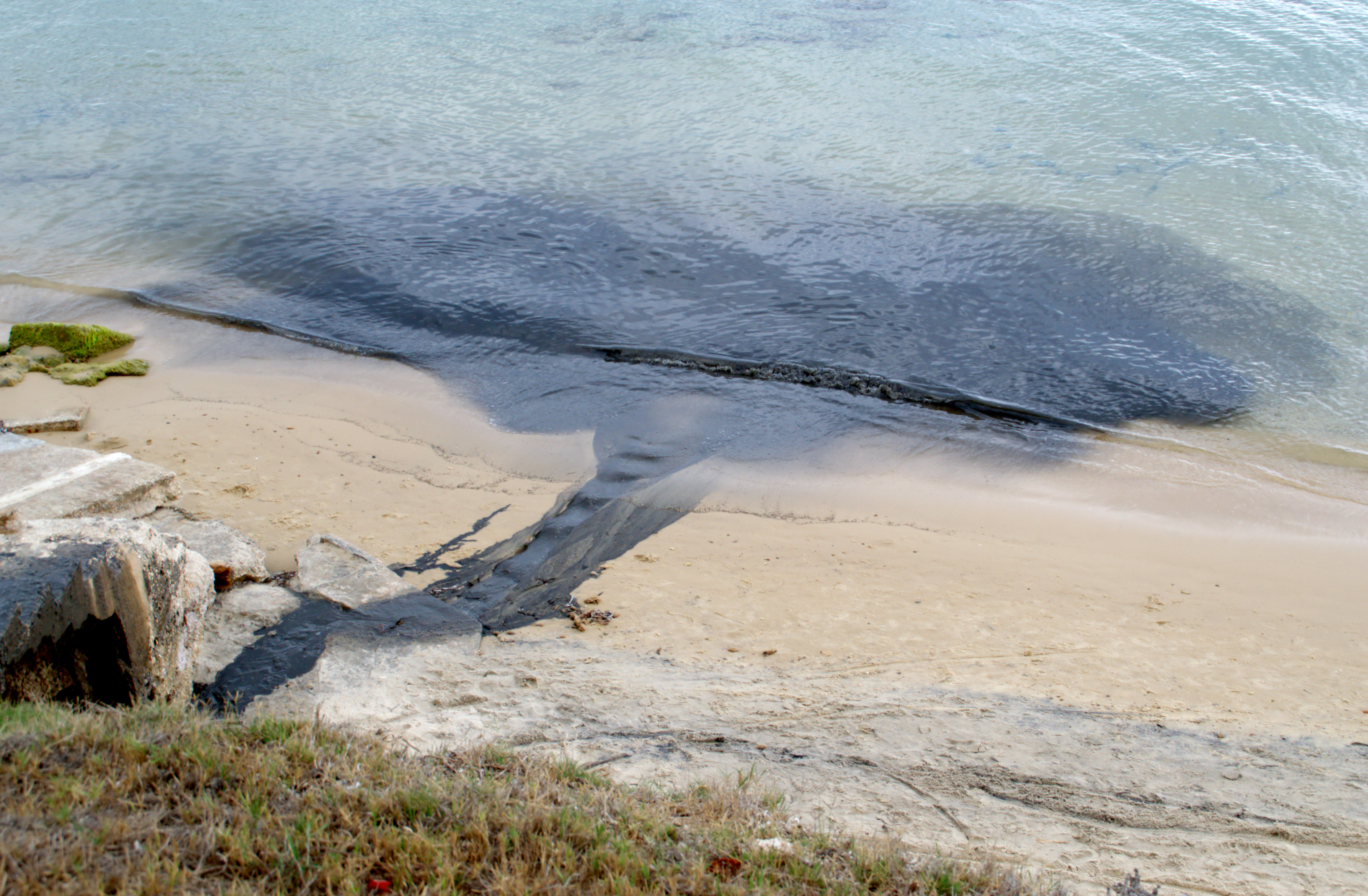
Les bivalves, en accumulant les toxines et métaux lourds, peuvent permettre de déterminer le degré de pollution du littoral, notamment dans les zones où des eaux usées sont rejetées dans la mer.

Quand ils vivent dans des eaux polluées, les bivalves ont tendance à accumuler des substances telles que les métaux lourds et des polluants organiques persistants dans leurs tissus. Ceci est lié au fait qu'ils ingèrent ces molécules lorsqu'ils se nourrissent mais que leurs enzymes sont incapables de les métaboliser, ce qui fait qu'elles s'accumulent. Ceci peut mettre les bivalves eux-mêmes en danger, mais aussi les humains qui les consomment. En revanche, ce phénomène a l'intérêt de pouvoir faire des bivalves des indicateurs du degré de pollution de leur environnement,. Les moules, les huîtres et les palourdes ont été largement étudiées à cette fin dès les années 1970, et un programme international, le Mussel Watch Program, a été mis en place afin d'évaluer le niveau de pollution des eaux un peu partout dans le monde. Une étude de neuf espèces de bivalves très largement répartis dans les eaux marines tropicales a conclu que c'était chez la moule Trichomya hirsuta que la concentration des métaux lourds (Pb, Cd, Cu, Zn, Co, Ni et Ag) dans les tissus reflétait le mieux le niveau de pollution de l'environnement. Chez cette espèce il y a une corrélation linéaire entre le niveau d'un élément dans les sédiments et sa concentration dans les tissus de l'animal, et ce pour tous les métaux à l'exception du zinc. Certains bivalves sont également utilisés pour mesurer la qualité microbiologique de l'eau. En effet sur des plages où sont rejetées des eaux usées d'origine industrielle ou domestique, la fluctuation hydrologique et météorologique, ainsi que la variation de la quantité de rejets au cours du temps rend une analyse à partir de l'eau difficile car demandant un très grand nombre d'échantillons, alors qu'il est facile de réaliser ces analyses sur des bivalves comme les moules qui sont sédentaires et stockent dans leur organisme les bactéries, constituant un très bon bio-indicateur.
L'utilisation des bivalves comme bio-indicateurs a toutefois ses limites. Ainsi, les niveaux de polluants retrouvés dans leurs tissus varient suivant l'espèce, l'âge, la taille, la période de l'année et d'autres facteurs encore. La quantité de polluants de l'eau peut varier au cours du temps et les mollusques ne reflètent alors pas les teneurs présentes mais celles passées. Dans une étude sur plusieurs espèces de bivalves présents dans des lagons au Ghana, les résultats de ce type d'analyse se sont avérés anormaux. Les niveaux de zinc et de fer avaient tendance à s'accroître durant la saison des pluies du fait du lessivage opéré sur les couvertures galvanisées des maisons. Les niveaux de cadmium étaient plus hauts chez les animaux jeunes que chez leurs aînés car ces animaux ont une croissance rapide, et malgré le fait que ce métal s'accumule, sa concentration dans les tissus diminuait. Dans une étude menée près de Vladivostok, on a découvert que les niveaux de polluants dans les tissus des bivalves ne reflétaient pas toujours le niveau de pollution des sédiments environnant dans des lieux comme les ports. En effet, dans ces lieux les bivalves filtrent une quantité d'eau bien moins importante qu'ailleurs car celle-ci est très riche en nutriments.
Les bivalves peuvent également avoir un intérêt pour dépolluer les eaux. Ainsi, des coquilles broyées, disponibles en tant que sous-produit de l'industrie de la conserve de fruits de mer, peuvent être utilisées pour éliminer les polluants de l'eau. Il a également été constaté que lorsque l'eau est maintenue à un pH alcalin, les coquilles broyées suppriment le cadmium, le plomb et d'autres métaux lourds présents dans les eaux contaminées en échangeant le calcium constituant leur aragonite avec ces métaux lourds, permettant ainsi de recueillir ces polluants sous une forme solide. L'huître creuse Saccostrea cucullata est connue pour réduire les niveaux de cuivre et de cadmium dans les eaux contaminées du golfe Persique. Les animaux vivants agissent comme des biofiltres, éliminant sélectivement ces métaux, et les coquilles mortes permettent également de réduire leur concentration.

### Autres utilisations

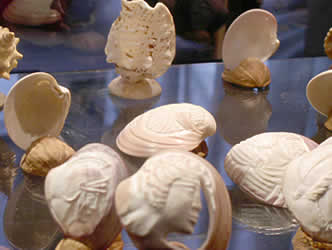
Coquilles sculptées miniatures.

La conchyliologie est l'étude des mollusques à coquille, mais le terme conchyliologiste est également parfois utilisé pour décrire un collectionneur de coquillages. De nombreuses personnes collectent en effet des coquilles sur la plage ou les achètent pour ensuite les exposer chez eux. On compte de nombreuses collections privées et publiques de coquilles de mollusques, mais la plus importante est celle de la Smithsonian Institution, qui abrite plus de 20 millions de spécimens. En Grèce antique, notamment à Athènes, certains votes se faisaient à l'aide de coquilles d'huîtres, notamment quand le peuple souhaitait bannir certains hommes politiques.
Les coquilles peuvent être utilisées dans un but décoratif de plusieurs manières. Elles peuvent être incrustées dans le béton ou le plâtre pour décorer des marches ou des murs et peuvent être utilisées pour embellir des cadres, des miroirs et autres objets d'artisanat. Elles peuvent être empilées et collées ensemble pour faire des ornements. Elles peuvent être percées et enfilées sur des colliers ou transformées en d'autres formes de bijoux. Les coquilles ont servi par le passé comme ornements, ustensiles, grattoirs ou outils de coupe. Des outils taillés soigneusement coupés et façonnés dans des coquilles de bivalves datant de 32 000 ans ont été retrouvés dans une grotte en Indonésie. Dans cette région, il semble que l'utilisation de la coquille a été développée pour fabriquer des outils plutôt que la pierre ou l'os, peut-être du fait de la rareté de pierres adaptées.

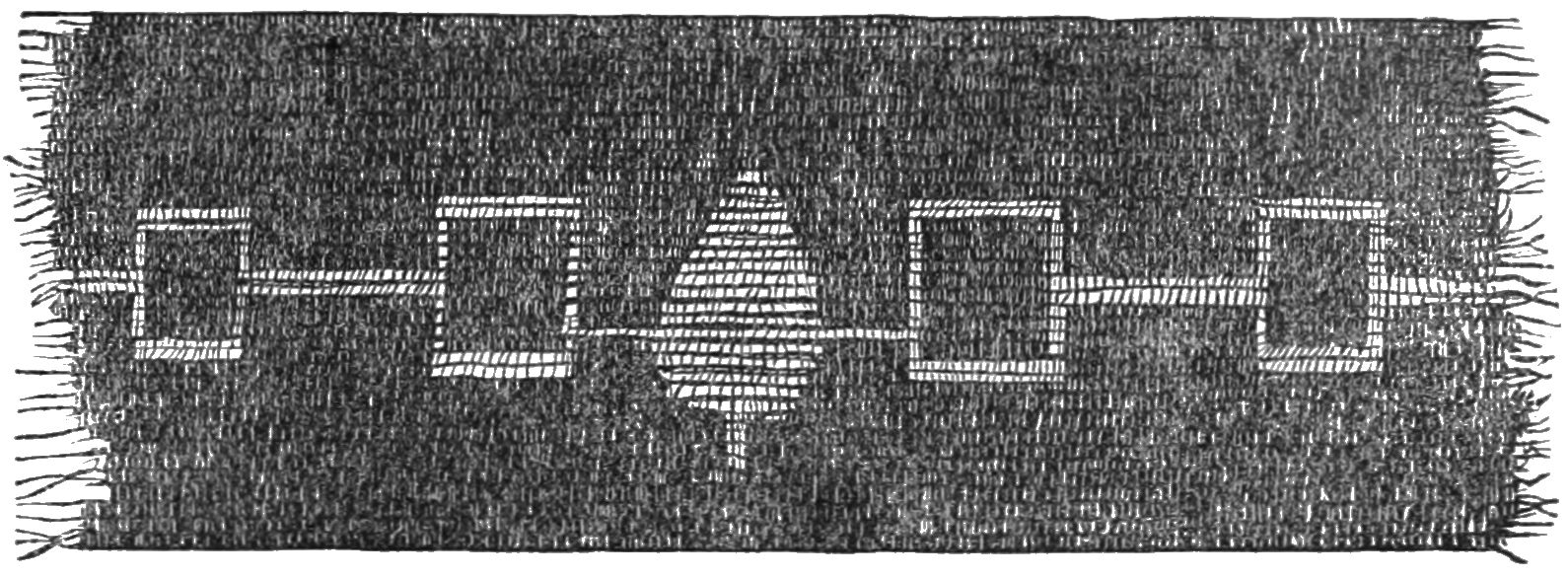
Ceinture wampum de 1885.

Les Amérindiens vivant près de la côte utilisaient des morceaux de coquilles pour constituer leurs wampums. Busycotypus canaliculatus et Mercenaria mercenaria étaient utilisés pour faire des motifs traditionnels blancs et pourpres. Les coquilles étaient coupées, polies et percées avant d'être enfilées et tissées dans les ceintures. Celles-ci ont été utilisées à des fins personnelles, sociales et rituelles, ainsi que plus tard comme monnaie,. La tribu des Winnebagos, dans le Wisconsin, utilisait les moules d'eau douce de différentes espèces et s'en servait notamment de cuillères ou de tasses. Ils les taillaient pour fabriquer des couteaux, des râpes et des scies. Ils les sculptaient pour en faire des hameçons et des leurres. Leur coquille, réduite en poudre, était intégrée dans l'argile dont ils faisaient leurs poteries. Ils les utilisaient aussi comme grattoirs pour enlever la chair des peaux et pour scalper leurs victimes. Ils se servaient également des coquilles pour évider les troncs d'arbres utilisés pour faire les canoës, une fois que ceux-ci avaient été partiellement brûlés, et pour labourer le sol, accrochées à des morceaux de bois.

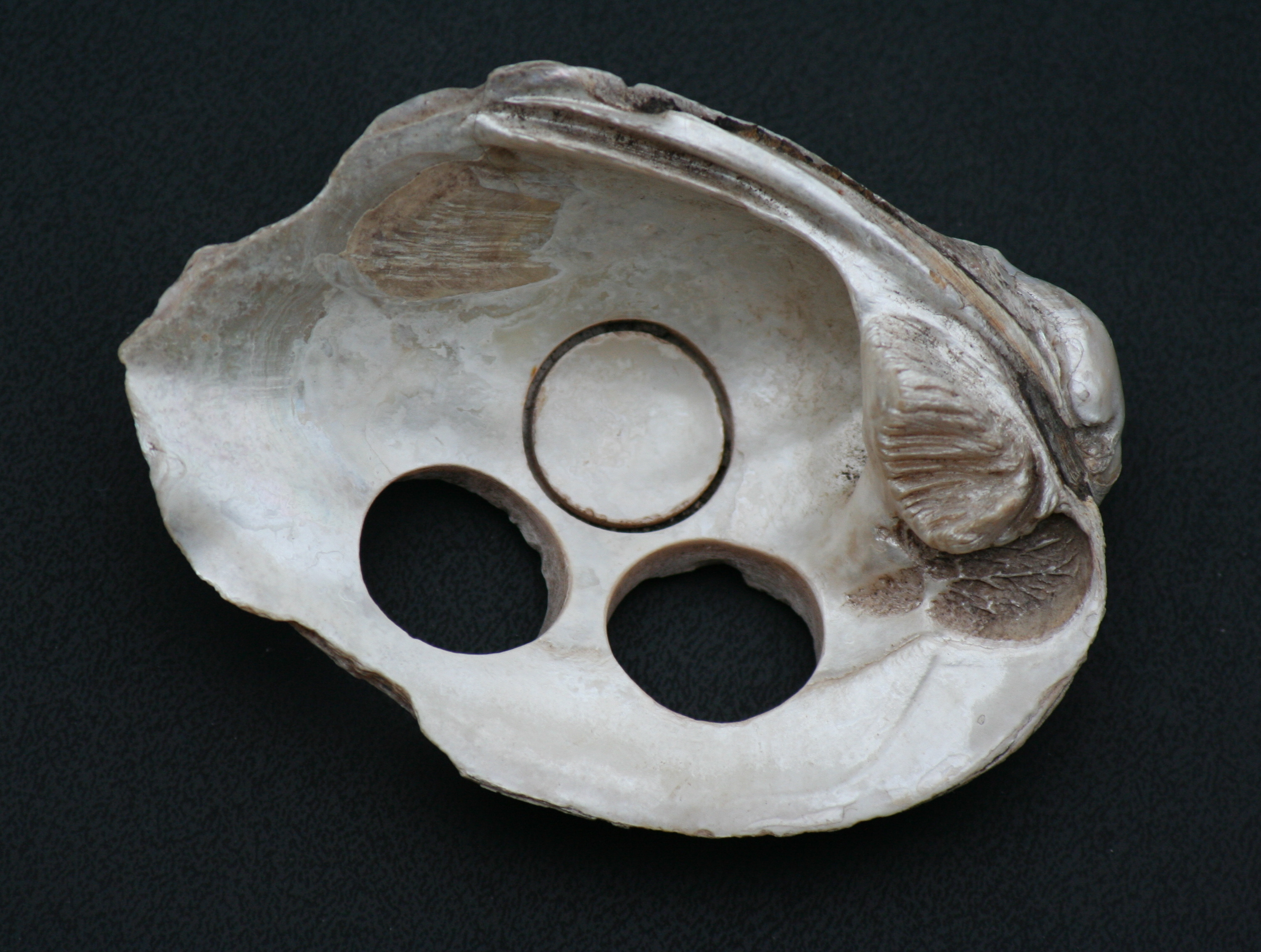
Coquille d'une moule d'eau douce utilisée pour faire des boutons.

On fabriquait traditionnellement des boutons avec une grande variété de coquillages marins et d'eau douce,. Dans un premier temps ils étaient utilisés plus dans un but décoratif que pour attacher les vêtements, et le plus ancien exemple connu a été retrouvé à Mohenjo-daro dans la vallée de l'Indus.
La soie marine est un tissu obtenu à partir des byssus de bivalves, en particulier des nacres (Pinna nobilis). Elle est produite dans la région méditerranéenne où ces coquilles sont endémiques. C'était un tissu coûteux et la surpêche a beaucoup réduit les populations de l'espèce. Il en est fait mention sur les inscriptions en grec de la pierre de rosette, et ce tissu était vraisemblablement utilisé pour payer des taxes.
Les coquilles broyées sont distribuées en tant que complément calcaire dans l'alimentation des volailles pondeuses. Ce sont souvent les coquilles d'huîtres et de coques qui sont utilisées à cette fin, comme elles sont produites en nombre par l'industrie agro-alimentaire,.

### Nacre et perle

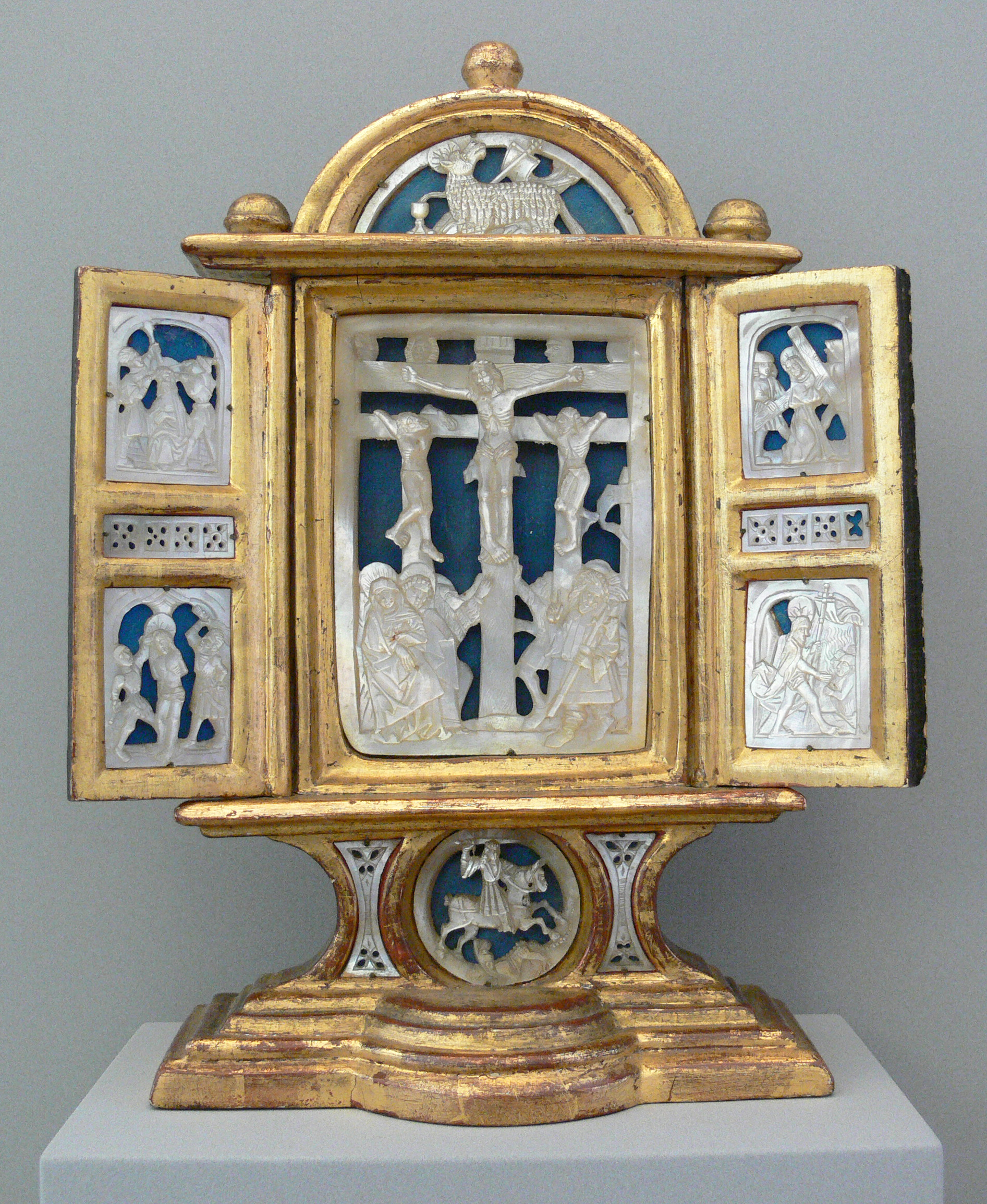
Gravure de nacre sur un retable du XVIe siècle.

La nacre est la couche brillante naturelle qui tapisse certaines coquilles de mollusques. Elle est utilisée pour faire des boutons de nacre et dans l'artisanat pour fabriquer des bijoux naturels. Elle était également utilisée en marqueterie, incrustée dans les meubles, en particulier en Chine. On s'en servait pour décorer les instruments de musique, les montres, les pistolets, les éventails et divers autres produits. L'importation et l'exportation de produits fabriqués en nacre sont contrôlées dans de nombreux pays dans le cadre de la Convention sur le commerce international des espèces de faune et de flore sauvages menacées d'extinction.
Une perle est créée dans le manteau d'un mollusque quand une particule irritante est recouverte de couches successives de nacre. Bien que la plupart des bivalves puissent créer des perles, les huîtres perlières de la famille des Pteriidae et les moules d'eau douce des familles des Unionidae et des Margaritiferidae sont les principales sources de perles commercialisées car les concrétions calcaires produites par les autres espèces ne sont pas lustrées. Trouver une perle dans une coquille d'huître demande énormément de chance car il faut en ouvrir des centaines avant de trouver une perle. La plupart des perles sont obtenues à partir d'animaux d'élevage dans lesquels une substance irritante a été introduite pour induire la formation d'une perle. Une perle irrégulière peut être obtenue en insérant un implant, généralement en plastique, derrière un lobe du manteau, puis à l'intérieur de la coquille. Il faut en moyenne entre deux et quatre ans pour produire une perle de cette manière, et il faut de la chance pour retrouver des perles bien sphériques. Une autre procédure plus difficile à mettre en œuvre pour obtenir des perles consiste à greffer une partie du manteau d'une huître dont on sait que la nacre est de bonne qualité dans un spécimen adulte et y insérer un noyau de nacre, c'est-à-dire un morceau de nacre issu d'un autre coquillage et poli afin d'en faire une bille ronde. En guidant ainsi la forme de la future perle, on a plus de chance d'obtenir une perle sphérique, et on obtient un produit uniquement constitué de nacre. L'animal peut être ouvert pour en extraire la perle après deux à quatre ans et réensemencé pour qu'il produise une autre perle. La perliculture est une industrie importante au Japon et dans de nombreux autres pays riverains de l'océan Indien et du Pacifique.

### Symbolisme

La Naissance de Vénus, Vénus apparaissant dans une Coquille Saint-Jacques.

La Coquille Saint-Jacques (Pecten maximus) est l'emblème de Saint Jacques. Elle est devenue l'emblème des pèlerins parcourant le pèlerinage vers Saint-Jacques-de-Compostelle en Galice. La coquille est aujourd'hui associée au pèlerinage et est utilisée comme symbole par les auberges le long de la route puis plus tard comme un signe d'hospitalité.
Selon la mythologie romaine, Vénus, la déesse de l'Amour, est née dans la mer est en est sortie accompagnée de poissons et de dauphins, Botticelli la représentant arrivant dans la coquille d'un pétoncle. Les Romains la vénéraient et ont élevé des monuments en son honneur dans leurs jardins, la priant pour qu'ils ne manquent pas d'eau et que le jardin verdoie. À partir de là les coquilles de pétoncle et d'autres bivalves ont commencé à être utilisés comme symbole de la fertilité. La représentation de la coquille des pétoncles est par ailleurs utilisée en architecture et dans le design et est le logo de Royal Dutch Shell, la célèbre compagnie pétrolière. D'autres bivalves ont une place dans les arts, comme notamment l'huître qui est un sujet privilégié des natures mortes et particulièrement dans l'art flamand et néerlandais du siècle d'Or.

### Statut de conservation et sauvegarde

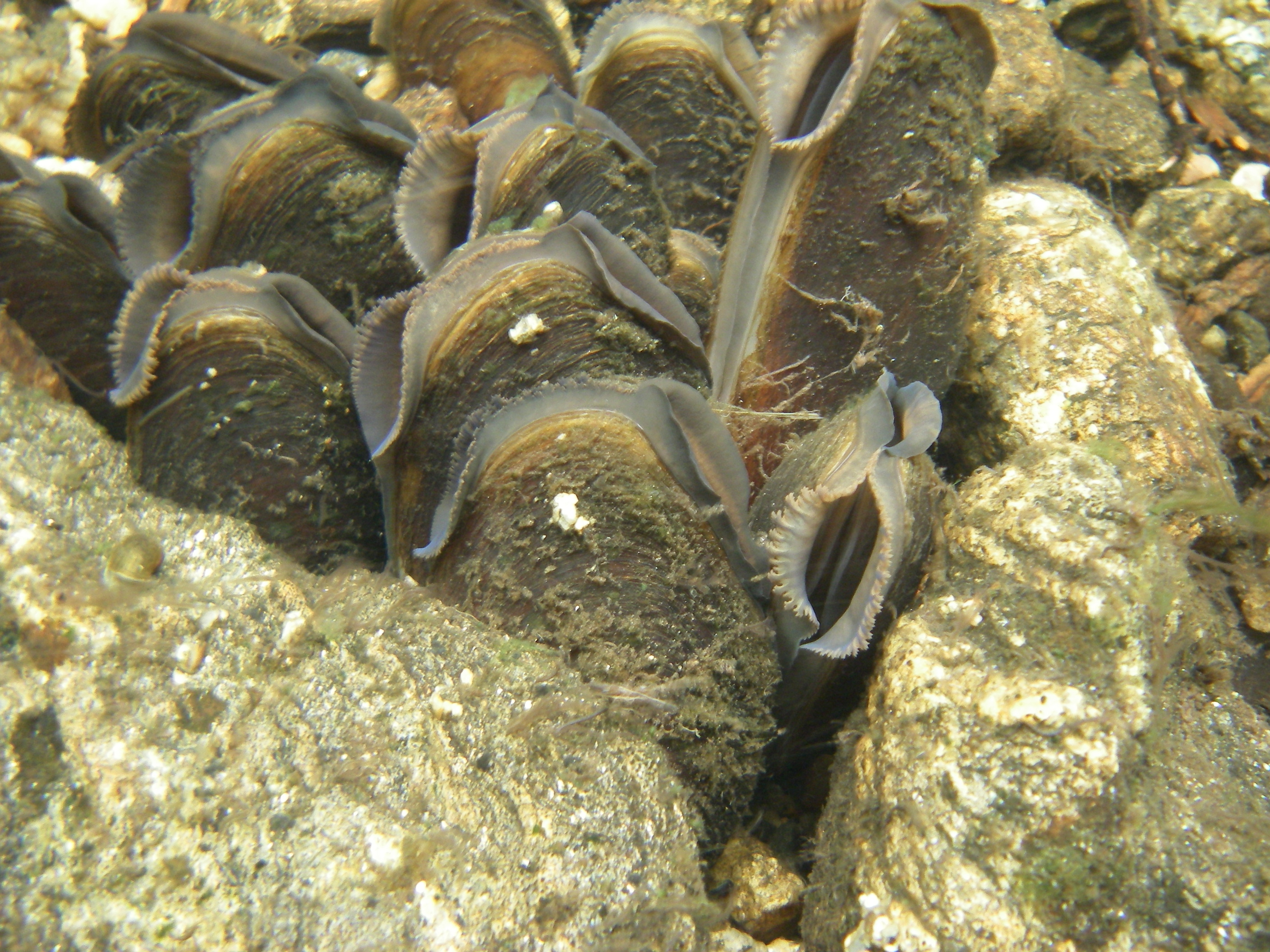
Groupe de mulettes (Margaritifera margaritifera) photographié en Suède où ces mollusques peuvent vivre plus de 100 ans.

Les bivalves sont globalement moins menacés d'extinction que d'autres catégories d'animaux. Les espèces d'élevage sont notamment très répandues à travers le monde. Toutefois, il faut distinguer le cas des bivalves d'eau douce, beaucoup plus menacés que les bivalves d'eau de mer. Ainsi, un tiers des bivalves dulçaquicoles est menacé selon la liste rouge de l'UICN. Parmi les espèces les plus menacées on peut citer les moules d'eau douce appartenant au genre Margaritifera comme Margaritifera auricularia et la mulette Margaritifera margaritifera. La création de lacs de retenue (absence de courant), de microcentrales électriques (changement des débits), les pratiques agricoles (eutrophisation des cours d'eau, pollution par les pesticides, augmentation de l'érosion des sols et par suite de la turbidité), ainsi que l'introduction de Truites arc-en-ciel (Oncorhynchus mykiss), impropres au développement de la glochidie, ont entraîné la quasi-disparition de cette espèce sur pratiquement toute son aire de répartition, en Europe et en Amérique du Nord. D'autres espèces ont une aire de répartition très limitée, qui mettent en péril sa survie. C'est le cas de Quadrula fragosa qui ne compte plus qu'entre 50 et 1 000 habitants sur 20 km de la rivière Sainte-Croix dans le Minnesota.
Pour conserver ces espèces, outre les diverses mesures de protection pour les espèces concernées, des plans de conservation spécifiques sont mis en œuvre. Ainsi, un Plan National d'Action pour la Mulette perlière a été mis en place en France et la première station d'élevage inaugurée dans le Finistère.